# FAIRY TAIL動畫集數列表
以下是日本動畫《FAIRY TAIL》的各集簡介。（中文標題可能與官方版本不同）
- 在01集~11集由旁白做開頭簡介
- 而12集~48集則由納茲作觀賞時需要注意燈光和距離的提醒
- 49集以後直接進入前情提要

## 各集介绍
- 底色為 （米黃色）表示該集為動畫原創。
- 底色為 （綠色）表示該集為番外篇。

## 第1季劇情介绍

### 第一季
(2009年10月－2010年9月，紅天波拉篇至妖尾公會內戰篇)
| 集数 | 對應原作        | 標題                            | 原剧首映日期   |
| --- | --------------- | ------------------------------- | -------------- |
| 1 | 第1回           | 妖精尾巴 （）                   | 2009年10月12日 |
| 人口1700萬的永久中立國菲歐烈王國是個魔法世界。國內有一群被稱為「魔導士」的人士。他們分屬於國內眾多的「魔導士公會」，以魔法完成民眾委託來獲得報酬。故事就源自於坐落在王國某個城鎮中，一個從過去到未來都將持續孕育出無數傳說的公會。它的名字就是《妖精尾巴》。時為X曆784年，王國港灣城鎮「哈魯吉翁」。剛出道的美少女魔導士露西在街上被號稱火龍的魔導士男子中了魔法魅惑而迷惑住時，碰巧出現的一對奇怪搭檔，尋找火龍伊格尼爾的少年納茲和藍貓哈比幫她解了危。為了聊表謝意，她請他們吃午餐並自我介紹說她正準備要去加入公會。之後露西在翻閱魔法雜誌時，那個使用魅惑魔法來勾引女性的男人突然現身，並表示自己是妖精尾巴的魔導士，可以幫她引薦會長。為了加入夢寐以求的公會，露西點頭答應參加他今晚的船上派對…。 但其實這場派對只是要誘拐年輕女孩子的餌！正當露西因為失去重要魔法鑰匙而無計可施之際，納茲從空而降闖進船艙，載他飛來的哈比則趕緊帶露西逃走。在露西用星靈魔法召喚水瓶座星靈阿葵亞把船送回岸邊後，真正隸屬於妖精尾巴的納茲戳破冒牌火龍的謊言。原來他其實是被《巨人之鼻》除名的魔導士！底牌被掀的他使出火焰魔法攻擊納茲，但想不到納茲竟然能夠吞食火焰！隨後更施展前所未見的火焰魔法橫掃千軍。經過哈比的解說，露西這才得知納茲是使用失落的太古魔法－滅龍魔法的滅龍魔導士，真正的「火龍」！！幾分鐘之後，納茲輕鬆的擺平了所有壞蛋，卻也因為幹得太過火破壞了大半個城鎮而引來了軍隊！他就趕緊和哈比帶著未來的新會員露西逃往妖精尾巴去了。                                        |                 |                                 |                |
| 2 | 第2、3回        | 火龍、猴子與牛 （）             | 2009年10月19日 |
| 露西跟著納茲和哈比來到了位於馬格諾利亞鎮上的魔導士公會《妖精尾巴》，正當露西為自己終於來到憧憬的公會而興奮不已時，不料納茲竟一腳踹開門去找害自己白跑一趟哈魯吉翁的會員算帳！情況隨即演變成大規模群架，就連初次蒞臨的露西也被捲入其中。最後在大家準備使出魔法時，公會會長馬卡羅夫終於出手制止他們。原來妖精尾巴雖然擁有許多優秀成員，但也因為很會搞破壞惹麻煩而成為上級機關評議會的眼中釘。但會長在發完牢騷後，又朝氣滿滿的鼓勵大家要勇於追求自己的道路。這番話讓所有公會成員，甚至連露西都感動不已。隨後露西拿到了公會的紋章，正式加入了妖精尾巴。這時納茲和哈比得知留下兒子羅梅歐出去工作的公會成員馬卡歐失聯的消息，便立刻丟下工作出發去救他，從米拉珍那兒得知納茲的童年經歷的露西也決定參與搜救。 兩人一貓來到馬卡歐前往的哈克貝山，受不了寒冷的露西召喚出時鐘座星靈躲了進去，卻被怪物瓦肯連人帶鐘抓走了！納茲追來找她卻中計墜入山谷，露西只得自救召喚金牛座星靈塔羅斯和瓦肯戰鬥，但之後牠卻被哈比救回來的納茲當成敵人一腳KO…。在一場激烈的肉博戰之後，納茲順利打敗瓦肯，成功解救被牠附身的馬卡歐，一行人平安地回到了公會。羅梅歐留著淚誠摯的感謝納茲、哈比和露西的努力。經過這次非正式的任務歷練後，還是個公會新人的露西從納茲身上充分了解了「伙伴」的重要性，同時也更加喜歡妖精尾巴了。 |                 |                                 |                |
| 3 | 第4~7回         | 潛入！！艾巴爾豪宅！！ （）     | 2009年10月26日 |
| 加入妖精尾巴後的第一個早晨，露西洗完晨浴後正準備悠哉一下時，赫然發現納茲和哈比竟公然闖入她家裡！在抗議和逐客令宣告無效後，露西只好請他們喝杯紅茶，並介紹自己目前持有的星靈鑰匙，還順便讓他們見識了星靈魔導士與星靈的簽約儀式。看中露西的納茲於是決定和她組成團隊一起工作。俗話說打鐵趁熱，他們火速開始執行小隊成立後的第一份委託！坐了一趟馬車到達目的地並飽餐一頓後，兩人一貓去拜訪委託人卡比・門洛。他的要求是將當地貴族艾巴爾公爵所擁有的一本叫《日出》的書毀掉，但教人驚訝的是，他竟然願意為這麼簡單的任務付出200萬J的酬勞！？ 利用公爵正在招募女僕的機會，露西扮成女僕想混入大宅。不料原以為完美的作戰計畫卻因為公爵的特殊審美觀而徹底失敗。於是她們改採突擊潛入作戰，雖然途中遇到女僕軍團的阻礙，但都被納茲輕鬆排除。在潛入書庫後，納茲意外的很快就找到了目標。想不到《日出》竟是有名的魔導士小說家凱姆・薩雷歐的作品！原本納茲想立刻燒掉它，但身為其忠實書迷的露西卻很想要這本書而大力反對。就在這時，艾巴爾公爵現身並直指《日出》是一本爛書，直覺事有蹊翹的露西請納茲爭取時間讓她解讀書中玄機。公爵叫雇用的傭兵帕尼休兄弟對付納茲，自己趕去追露西。兩位傭兵原本自信能樂勝專練精神力的魔導士。但可惜他們對上的是超武鬥派的滅龍魔導士，三兩下就被納茲破解絕招徹底完敗…。而同一時間，露西似乎也找出了《日出》中的重大秘密...！ |                 |                                 |                |
| 4 | 第8、9回        | DEAR KABY ～給親愛的卡比～ （） | 2009年11月2日  |
| 用風詠眼鏡速讀完全書後，露西發現了作者隱藏在《日出》中的秘密。但艾巴爾公爵追了上來並捉住露西要搶回書本，幸好哈比及時趕到解危。之後在與用鑽地魔法土潛的他玩你追我跑的過程中，露西揭露出原來這本書是凱姆・薩雷歐在公爵的威逼下寫出來的，他在寫完書之前用魔法在乍看下只是三流小說的書中隱藏了重大秘密。擔心那是對自己不利之事的公爵使出殺手鐧，召喚處女座星靈芭露歌。不料竟然連納茲也跟著這隻女僕金剛跑來了！在納茲和巨蟹座星靈凱沙的幫助下，露西順利解決了艾巴爾公爵，《日出》終於到手！ 回到委託人住處後，露西鄭重的把《日出》還給委託人，原來他就是作者的兒子！當年他因父親拋下家庭花了三年寫出這本拙作，而一直對他抱持著怨恨。但在父親去世多年後，感到後悔的他為了維護父親的名譽而提出毀掉《日出》的委託。就在他準備點火之際，凱姆・薩雷歐施加在書上的文字替換魔法啟動，原來這竟然是他留給自己兒子的至高傑作，《給親愛的卡比》！卡比先生滿心感激的收下了書，不過因為「毀掉」書的委託已經沒辦法達成，納茲決定不收酬勞結束任務，讓露西是失望不已…。在回公會的路上，他們碰上了納茲的死對頭格雷，之後又突然遇到一群魔導士的攻擊。納茲和格雷合力秒殺對方後，一行人繼續加緊趕路。因為妖精尾巴最強的女魔導士要回來了！！到底能讓納茲和格雷都害怕不已的她是何等厲害的女強人呢？ |                 |                                 |                |
| 5 | 第10~12回       | 盔甲魔導士 （）                 | 2009年11月9日  |
| 今天妖精尾巴成員們還是一如往常的爭吵嬉鬧。趁著露西在選擇委託的機會，米拉為她講解了魔法界的組織架構。之後型男魔導士洛基跑來向她搭訕，但在發現露西是星靈魔導士後他卻像見到鬼似的落荒而逃！？納茲跟格雷也跟平常一樣吵沒幾句就幹起架來。但隨著妖精尾巴最強女魔導士－艾爾莎的回歸，一切都變得寂靜無聲...。獲悉會長去外地開會不在後，艾爾莎隨即開始對公會成員展開風紀委員說教。不過最教露西驚訝的是，納茲和格雷竟然會在面對她時渾身冒冷汗的裝成哥倆好！！之後艾爾莎提出更加驚人的要求，請格雷和納茲和她組隊。在她答應納茲任務結束後一較高下的條件後，納茲、格雷、艾爾莎，外加應米拉要求當潤滑劑的露西，妖精尾巴最強小隊首度成軍！！ 這次的出動，是因為艾爾莎在結束任務後的回程中探聽到黑暗公會《鐵之森》有不尋常的動靜。在她提到神秘魔法，搖籃曲「LULLABY」之後，露西和格雷猛然想起之前襲擊他們的魔導士也說過這個詞！在露西見識到格雷使用的冰的造型魔法之後，一行人抵達艾爾莎探聽到情報的城鎮奧尼巴斯。但卻不小心把暈車到虛脫的納茲留在火車上！一行人趕緊租了魔導四輪車追上去。在和納茲會合後，更得知他剛在火車上與鐵之森的一名成員交戰過，而那個人身上還帶著一枝詭異的骷髏笛子！露西赫然想起那就是LULLABY，史上最強的黑魔導士 - 瑟雷夫遺留在世上的可怕死亡魔法，看來黑暗的傢伙們這次的行動是非同小可！ |                 |                                 |                |
| 6 | 第13~15回       | 在風中的妖精 （）               | 2009年11月16日 |
| 人在克羅巴鎮開會的馬卡羅夫會長在餐敘時間接到米拉珍的信，得知妖尾最強（破壞）小隊的成立的他不禁擔心這次恐怕真有可能鬧出城鎮全毀的大事來…。同一時間，研判鐵之森的頭頭－「死神」艾利高爾打算利用大範圍死亡咒殺魔法「LULLABY」發動大屠殺的妖尾最強小隊飛車趕到歐西巴納車站。面對擊潰軍隊小隊的黑暗公會，艾爾莎厲聲質問艾利高爾的目的，得到的回答竟是要用車站的廣播系統對整個城鎮播放搖籃曲！！ 大方公開計畫後，艾利高爾隨即撤退。艾爾莎指派納茲和格雷去攔截艾利高爾，由她和露西負責解決黑暗公會的成員。鐵之森原本以為靠壓倒性人數優勢就能輕鬆解決兩個弱女子，但卻被武藝高強的艾爾莎用神速換裝魔法殺的人仰馬翻，露西也召喚巨蟹座凱沙上場助陣。隨後艾爾莎使出為自己贏得妖精尾巴最強女魔導士「妖精女王」稱號的盔甲換裝魔法「騎士」，一擊撂倒剩餘人馬！！另一頭，素來冰火不容的格雷和納茲中途兵分二路追蹤敵人。察覺敵方的行動有異的格雷隨即遭到攔截，而前去疏散周遭人群的艾爾莎也遭遇艾利高爾，對方並不進行戰鬥，只是放出「魔風壁」把艾爾莎她們全部禁閉在車站中。這時格雷才從對手口中盤問出艾利高爾真正的目標，是在下一個車站所在的克羅巴鎮狙殺正參加例行會議公會會長們！中計被困的妖尾最強小隊該如何阻止他的陰謀？ |                 |                                 |                |
| 7 | 第16~18回       | 火與風 （）                     | 2009年11月23日 |
| 為了逃出艾利高爾的魔風壁，艾爾莎她們開始尋找擅於解除魔法的鐵之森成員卡伽。而之前在火車上因挑釁納茲而被揍的他此時再度與納茲展開對戰。之後納茲順利的制服了卡伽，但還來不及解除魔風壁，他就遭到鐵之森成員的刺殺！這下子就不可能靠重傷昏迷的卡伽來協助脫困了。正當大家束手無策之際，納茲突然想到能否利用星靈魔法進行瞬間移動。可惜只靠露西一個星靈魔導士這招是行不通的…。幸好天無絕人之路，靠著福星露西新入手的處女座星靈，變身成萌女僕的芭露歌的鑽地魔法，大家終於順利逃出了車站！ 順利脫困後，艾爾莎駕車載著露西、格雷和傷患卡伽火速趕往集會城鎮。卡伽不解他們為何要幫助他這個敵人，一向表現較冷漠的格雷開口勸他別鑽牛角尖，要更正面思考一點。而靠著哈比的魔法翼先走一步的納茲總算在克羅巴鎮前的峽谷攔截到艾利高爾，妖精尾巴的「火龍」v.s.鐵之森的「死神」，這次任務的關鍵戰鬥就此拉開序幕！在經過數輪的攻防後，見識到納茲的火焰魔法之異常破壞力和他對火焰的絕妙操控力的艾利高爾終於也認真起來，使出了攻防一體的暴風衣！納茲有辦法突破這層障壁成功打倒對手嗎？ |                 |                                 |                |
| 8 | 第19~21回       | 最強的團隊 （）                 | 2009年11月30日 |
| 面對用風壁包住自己的艾利高爾，難以接近對手的納茲陷入了劣勢。但在哈比的激將法的幫助下，隨著憤怒爆發出的超火焰終於讓納茲破解了風之鎧甲。最後他以一記龍火頭錘打敗了艾利高爾！這時艾爾莎她們也正好趕到，就在大家正慶幸事情圓滿解決時，同行的卡伽卻趁機搶走「LULLABY」疾馳往會場！沒了交通工具的妖尾小隊追趕不及，眼看著卡伽就要代替艾利高爾對公會會長施放咒殺了！但在他要吹奏笛子之際，這一路上與妖精尾巴成員的遭遇讓他對正規公會的憎恨心開始動搖。最後在馬卡羅夫會長的曉以大義下，卡伽流著淚棄械投降，一場可能的大災難終於被成功阻止…。 但就在這時異變再起！原本一支小小的咒殺之笛竟然變成了巨大的惡魔！這就是大黑魔導士瑟雷夫遺留於世的恐怖遺產！在見識到牠一砲炸掉一座山頭的力量後，趕來處理的軍隊嚇得是急忙撤退。但在場卻有三個人毫不畏懼，現在正是展現艾爾莎+納茲+格雷的妖精尾巴最強小隊的實力的時候！！雖然納茲和格雷平常怕艾爾莎到不行，但一同戰鬥時卻是默契絕佳。被三個人的聯合攻擊猛轟的惡魔惱怒的想使出咒殺之音，不料卻因為身體被打出洞來而吹不出死亡笛聲…。妖尾最強小隊趁勝追擊，冰的造型魔法、騎士換裝，以及火之滅龍魔法的三重攻擊炸裂！漂亮的將惡魔打回原形贏得勝利。這理當是大功一件，但他們同時也下手太猛而把克羅巴鎮徹底摧毀。這下子妖精尾巴的破壞罪行恐怕要再創新紀錄了…。 |                 |                                 |                |
| 9 | 番外篇          | 納茲，吃掉村莊 （）             | 2009年12月7日  |
| 妖尾最強小隊和會長在一起回公會的路上，不慎誤入迷宮般的峽谷裡迷了路。一行人在荒郊野外餓到前胸貼後背，好不容易找到了一群飛魚，但這些魚不但超難釣，味道更是糟到連哈比都不吃。之後他們突然發現了一座村子，大夥興沖沖的想去要點食物，但進到村子裡後卻感覺事有蹊翹，明明有人居住的痕跡但卻不見半個村民。於是艾爾莎決定和會長留在村中調查，納茲他們設法去附近森林找野菜。在確定整個村子都沒人後，艾爾莎突然注意到村落的地面上畫了不自然的細溝。而另一頭，在森林裡亂吃不知名蘑菇的納茲一行人上演了一出頭頂長蘑菇的搞笑鬧劇…。 之後納茲他們因為不祥的預感急忙回去跟會長和艾爾莎會合。就在這時，地上溝線突然發光，遍布全村的魔法陣接著啟動。一行人爬到山上一看，整座村子竟然變成了一群異形怪物！原來這是一座闇黑公會的村子，村民們基於某種目的使用了名為「Alive」的禁忌魔法賦予無機物生命，結果最後自食其果。餓到不行的眾人不管三七二十一，衝下山去想用這些怪物作料理，但結果這些東西根本就不能吃！之後怪物們再度暴動起來，納茲他們奮力還擊。不料這時魔法陣再度啟動破壞了山壁，眼看大家就要掉進魔法陣裡，馬卡羅夫會長立即出手解開魔法並銷毀魔法陣解救了孩子們以及村民們。在警告他們不得再犯後，一行人繼續上路返回公會。唉，日行一善固然好，但肚子實在是已經餓死啦！！ |                 |                                 |                |
| 10 | 第22~25回       | 納茲 V.S. 艾爾莎 （）           | 2009年12月14日 |
| 完成任務後返家休息的露西，趁著悠閒的早晨時光給母親寫了封關於這次冒險的信，之後卻發現格雷半裸的闖進了家裡！原來他是來告訴她今天就是納茲之前和艾爾莎約定的決鬥之日！露西急忙趕到公會，其他觀戰的夥伴們都興高采烈的預測贏家。睽違數年的對決，雖然從入會到現在納茲的勝場數都掛零，但面對已非吳下阿蒙的納茲，艾爾莎也換上炎帝之鎧全力應戰。前三回合兩人平分秋色，但在戰況漸趨激烈之際，評議院的代表突然現身並以鐵之森事件主犯的名義逮捕了艾爾莎！正當大家待在公會不安的等候消息時，被帶往審判庭的艾爾莎在路上遇到評議員齊克雷因。這個讓她極其警戒的男人究竟是…？ 正當艾爾莎準備對評議會的控訴提出抗辯時，在馬卡歐幫助下趕來的納茲以男扮女裝之姿殺進審判庭極力替她辯護！結果兩人都被丟進牢裡反省一晚。雖然納茲的破天荒鬧劇完全幫了倒忙，不過艾爾莎還是對他的心意表示感謝。隔天回到公會後，納茲再度找艾爾莎決鬥，結果這次竟被一拳KO…。隨後，神秘的妖精尾巴最強候補之一，米斯頓葛回公會接新任務。能抵抗他強大的睡眠魔法的人，目前只有馬卡羅夫會長和另一位最強候補拉格薩斯。自封公會最強者的他更輕蔑的表示無法接「S級任務」的納茲沒資格和他打。為了證明自己的實力，吃了龍膽的納茲決定跟露西和哈比一起挑戰S級任務。在珍貴的黃道十二宮鑰匙酬勞的誘惑下，露西終於點頭答應。兩人一貓能否越級挑戰成功，解除委託書中的詛咒之島，迦爾納島的詛咒呢！？ |                 |                                 |                |
| 11 | 第25~27回       | 被詛咒的島 （）                 | 2009年12月21日 |
| 擔心納茲和露西會有生命危險的馬卡羅夫會長命令拉格薩斯去把他們抓回來，但他卻無動於衷。就在這時，那個男人挺身而出…！納茲一行重回哈魯吉翁港，但沒有船願意載他們去迦爾納島。這時格雷及時趕到攔阻了兩人。雖然格雷試圖說服他們乖乖回去以免遭到逐出公會，但決心要讓會長大吃一驚的納茲堅持不退讓。就在兩人快要開打之際，發現他們是魔導士的漁夫大叔答應帶他們前往詛咒之島。在經過了一整夜的驚險航行後，一行人好不容易來到島上。事情發展至此，格雷決定改變方針和納茲他們一起執行任務。在找到委託任務的村莊後，村長親自向他們解釋村民們受到的惡魔詛咒是因為幾年前開始出現的紫色月亮造成的！而解除詛咒的唯一方法竟然是破壞月亮！？ 休息了一晚後，隔天三人走出村子想調查有沒有別的辦法能夠解除村子的詛咒。之後在半路上突然出現一隻小山一般的大老鼠攻擊他們。費了點功夫擺平牠後，露西碰巧發現了一座奇怪的神殿。一行人走進去一探究竟，之後在納茲的「幫助」下，他們意外的來到神殿的地底深處，並且在那裡發現了一頭被凍結在巨大冰塊中的怪物！格雷立刻認出那就是在十年前橫行於大陸北部的不死惡魔「戴利歐拉」！隨後，明顯不是村民的兩男一女也來到此地，察覺有入侵者的他們決定展開排除工作。原本被師父烏璐犧牲性命封印在極寒之北的怪物為何會出現在這個南方小島上？那些傢伙又有什麼目的？過往的心靈創傷再度被挑起的格雷罕見的發出了憤慨的怒吼！ |                 |                                 |                |
| 12 | 第28~30回       | 月之滴 （）                     | 2010年1月4日   |
| 戴利歐拉的再次出現讓一向冷靜的格雷震驚不已。在他平復下來後，一行人決定在原處等到晚上，看看那些外人口中的「收集月光」是怎麼一回事。在等待期間，格雷回想起當年與師父一起修行的往事。而在露西召喚的天琴座星靈麗拉歌聲的催化下，讓他忍不住落下淚來…。幾小時後夜晚來臨，只見一道紫色月光穿透岩層，照射在封印之冰上。察覺事態不妙的三人急忙衝回地面，發現有一群人在用魔法儀式聚集月光。麗拉研判那是能夠解除一切魔法的月光魔法「月之滴」，也就是說這些人正在設法讓戴利歐拉復活！ 隨後之前的三人和他們的首領「零帝」現身。聽完部下的報告後，他下令把島上唯一的村子毀掉。納茲見狀再也按耐不住，跳出來準備戰鬥。結果卻是格雷搶先出招，不料對方也以冰的造型魔法還擊。原來眼前的主謀竟然就是格雷的同門師兄－利昂！！納茲接著進攻卻被凍住身體無法戰鬥，格雷設法讓他脫離戰區並掩護露西和哈比回去保護村子。師兄弟間的真劍對決，被指謫為害死師父烏璐的兇手的格雷從一開始就屈居下風。他試圖勸說利昂別做傻事，卻只讓利昂對他的憤恨更加高漲。攻擊無法奏效的格雷被師兄的冰之動物造型連番痛擊，全面潰敗。僥倖脫逃的露西她們能成功保護村子，避免任務就此失敗嗎？ |                 |                                 |                |
| 13 | 第30~33回       | 納茲 V.S. 波動的悠卡 （）       | 2010年1月11日  |
| 火速趕回村子的露西和哈比對村民們發出警告，並決定抓住利昂的手下來盤問解除詛咒之法。露西靈機一動想出了在村子唯一入口挖陷阱作戰。但最後落網的卻是帶著被打敗的格雷趕回來的納茲…。隨後敵人搭著之前那隻大老鼠從空中攻來，打算用一大桶毒果醬毀掉村子。幸好在納茲、露西和哈比的努力下總算讓所有村民得救。但利昂的三個手下，潔莉、悠卡還有托比緊接著襲來。納茲把已經滿身是傷的格雷放倒並交給村民照顧後，和露西一起正面迎敵！ 潔莉帶著巨鼠寵物安潔莉卡飛去追村民，露西一時熱血過頭獨自追了上去。之後她用搔癢招式讓對手連同自己一起墜機…。剩下的兩名前蛇姬之鱗的魔導士與納茲展開戰鬥，悠卡的魔法是能中和一切魔法的「波動」，就連納茲的火焰也被無效化。不過他利用拚勁和過人的戰鬥直覺開發出新招式－「火龍的炎肘」破解波動打敗了悠卡。隨後用計讓托比中毒自滅，就這樣解決了兩位敵人。另一頭，面對潔莉連星靈都能夠操縱的魔法，人偶擊。遭到強力星靈塔羅斯逆襲的露西陷入了大危機！幸好靠著與星靈建立的強大羈絆，力量成長的她完成了高難度的「強制關門」化解危機。美少女魔導士的反擊開始！！ |                 |                                 |                |
| 14 | 第34~36回       | 愛怎麼做就怎麼做！！ （）       | 2010年1月18日  |
| 雖然成功讓潔莉大吃一驚，但攻擊手段被封印的露西在潔莉最強的石人偶攻擊下再度陷入危機。一路逃到了海岸邊後，露西決定孤注一擲，用水瓶座星靈的無差別攻擊成功讓對手無法再繼續操控石人偶。最後的肉搏戰中，露西以一記拐子驚險獲勝。但就在她正為自己第一場勝利高興不已的時候，艾爾莎帶著「即使是同伴，違反公會規矩就不能輕饒」的可怕霸氣現身，並且當場拘捕了她和哈比！ 重傷的格雷睡了一晚醒來後，找到了露西和艾爾莎她們。原本艾爾莎打算在找到納茲後馬上將他們押回公會，但面對格雷要阻止利昂的堅定決心，她決定退讓一步讓他們繼續完成任務。另一頭，由於悠卡他們的落敗，利昂決定今晚全力復活戴利歐拉以免計畫再生波折。就在這時，神殿突然因為一連串的爆震而傾斜了！原來這是納茲用一個晚上想出來，能讓月之滴失效的支柱破壞作戰。惱怒的利昂馬上和納茲展開激烈戰鬥，但旁邊那個身懷奇異魔法的面具怪客薩魯迪似乎並不簡單…。而在妖精尾巴一行趕往神殿的途中，格雷向露西和艾爾莎解釋了利昂的動機，之後更語出驚人的表示師父烏璐其實還活著！？ |                 |                                 |                |
| 15 | 第36~39回       | 永遠的魔法 （）                 | 2010年1月25日  |
| 一切都發生在十年前，年幼的格雷住的村莊和所有的親人，都在一夕之間被惡魔戴利歐拉摧毀了。倖存的他被路過的冰魔導士烏璐所救。誓言復仇的他於是投入烏璐門下成為第二弟子，和師兄利昂一起從基礎開始辛勤修練烏璐的冰的造型魔法。但僅管有新家人帶給他溫暖，惡魔戴利歐拉在格雷心中留下的陰影始終存在…。終於有一天，聽到戴利歐拉所在地情報的他不惜被逐出師門也要去為家人報仇…。 但面對不死惡魔，格雷根本毫無辦法。在命懸一線之際，烏璐及時趕到救了他。但面對能抵抗所有魔法的怪物，烏璐也陷入險境。深信她是最強魔導士的利昂為了證明冰的造型魔法的強大，莽撞的衝出去準備使出禁忌招式！及時阻止他的烏璐在這最後時刻向格雷道出心底話，他和利昂就是她的幸福。為了守護自己最重要的幸福，和利昂心有靈犀的烏璐毅然決然的使出化生命為冰的禁忌奧義「絕對冰結」冰封了戴利歐拉。她以性命為代價封印了格雷心中的黑暗，但失去發誓要超越的目標的利昂從此便怨恨著格雷…。時間轉回當下，在艾爾莎她們挺身攔截追兵下，格雷趕到了神殿中。為了讓走上歪道的師兄醒悟，並且為十年前害死師父的罪過贖罪。格雷竟決定施展「絕對冰結」在此和利昂同歸於盡！？ |                 |                                 |                |
| 16 | 第39~41回       | 迦爾納島的最後決戰 （）         | 2010年2月1日   |
| 就在格雷即將發招之際，納茲用拳頭及時阻止了他。並且怒斥說他想和利昂同歸於盡的想法只是在逃避而已！而在此同時，原本因納茲的破壞而傾斜的神殿竟然被薩魯迪以不可思議的魔法恢復原樣！ 好不容易想到的作戰策略被破壞，怒火中燒的納茲變更要打飛的目標，利昂就交給恢復理智的格雷去對付。原本格雷想用烏璐仍以冰的型態活著這件事來說服利昂，但其實早就知道真相的利昂不屑的對他發出攻擊。如今得用拳頭解決事情的格雷一開始雖然因受傷在先遭到壓制，但因為某個妖精尾巴的勁敵死對頭而湧出的求勝意志，讓他成功地對利昂展開反擊！ 另一方面，露西她們輕鬆解決雜兵後繼續趕往神殿。納茲則靠著鼻子追蹤薩魯迪到了戴利歐拉所在的地底。就在他準備要痛扁對手時，月之滴突然從天而降，封印之冰開始融化了！想趕去阻止魔法儀式的納茲反過來被薩魯迪以魔法絆住。他只得先設法解決這個莫測高深的敵人…。十年來都想著打倒惡魔超越師父的利昂，聽從師父的建議加入魔導士公會的格雷。這對師兄弟最終仍是以造冰魔法來一決勝負，在一陣猛烈的攻防之後，結果是由聽從師父教誨的格雷獲得勝利。但隨後，他永遠不會忘記的，惡魔的咆嘯響徹整座神殿！難道一切終究還是太遲了嗎？ |                 |                                 |                |
| 17 | 第42~44回       | 爆裂 （）                       | 2010年2月8日   |
| 從溶化大半的冰中甦醒的惡魔發出震撼大地的咆嘯。必須趕在牠完全復活之前阻止月之滴儀式！面對能夠操控非生物的「時間」的失落魔法，時間的弧線的薩魯迪，攻擊一再被無效化的納茲陷入了苦戰。但在得知對方想將不死惡魔收為棋子的真正目的後，他以伴隨著憤怒爆發的力量撂倒了薩魯迪！同一時刻，艾爾莎也解決了在進行儀式的托比，但還是遲了一步，戴利歐拉從多年的冰封中被解放了！憑著想超越烏璐的執念，利昂拖著受創的身體想打倒惡魔。為了避免師兄白白送死，格雷決心使用絕對冰結再度封印戴利歐拉。但從不考慮犧牲生命的納茲依舊毫不放棄，向著攻擊過來的巨大惡魔揮出火焰之拳！ 在接下納茲的一拳後，格雷和利昂驚愕的發現，戴利歐拉竟然開始崩裂粉碎！！原來剛才惡魔發出的只是最後的悲鳴，其實牠早已死在烏璐化身的冰中了。終於了悟到自己的錯誤的利昂，對格雷的怨恨也隨著融化的冰一起消失了。今後師兄弟也將在化為大海的師父的守護下，繼續成長茁壯…。但雖然解決了惡魔，仍然無法解除村民們受到的月之滴詛咒。納茲他們只得先下山繼續想辦法，回到不知為何竟恢復了原狀的村子後，艾爾莎請村長集合村民向他們打聽了一些事情。看穿其中關鍵的她隨後換裝上新一套鎧甲，並且叫納茲和她一起去破壞月亮！！她們真的能夠成功破除村子的詛咒嗎？ |                 |                                 |                |
| 18 | 第45、46回      | 射向那個天空 （）               | 2010年2月15日  |
| 在解釋完作戰流程後，納茲興沖沖的和艾爾莎一起爬上高台準備破壞月亮。之後在艾爾莎一聲令下，靠著巨人之鎧的投擲力和納茲的火焰推進力發射出去的破邪之槍直奔月亮而去，隨即擊中月亮的中心。伴隨著一陣破碎聲，月亮真的從中心裂開了！正當露西和格雷嚇得目瞪口呆之際，只見裂痕逐漸擴大，最後竟是整個天空被打破了！！艾爾莎這才說明詭異的紫色月亮其實是在月之滴儀式中產生的空中結晶膜所造成，它讓原本就是惡魔的島民們發生了記憶障礙，因而產生「惡魔化」詛咒。之後當初載納茲他們來島上的大叔現身，原來他就是原本被認為已死的村長的兒子，村民們都開心的飛上天歡心起舞慶祝。委託圓滿完成，格雷和利昂和好，也和昨日的敵人化敵為友，喜事連番的時候就要來開派對啦！ 由於這次的任務並未經過正式受理，基於對公會名譽的考量，艾爾莎只同意收下星靈鑰匙作為村民友情的謝禮。之後一行人就搭著艾爾莎收服的海盜船航返哈魯吉翁港。在另一處岸邊，目送師弟離去的利昂似乎也找到了新的目標…。但卻沒有人知道，在這一次事件中其實有來自評議會的重量級黑幕存在…。回到馬格諾利亞鎮的妖尾最強小隊朝著公會邁進。雖然露西得到珍貴的人馬座鑰匙樂歪了，但艾爾莎卻殘酷的提醒他們接下來將因為擅自接下S級任務遭到會長的懲罰。能夠讓納茲和格雷都害怕得全身發抖冒冷汗的「那個懲罰」到底是多恐怖的惡夢呀！？ |                 |                                 |                |
| 19 | 動畫原創        | 換魂 （）                       | 2010年2月22日  |
| 艾爾莎帶著納茲、露西、格雷和哈比回到妖精尾巴，要把他們交給馬卡羅夫會長發落。不過他剛好出外參加集會還沒回來。在等會長回來「處刑」的空檔，納茲發現了一張要求解開神秘文字意義的奇怪委託書。他在好奇之下唸出其中一段文字後，委託書突然發出奇怪的虹光。當光線消失後，被光照到的人們突然開始做出和平時截然不同的行為反應！？經過艾爾莎的分析和隨後回到公會的馬卡羅夫的解說，是因為委託書上的古代文字魔法「Changeling」分別讓納茲與洛基、露西和格雷，以及艾爾莎跟哈比的靈魂互相交換了！！五人一貓因為不熟悉陌生的身體和魔法而陷入大混亂。之後會長還補充說如果沒在30分鐘內解除魔法的話恐怕就一輩子都無法恢復原狀了！就在他們正束手無策的時候，意想不到的救星出現了！ 幸好妖精尾巴的文字魔法專家，同時也是露西書友的蕾比及時結束工作回到公會。時間不等人，蕾比趕緊用風詠眼鏡調查委託書上的文字。納茲他們只得在旁邊祈禱她能及時找出解除方法。就在時間只剩不到十分鐘時，露西突然想到一個大問題。因為靈魂交換魔法功力銳減的她們，目前已經反而變成妖尾最弱小隊了！這時蕾比設法解讀出古文字的意義，但仍然沒找到解除之法。不停流逝的剩餘時間和馬卡羅夫表示一次只能讓一組配對復原的消息開始讓這群人陷入歇斯底里的狀態…。最後在倒數讀秒的緊要關頭，蕾比終於靈光一現想出了把文字倒過來念的解除法，成功的讓露西和格雷恢復了原狀！不過…，似乎是因為忙中有錯的關係，不但另外兩組人沒有恢復過來，甚至還讓其他公會成員也互換了靈魂！這下子恐怕只能祈求上天降下神蹟解救了！？                         |                 |                                 |                |
| 20 | 番外篇          | 納茲與龍蛋 （）                 | 2010年3月1日   |
| 納茲和哈比帶露西一起去馬格諾利亞東方森林釣魚紓壓。不一會兒就有大魚上鉤，哈比高興的雀躍不已。但回頭一看，納茲已經擅自把魚烤來吃了！哈比因此憤而表示要和納茲絕交！在勸納茲去向牠道歉未果後，露西一個人回到了公會。之後在幫米拉珍整理公會的舊資料時，她意外發現一張幾年前公會夥伴的圖畫。圖上小孩版的納茲還騎著一頭藍色小龍，米拉告訴她那就是哈比！露西趕忙追問納茲和哈比邂逅的過程，米拉於是開口道出這段六年前的故事－當時公會裡有兩組小孩死對頭，一對自然是納茲和格雷。而另一對竟然是艾爾莎和不良少女版的米拉珍！有一天納茲在東方森林中鍛鍊時撿到了一顆大蛋。相信這是龍蛋的他開始和莉莎娜（米拉的妹妹）一起孵蛋。兩人儼然成為一對兩小無猜的小情侶…。 幾天後，納茲帶著莉莎娜回到自己當初撿到蛋的樹下。這時突然出現一頭兇惡的森林瓦肯想吃納茲抱著的蛋，納茲把蛋交給莉莎娜，自己上前迎戰。憑著保護「家人」的信念，他成功打倒了怪物。之後他們冒雨跑回孵蛋的秘密基地，兩人童言童語的聊了一陣後，莉莎娜突然蹦出一句預約未來的話，讓納茲當下是滿臉通紅…。隔天早上納茲醒來時發現蛋竟然不見了！兩人心急如焚的跑回公會打聽。幸好原來蛋是被艾爾夫曼拿去保管了。不久之後，蛋開始碎裂，孵出了一隻藍色小貓！因為牠的出生讓公會成員們都感到十分幸福快樂。於是納茲就把牠取名為「哈比（Happy, ハピ）」。聽完這段溫馨故事之後，露西決定再出去找那對「父子」看看他們和好了沒有。不過心中也留下了一個小小的疑惑，到底她不認識的故事女主角莉莎娜是誰？為什麼她現在不在妖精尾巴了呢？                |                 |                                 |                |
| 21 | 第46~48回       | 幽鬼的支配者 （）               | 2010年3月8日   |
| 今天妖尾最強小隊一起出去工作，不用說當然是輕鬆解決。但回到鎮上時，他們先是感覺到居民們的神色有異，之後艾爾莎率先察覺公會出了狀況。趕回去一看，赫然發現公會被人用十幾根巨大鐵樁破壞得面目全非！米拉告訴他們下手的是和妖尾素來不合的公會《幽鬼》。考量到公會私鬥被評議會明令禁止，馬卡羅夫將此事定調為對方沒膽的挑釁因此不用計較。納茲他們也只能硬是嚥下這口氣。當天晚上為了安全，妖尾最強小隊跑去露西家合宿。艾爾莎趁機向露西說明了對方以和馬卡羅夫同列聖十大魔導的會長約瑟為首，與妖精尾巴旗鼓相當的戰力。不料隔天眾人發現幽鬼更狠毒的暴行，竟然將陰影齒輪小隊的三名夥伴打傷後釘在公園大樹上！面對犯下傷害孩子們這項滔天大罪的敵人，馬卡羅夫終於決定與幽鬼決一死戰！！ 因為傷員之一的蕾比是自己的親密書友，所以露西留在鎮上擔任看護。看著躺在病床上的夥伴，她含著淚表示饒不了幽鬼。另一頭，馬卡羅夫率領妖精尾巴來到王國東北部的幽鬼支部，由納茲打頭陣主動破門殺了進去！馬卡羅夫更變成數層樓高的巨人橫掃千軍。目前的戰局由妖精尾巴佔上風，但敵人也不是省油的燈，一時三刻間恐怕難分勝負…。就在戰局漸趨激烈之際，在馬格諾利亞鎮上，離開醫院去買補給品的露西遭遇到一男一女兩個怪異魔導士。男方自我介紹說他們是幽鬼精英「四元素」之二，大地之索爾及大海之茱比亞！察覺對方來者不善的露西急忙掏出鑰匙準備戰鬥，卻被茱比亞以水魔法「水流拘束」捕獲。幽鬼挑起這次戰端的真正目的是為了得到露西？會長約瑟的心裡究竟在盤算著什麼樣的惡毒計畫呢！？                                        |                 |                                 |                |
| 22 | 第49~50回       | 露西・哈特菲利亞 （）           | 2010年3月15日  |
| 在年輕小夥子們逐漸控制戰局後，怒火燎原的馬卡羅夫獨自前往頂樓去對付幽鬼會長約瑟。在他離開主戰場後，之前一直作壁上觀的幽鬼的鐵之滅龍魔導士－戈吉爾也加入戰局，同樣使用滅龍魔法的納茲馬上衝了上去。火龍與鐵龍展開一場激烈的肉搏戰！登上樓頂的馬卡羅夫找到了約瑟，眼見對方一派輕鬆的閒話家常，他搶先擊出巨人之拳。但這卻是約瑟用思念體設下的陷阱，在馬卡羅夫因為得知露西被抓走而露出破綻時，遭到「四元素」天空的阿利亞從背後偷襲，以空域「滅」將馬卡羅夫的魔力完全抽走。中招的馬卡羅夫像斷了線的風箏般墜落地面，並且因為魔力的完全消失使其陷入生命危險！！ 發現馬卡羅夫受到重創的幽鬼士氣大陣，反觀妖精尾巴不但損失了最強戰力，軍心也因此渙散。艾爾莎當機立斷的忍痛要全員撤退。而留在最後的納茲利用他的順風耳聽到露西落入了幽鬼手中一事，他趕忙和哈比一起去幽鬼的本部救她！而這時真正的約瑟正在本部會見露西。並且告訴她說他們是接受她父親，王國頂級大財團哈特菲利亞家老爺的委託要把她送回家，摧毀妖精尾巴的行動則是順水推舟而已。面對要把自己帶回那令人厭惡的家的約瑟，露西毫不猶豫的從高空牢房一躍而下，而且如她所預料的，納茲在千鈞一髮之際趕到救了她。原本他還想獨自殺進本部去算總帳，但得知幽鬼的攻擊要歸因於自己的露西因為自責而哭了起來。納茲只好打消念頭，帶她一起回去現在她真正的家。但約瑟勢必不會善罷甘休…！ |                 |                                 |                |
| 23 | 第51~53回       | 15分鐘 （）                     | 2010年3月22日  |
| 因為風系魔法「枯竭」，魔力流失殆盡的馬卡羅夫被送到東方森林接受老友，治癒魔導士波琉西卡的治療。看著出師不利的夥伴們一邊療傷一邊準備再戰，露西不禁再度自責落淚，並興起回家的念頭。但納茲鼓勵她勇敢的留在妖精尾巴。然而，會長重傷退場。公會兩大最強候補的米斯頓葛不見蹤影，拉格薩斯更表明他不屑出戰，局面對妖精尾巴是壓倒性的不利。不只是露西，米拉珍和艾爾莎也為自己的失態感到悔恨。就在這時，幽鬼本部變成移動式要塞從水路襲來，在約瑟一聲令下，威力強大的魔導集束砲－木星朝已經半毀的《妖精尾巴》發動了砲擊！！ 危急時刻，艾爾莎換上具有最強防禦力的金剛之鎧擋下了木星的砲擊。但她也因此重傷倒地。約瑟趁勢命令妖精尾巴交出露西，但卻只得到由艾爾莎帶頭喊出的「為了保護伙伴寧死不屈」的回答。納茲更宣告一定要打倒幽鬼！憤怒的約瑟決定將妖精尾巴炸得粉身碎骨！距離木星下一次發射還有15分鐘，為了保護公會，納茲和哈比率先殺進敵陣！格雷和艾爾夫曼也緊跟在後，米拉則把露西催眠後請人把她送到藏身處去。而約瑟為了徹底殲滅可憎的鼠輩，在發射前的空檔派出了詛咒魔兵隊「幽兵」。僅剩的妖精尾巴戰力誓死防守。另一頭，納茲和哈比在發現從外部破壞無效後，潛入魔導砲內部要破壞核心魔水晶。但卻受到能夠能操控火焰的「四元素」，大火的兔兔丸的攔阻。時間只剩下5分鐘，納茲有辦法達成任務守護公會嗎？ |                 |                                 |                |
| 24 | 第53~55回       | 為了不看到那些眼淚 （）         | 2010年3月29日  |
| 在示範過操控火焰的防禦能力後，兔兔丸使出自己的七色火焰發動攻擊。但對能夠吞食火焰的納茲也不起作用。之後雙方展開純肉搏戰，納茲先把對手的刀打飛到魔水晶上當鍥子，再用超越兔兔丸所能控制的感情之火轟在刀上打碎了魔水晶，木星的砲管也因自爆而被破壞。但才剛慶幸逃過了木星的砲擊，幽鬼本部竟然變形成戰鬥型態的魔導巨人，開始在空中書寫巨大的魔法陣，準備使出禁忌魔法－「煉獄碎破」！！而在變形期間納茲又因暈車而倒地，幸好格雷和艾爾夫曼及時打倒兔兔丸救了他。在兩位生力軍加入後，大夥為了阻止煉獄碎破發動開始尋找魔導巨人的動力源。米拉為了要幫夥伴爭取時間變身成露西進行欺敵，但卻被早算到這一步棋的約瑟當場識破。現在只能相信納茲他們了！ 納茲他們兵分三路調查動力源，其中艾爾夫曼在路上遭遇到「四元素」的索爾，他不但會使用強大的土系魔法，更利用兩年前發生在米拉珍和艾爾夫曼身上的悲劇逐步瓦解對手的戰鬥意志。艾爾夫曼在遭到連番痛擊後，赫然發現姊姊米拉被約瑟用魔導巨人抓住陷入生死關頭。自稱紳士的索爾為了「懲罰」他這個光會高喊男子漢的軟弱之人，使出魔法將艾爾夫曼逐漸石化！在意識朦朧的狀態下，艾爾夫曼再次目睹了那場悲劇的經過－當時自己和妹妹莉莎娜一起和米拉去執行討伐魔獸委託，他為了救陷入危險的姊姊冒險接收了魔獸卻陷入混亂，之後更失控暴走殺死了莉莎娜…。即將完全石化的艾爾夫曼在聽到米拉的哭喊後清醒過來，看著米拉驚恐的淚水，發誓從那之後不會再讓姊姊流淚的他在悲憤之中成功使出了當年自己無法控制的最強魔法「全身接收·獸王之魂」！！                             |                 |                                 |                |
| 25 | 第56~58回       | 在雨中綻放的花朵 （）           | 2010年4月12日  |
| 變成獸王的艾爾夫曼以壓倒性的力量打倒了索爾並救出米拉。在安慰著喜極而泣的弟弟的同時，米拉珍也發現原來魔導巨人的動力源就是「四元素」，因此只要把他們全部打倒就能夠阻止煉獄碎破！姊弟倆連忙加緊腳步。另一頭，納茲想直接打倒約瑟來結束戰爭，但在途中碰上「四元素」的阿利亞。面對重創會長的強敵，納茲嚴陣以待。而攀上巨人頭頂的格雷發現天空突然降下陣雨，隨後「四元素」的茱比亞現身。在和格雷短暫對峙後，被煞到的她猛然使出水流拘束想抓住格雷，但被他用冰魔法破解。之後格雷出手反擊，可是卻傷不了茱比亞的水身體。之後茱比亞表示只要交出露西，她可以幫忙向會長約瑟求情。但格雷堅定的回答說「就算賭上性命也要保護露西」，不料茱比亞在聽完這句話後，竟然憤怒到全身沸騰了起來！？ 憑著對「情敵」的怒火，茱比亞使出了滾燙的水流攻擊。格雷原本想利用冰融出的蒸氣煙幕先行撤退，但還是被揪了出來。他只好正面迎戰，直接把高熱水柱連同茱比亞一起凍結！對格雷更加著迷的她在被解放後準備正式告白，但這時格雷的一句「好煩人的雨」戳中茱比亞最大的內心傷痛，讓她再度憤怒暴走，甚至發出比剛才更熱的水流攻擊！因為嚴重的雨女體質從小被人討厭的她，是為了要報答約瑟的接納而戰鬥。但為了保護夥伴而戰的格雷使出全力將她和雨水一起凍結而獲勝！欣賞著格雷讓自己第一次看到的藍天，終於找到真命天子的茱比亞幸福的暈了過去。現在「四元素」只剩下在跟納茲戰鬥的阿利亞，但面對無形的空域魔法，納茲陷入直挨打的劣勢，而且被藏起來的露西也遇到危險了！                                                         |                 |                                 |                |
| 26 | 第58~60回       | 炎之翼 （）                     | 2010年4月19日  |
| 僅剩的「四元素」最強者阿利亞展現壓倒性優勢，以風系魔法「空域·滅」擊中露出空隙的納茲。就在納茲即將步上馬卡羅夫魔力枯竭的後塵之際，艾爾莎及時趕到幫他解了危。雖然重傷未癒，艾爾莎決心親自解決打傷會長的敵人。承認碰上強敵的阿利亞睜開眼睛解放魔力，發動絕招「死之空域·零」想吞噬掉對手。但想不到艾爾莎竟然用劍法斬開了空域，隨即換上天輪之鎧將他瞬間擊敗！在阿利亞倒下後，魔導巨人的活動停止，煉獄碎破也消滅了。妖精尾巴再度逃過一劫。然而這個時候戈吉爾帶著另外兩名幽鬼魔導士找到了露西躲藏的地方。雖然利達斯和隨後趕到的洛基拼命阻止，還是讓露西被戈吉爾抓回幽鬼本部。在確保首要目的已經達成後，會長約瑟宣告將開始全力消滅妖精尾巴！！ 為了確保勝利和懲罰入侵者，約瑟決定親自出馬。而在打倒阿利亞後傷勢復發倒下的艾爾莎，決定把救出露西的重任交給納茲，並且鼓勵他相信自己的潛力，將那股足以超越她的強大力量解放出來！這番話語讓納茲燃起前所未有的炙熱火焰。身在遠方的馬卡羅夫也彷彿有所感應的醒了過來…。格雷他們來到幽鬼本部核心並發現了艾爾莎。正驚嘆著她打敗了阿利亞時，約瑟忽然現身並以強大的邪惡魔力將三人瞬間擊倒。換上黑羽之鎧的艾爾莎靠著源於夥伴的精神力勉力一戰，但實力差距實在是過於絕望…。而另一邊，沒辦法出戰的戈吉爾索性毆打露西來解悶，但被打的遍體鱗傷的露西卻堅定的表示妖精尾巴一定會給他們好看！受到挑撥的戈吉爾興奮的痛下殺手，幸好納茲在緊要關頭及時趕到。兩位滅龍魔導士間駭人的大戰即將開打！！                                                           |                 |                                 |                |
| 27 | 第61~63回       | 兩個滅龍魔導士 （）             | 2010年4月26日  |
| 火龍的納茲、鐵龍的戈吉爾，同樣身為滅龍魔導士的兩人再次展開激鬥。力量和速度兼具的他們首輪打的平分秋色。戈吉爾於是使用鋼鐵龍鱗強化攻擊力和防禦力，納茲的拳頭無法傷害到他。接著雙方同時使出龍息，納茲被鐵龍的咆嘯中的利刃所傷，但他也用火龍之炎破壞了戈吉爾的臉部防禦。實力刺探到此結束，接下來將是滅龍者間的全力戰鬥！兩人一路從室內打到屋頂又打到空中，打到了房間半毀都還勢均力敵。但在戈吉爾進食鐵塊補充體力和魔力後，納茲開始陷入劣勢，必須補充火焰才可能取勝，露西能夠利用身邊僅剩下的，在迦爾納島得到的人馬座鑰匙想出辦法嗎…？ 露西召喚出人馬座星靈薩奇達利烏斯，但身為神箭手的他並不會使用火焰。她只能束手無策的看著魔力見底的納茲被戈吉爾打倒在地，隨後她們也目睹了《妖精尾巴》在幽兵的猛烈攻擊下整個崩潰毀壞…。看著被破壞的家，從第一次來到公會到這次與幽鬼間的戰爭。與妖精尾巴有關的回憶逐一湧入納茲心中。儘管已經力氣用盡，他還是靠著對公會和夥伴的羈絆站了起來。但雙方力量差距並未縮短，就在戈吉爾要發出最後一擊時，薩奇達利烏斯靈光一現，往房間內的機械射箭而生出爆炎！終於補充了火焰燃料的納茲頓時威力倍增，赤手空拳打散鐵龍的咆嘯後，他準備替公會和夥伴們向戈吉爾清算總帳！！ |                 |                                 |                |
| 28 | 第63~66回       | 妖精法律 （）                   | 2010年5月3日   |
| 火力全開的納茲一拳打碎戈吉爾的拳頭。緊接著擊出的「紅蓮火龍拳」將戈吉爾連同魔導巨人的頭一起打飛贏得勝利！舊帳了結，這下子雙方扯平了。然而最後的敵人約瑟仍然毫髮無傷。儘管嘴上誇讚艾爾莎實力過人，但他仍舊完全掌控了戰局。游刃有餘的他大方坦白自己留馬卡羅夫一命是為了給予他公會和家人被摧毀的痛苦絕望。並且表示自從妖精尾巴的實力追上過去王國第一的幽鬼後，他就把她們視為眼中釘。而在得知露西這個大千金也加入妖精尾巴後，為了確保幽鬼的最強公會寶座，他終於決心將其毀滅。被擒住的艾爾莎痛批心胸狹窄的約瑟根本就不了解露西，然而卻已經束手無策。在她決定選擇自我了斷之際，馬卡羅夫帶著熟悉又溫暖的魔力降臨幽鬼本部。為了公會的正義，他決定親自與約瑟做個了結！ 托米斯頓葛的福，提早恢復的馬卡羅夫與約瑟展開一場聖十大魔導間驚天動地的戰鬥！一陣超越人類等級的魔法攻防甚至產生了天災地變！雖然讚嘆對手是年輕有為的聖十成員，馬卡羅夫仍以公會的名義對約瑟發起「審判」。三聲倒數結束後，妖精尾巴傳說中的審判魔法－「妖精法律」發動！慈悲的神聖之光照耀四方，幽兵們全部遭到淨化，約瑟也力量全失而敗北。在打飛又想偷襲的阿利亞後，馬卡羅夫攀上幽鬼本部高處表揚孩子們的努力表現。《妖精尾巴》與《幽鬼》間的公會戰爭，最後以發揮出夥伴的羈絆力量的妖精尾巴獲得勝利宣告結束！ |                 |                                 |                |
| 29 | 第66~68回       | 我的決心 （）                   | 2010年5月10日  |
| 戰爭結束後，納茲向戈吉爾打聽他的事情。得知他的滅龍魔法是鐵龍梅達利卡納傳授的，而且牠和伊格尼爾一樣，都在七年前的X777年7月7日突然消失了。所謂不打不相識，相信他們兩個將來一定會再見面…。另一頭，回到大家身邊的露西經過蕾比及會長的安慰，情緒釋放大哭了一場後終於不再為了自己害公會受苦而愧疚。之後妖精尾巴花了一星期接受評議院執法部隊的調查，緊接著，浩大的公會重建工程展開了。格雷還是一樣連搬建材都要和納茲爭，不過暗處似乎常常有某個神秘人影在偷窺…。這一天早上，趁著幫忙洛基送還星靈鑰匙的機會，納茲、格雷和艾爾莎在午休時去露西家探望。結果找遍整間屋子都沒看到她，之後哈比偶然發現幾十封露西寫給媽媽的信。而艾爾莎則找到了她留下的「我要回家」的字條！這到底是怎麼回事！？ 露西獨自返回睽違一年的老家，在走向大宅的途中，她不禁回憶起了小時候的辛酸往事。看到小姐回來了，哈特菲利亞家的傭人們全都高興不已。之後露西穿上正式禮服，前去會面這次事件的始作俑者，也就是她的父親。在露西主動道歉後，他對她做出成熟理智的選擇表示嘉許。並說明自己之所以逼露西回家，是因為已幫她談妥一樁「幸運的」世家婚姻。但為了表明自己的決心而回家的露西，堅定地拒絕並表示「幸運」是要靠自己去爭取的。她決定忍痛和留有跟已過世的媽媽和傭人們的美好回憶的這個家劃清界線。因為能夠認同自己的《妖精尾巴》才是她現在真正的家。同時也告誡父親不准再對妖精尾巴出手。之後露西和因為擔心而火速趕來的納茲他們一起返回馬格諾利亞。從此以後，她也是和公會生死與共的真正的妖精尾巴成員了。             |                 |                                 |                |
| 30 | 第69、70回      | 下一世代 （）                   | 2010年5月17日  |
| 經過評議會縝密的審查，幽鬼被處以強制解散以及剝奪會長約瑟之聖十稱號的懲罰。而妖精尾巴奇蹟似的獲判無罪。但經歷這次的大風波後，馬卡羅夫接受評議員兼其老友亞吉馬的建議開始認真考慮退休事宜，但當今公會的S級強者中，親孫子拉格薩斯具有嚴重的獨裁者性格，患有社交恐懼症的米斯頓葛溝通能力完全不行，艾爾莎儘管年輕有為，但發飆起來卻是超級破壞王。看來他離能安心退休的日子還很遠…。而在重建工程上軌道後，公會成員們也恢復了日常工作。但正式加入了妖尾最強小隊的露西，卻因為納茲他們的破壞力太強常導致任務報酬縮水。這一天經由米拉珍的推薦，妖尾最強小隊前往奧尼巴斯進行協助舞台劇演出的委託。但在到達劇院時，卻接到劇團長通知說演員班底全都逃走了！？ 原本劇團長決定取消這次公演，但在艾爾莎的強烈提議下，大家決定親自上陣演出。在一星期的佈景製作和辛苦排練期間，主打大牌演員的宣傳術讓舞台劇可說是未演先轟動。公演當天高朋滿座，由天琴座麗拉演奏的優美開場樂曲讓觀眾深感表演是精彩可期。但沒想到之前排練時表現傑出的艾爾莎竟然在正式演出中大怯場！眼看她已經混亂到前言不對後語，露西她們只好放棄原訂劇本想辦法臨場發揮。戲碼一下子從英雄救美演到正邪決戰再換成聯手對抗惡龍，整個亂成一團。之後納茲不小心燒到露西的洋裝，場面隨即演變為失控大亂鬥，最後的結果就是把戲院給弄垮了，但想不到演出依然是叫好又叫座！本來這是值得高興的事情，但隨之而來的卻是被劇團長要求連續一星期每天公演三場的勞力壓榨。到底什麼時候才能拿到報酬回公會去呀！？                                         |                 |                                 |                |
| 31 | 第71、72回      | 無法回到天空的星星 （）         | 2010年5月24日  |
| 這一天妖尾最強小隊輕鬆完成盜賊討伐任務後，碰巧遇到也在附近工作的洛基。但正當露西要謝謝他幫忙找回鑰匙時，他卻嚇得立刻轉身火速逃走了…。之後一行人在露西提議下到有名的溫泉鄉泡溫泉放鬆一下。晚上納茲三人打起極限枕頭大戰，露西本來也想參加，但身體強度差太多的她最後是和哈比、普魯一起去旅館周圍散步。之後在她被兩個混混魔導士糾纏住時，洛基及時出現幫她解危。為了感謝他的幫忙，露西邀他一起去吃飯。原本想順便問他為什麼那麼怕星靈魔導士，但他幾次欲言又止。不想失禮的露西於是準備動身回旅館，想不到洛基突然站起來抱住她說：「我已經活不久了」…。 正當露西臉紅困惑不已之際，洛基又突然笑稱說剛剛的只是他把妹用的台詞，結果自然是被賞了一記耳光。但隔天卻有好多女孩子跑來公會投訴說洛基突然跟她們分手了。晚上露西再度和洛基相遇。在兩人一起看星空時，他又說了一句語意曖昧的話。更加確定洛基隱瞞了心事的露西回到家後，請南十字座星靈克魯克斯查出洛基與已故的星靈魔導士名人卡蓮‧莉莉卡有關係。就在她想出答案的同時，格雷跑來通知她說洛基竟退出了妖精尾巴！心中有譜的露西急忙趕到其所在地，卡蓮的墳墓。並揭露洛基的真實身分是曾隸屬於卡蓮的獅子座星靈雷歐！因故無法回到星靈界的他，在歷經三年生命力不斷的流失後，如今已經命在旦夕。露西急忙表示會想辦法拯救他，於是雷歐開口道出自己是因為殺了持有者卡蓮，而遭到星靈界永久放逐…。 |                 |                                 |                |
| 32 | 第73~75回       | 星靈王 （）                     | 2010年5月31日  |
| 事情發生在三年前。當時雷歐的持有者，隸屬於青色天馬的卡蓮雖然能力優秀，但她卻只把星靈當成道具使喚。終於有一天，當她因為被會長波布斥責後找白羊座星靈阿莉耶絲出氣時。雷歐他自行打開門來到人間界，讓卡蓮因為魔力不足無法再召喚星靈。想逼她解除與他和阿莉耶絲的契約，藉此讓她悔悟到星靈也是有感情的生命。他忍著痛苦撐了三個月後決定原諒卡蓮，但就在這時，波布捎來卡蓮因為在任務中強行召喚星靈而力盡人亡的不幸消息。犯下無法挽回的錯誤的他也從此被星靈界放逐。說完自己的罪過後，雷歐因為生命力流失到了極限，身體開始消失…。 三年來表面上過的風流倜儻，其實內心一直無法擺脫害死卡蓮的罪惡感的洛基，靜靜的等待著身體消滅的時刻到來。但露西既不認為雷歐犯下了弒主之罪，也不希望他這位夥伴消失。下定決心要救洛基的她，釋放全部魔力試圖強行打開獅子座之門。儘管洛基說這是徒勞，但露西仍然毫不放棄。甚至大聲疾呼說要改變不合理的星靈界律法！！沒有想到露西的呼喊竟然讓星靈王親自降臨！面對重申雷歐觸犯了星靈界絕對禁忌的他，露西仍然全力為雷歐辯護！並且表示就算雷歐為了贖罪而死，也只是徒增新的傷痛而已。受到她對星靈和夥伴的愛的感動，星靈王終於赦免了雷歐。就這樣，露西得到另一位可靠的星靈夥伴。為了表示謝意，他送給妖尾最強小隊一人一張度假飯店招待券。但沒有人料到，這趟輕鬆的休閒之旅，竟然會成為一場驚滔駭浪的災難的起點…。 |                 |                                 |                |
| 33 | 第75~77回       | 樂園之塔 （）                   | 2010年6月7日   |
| 在洛基的招待下，妖尾最強小隊來到王國著名的海灘渡假勝地『阿卡涅渡假村』度假，一行人盡情的玩了一整天。轉眼就到了黃昏時分，坐在飯店房間陽台的躺椅上休息的艾爾莎，不知不覺的陷入了自己不為人知的幼年黑暗回憶中…。從夢中驚醒過來之後，她被露西拉去飯店的地下賭場玩。納茲和格雷各找了一區試手氣。在幽鬼解散後一直跟蹤最強小隊的茱比亞趁機和格雷見面並表示想加入妖精尾巴。就在這時，她們和納茲雙方都各遭到一位陌生魔導士襲擊！而在露西和艾爾莎面前，也出現了稱呼艾爾莎為姊姊的一對少年少女魔導士。原來他們四個人都是艾爾莎在加入妖精尾巴之前的夥伴！就在艾爾莎不知所措之際，少女變出魔法繩綑住了露西。艾爾莎為了救她而露出空隙，遭到攻擊納茲的男子從背後槍擊…！ 四人隨後帶著被麻醉彈迷昏的艾爾莎和新寵物哈比一起離開了旅館。被魔法繩封印了魔法的露西好不容易才找到人幫忙切斷繩子。她趕忙和納茲、格雷以及茱比亞會合。一行人利用納茲的嗅覺火速展開追蹤！而被綁在船上駛往充滿童年之惡夢經歷的目的地，「樂園之塔」的艾爾莎，在聽完了情同親弟弟的休的一席話後。多年來一直刻意遺忘在內心深處，與自己有著無法切割之複雜因緣的樂園之塔之主傑拉爾的回憶，再次從她的心中甦醒了過來…。 |                 |                                 |                |
| 34 | 第78~80回       | 傑拉爾 （）                     | 2010年6月21日  |
| 別名為「R系統」的超禁忌魔法，樂園之塔。原本應該在8年前掃蕩黑魔法教團時，就被徹底摧毀的邪惡產物竟然還留在世上的消息讓評議院感到無比震驚。而且其主人竟然還是評議員齊克雷因的雙胞胎弟弟！？雖然納茲一如往常的嚴重暈船，但靠著他的鼻子和直覺的導航，一行人終於找到位於卡艾魯姆近海的不祥巨塔。並在茱比亞的水魔法掩護下逐漸接近目的地。另一頭，休他們將艾爾莎帶回塔中暫時囚禁。準備作為復活儀式用的「活祭品」！但她趁著休在解說傑拉爾計畫時陷入瘋狂之機會，解開束縛逃出了牢房。然而傑拉爾在得到消息後卻仍擺出游刃有餘的姿態…。而另一頭，齊克雷因為了維持魔法世界的秩序及和平，提出最激烈的解決方案－用評議院的最終兵器「魔導精靈力」摧毀樂園之塔！！ 納茲他們走茱比亞發現的水路潛入塔底。不過才剛上岸就被巡邏兵發現，眾人於是展開正面突破往上層挺進。之後他們在餐廳遇到了艾爾莎。大家正高興她平安無事時，艾爾莎竟然一反常態的要他們別插手這次的事件速速離開。但納茲卻充耳不聞的衝去救哈比並找射傷自己的伍利算帳。之後，在露西和格雷的溫馨話語鼓勵下，首次在夥伴面前流淚的艾爾莎決定告訴她們自己過去所經歷的黑暗…。十多年前，艾爾莎被某個黑魔法教團擄去，成為眾多建設樂園之塔的奴隸之一。有一天，她們幾個孩子企圖逃出塔卻不幸失敗被捕。為了殺雞儆猴，艾爾莎被教團當成主謀嚴刑拷打。之後孩子們的領袖傑拉爾捨身殺進刑房救了她。這一次換成艾爾莎為了救他，號召奴隸們挺身戰鬥爭取自由！但她卻不知道，此時的傑拉爾已經逐漸陷入了黑暗之中…。                                              |                 |                                 |                |
| 35 | 第81~83回       | 闇之聲 （）                     | 2010年6月28日  |
| 艾爾莎帶領奴隸們拿起武器對抗教團想救出傑拉爾並重獲自由。原本她們靠著人數的優勢成功解放了多個區域，但在教團出動魔法兵後，奴隸們的戰鬥意志瞬間崩潰，戰局也隨即急轉直下。在混亂中眼看艾爾莎就要被魔法砲所殺時，孩子們至親的羅布爺爺以性命作為代價，使出最後的力量保護了艾爾莎。爺爺的死帶來的巨大悲痛激發艾爾莎「相信自己和魔法的心」，讓她首次成功使出了魔法！在使用魔法帶領眾人剿滅教團之後，艾爾莎急忙帶著勝利的捷報去救傑拉爾，高興的說大家終於贏得自由了。但傑拉爾卻露出詭異的笑容，並且對她說自己要留下來追求「真正的自由」…！？ 原來在艾爾莎她們與教團對戰的期間。受著無情的酷刑，內心生出難以言喻之強烈憎恨的傑拉爾，突然聽見了自稱是教團崇拜的大黑魔導士瑟雷夫的聲音。受到其蠱惑，思想徹底改變的傑拉爾決定帶領奴隸們繼續完成樂園之塔。好讓瑟雷夫復活，創造出真正自由的世界！毫不知情的艾爾莎試圖勸傑拉爾一起逃出這座島，但一切都是徒勞。為了感謝她幫自己除掉礙事的教團，傑拉爾在威脅艾爾莎不得洩漏情報後，放她獨自離開島上。但自從那天起，艾爾莎內心中的黑暗就再也不曾消失…。在旁邊聽完她的記憶後，休走了出來並不敢置信自己竟然一直被傑拉爾的謊言所騙。隨後，至始至終都相信著艾爾莎的幼年時期夥伴西蒙現身。在得到他的心靈支持後，艾爾莎重振了信心。決心和西蒙及妖精尾巴的夥伴們一起討伐傑拉爾！！ |                 |                                 |                |
| 36 | 第84~86回       | 樂園遊戲 （）                   | 2010年7月5日   |
| 在西蒙的帶領下，艾爾莎她們動身去找納茲並朝傑拉爾所在的塔頂前進。而這時，一時好玩戴上貓咪頭套的納茲正與伍利和愛貓少女米莉安娜展開戰鬥。他因一時大意被米莉安娜的魔法繩封印了魔法陷入危險，幸好哈比及時解危。最後他用貓咪裝可憐戰術成功擺脫束縛，趁機一口氣打倒了兩個敵人。然而傑拉爾對於己方因倒戈與戰敗損失了四人不但毫不在意，反而燃起了興致。片刻之後，他透過魔法廣播宣布將以「樂園遊戲」與入侵者們一決勝負！ 艾爾莎她們只要能打倒傑拉爾和暗殺公會「髑髏會」的精英部隊三羽鴉，成功阻止R系統的啟動就能獲勝。但必須趕在評議會發射魔導精靈力這項時間限制之前！震驚的休突然把艾爾莎封入魔法牌中加以「保護」並獨自衝向塔頂！而納茲為了速戰速決要哈比載他直接飛上塔頂，但在半路上就被三羽鴉中的梟攔截。追逐休而來的西蒙用暗黑魔法想掩護他們逃走卻被一擊倒地。被殺人公會的存在氣得怒火燎原的納茲與自稱正義戰士的梟展開激烈戰鬥！另一邊，一起尋找納茲的露西和茱比亞碰上了另一名把關者維達路達斯。面對其長髮攻擊，不怕物理傷害的茱比亞使用水流拘束進行反擊。不料維達路達斯竟然能用頭髮吸收液體讓水系魔法無效化。之後他更用手中的吉他操縱了茱比亞，面對一對二的劣勢，缺乏攻擊力的露西陷入重大危機！！ |                 |                                 |                |
| 37 | 第87~89回       | 內心的盔甲 （）                 | 2010年7月12日  |
| 維達路達斯用吉他控制茱比亞向露西發動攻擊，自己則興奮的在旁觀賞「女人間的野性之戰」。在壓倒性的力量差距下，露西根本毫無還手之力。就在被水流吞沒的她認為勝算全無之際，水中傳來茱比亞真心喜歡妖精尾巴的真正心聲。受到鼓舞的露西心生一計，在茱比亞使出殺招攻來時，趁機用她的水身體召喚水瓶座星靈阿葵亞發動海嘯攻擊。原本維達路達斯還想利用頭髮把水吸乾，但心意相通的兩人使出融合彼此魔力的「合體魔法」。超越吸收量極限的超級海嘯成功打倒了敵人！茱比亞也正式和露西成為朋友（兼情敵？）。而端坐塔頂的傑拉爾在對她們的表現感到吃驚之餘，興致也變得更加高昂…。 同一時間，評議會以過半數的5票反對否決了魔導精靈力之使用。但異常執著的提案人齊克雷因，抖出傑拉爾要復活大黑魔導士瑟雷夫的計畫。迫使評議會重新投票。另一頭，梟瞄準對手弱點發動交通工具攻擊，因為暈車無法動彈的納茲竟遭其吞食！不快點打倒他的話，納茲將會連人帶魔力一起被消化吸收！狀況危急之際，格雷及時趕來接替戰鬥。得到火龍魔力的梟使出龍之咆嘯，被烈焰包圍的格雷回想起過去與艾爾莎相遇的經歷。雖然一開始看不順眼，但在有一次看到她獨自哭泣後，他也開始承認她這個夥伴…。為了不再讓艾爾莎獨自悲傷流淚。格雷以炙熱的情念使出冰刃・七連舞斬殺了冒牌火龍！現在三羽鴉只剩最後一人，但評議會那邊也以8票贊成通過發射魔導精靈力的提案，時間已經所剩無幾，納茲他們能趕在制裁之光落下前打倒傑拉爾嗎！？ |                 |                                 |                |
| 38 | 第90~93回       | 命運 （）                       | 2010年7月19日  |
| 魔導精靈力即將在半小時後發射，評議員們雖仍有疑慮但決定已無法改變。不過這時提案人齊克雷因與烏璐緹亞的交談中似乎隱含了不祥的徵兆…。而在樂園之塔內，氣憤不已的休帶著艾爾莎的卡片朝塔頂狂奔。卻在路上遭遇最後的三羽鴉－斑鳩。他雖然想用武力突破，卻被對方一刀砍倒在地。艾爾莎雖然趁機從卡片中逃出，但面對劍術足以斬裂空間的對手，連艾爾莎向來無敵的盔甲換裝都接連遭到破壞！在號稱最強的煉獄之鎧也被斬碎後，艾爾莎反常地換上一身毫無防備的輕裝。她終於發現過去自己總是穿著盔甲想保護自己，但事實上卻是一直將恐懼和軟弱封在心中獨自哭泣。現在她要以自己在妖精尾巴找到的真正力量，能夠填補內心空洞的羈絆之力全力迎戰對手！！ 電光石火般的最後過招，艾爾莎以毫無迷惘的一斬砍碎了斑鳩的太刀贏得勝利。但距離制裁之光的發射只剩下15分鐘！艾爾莎要休帶著其他夥伴立刻撤出塔外，準備獨自跟傑拉爾做個了斷。而這時西蒙也帶著自己視為能打倒傑拉爾的王牌的納茲朝塔頂前進，卻沒料到納茲竟然會以自己沒有資格插手艾爾莎的個人恩怨而拒絕戰鬥！西蒙只得坦承艾爾莎可能是打算利用魔導精靈力和傑拉爾同歸於盡，驚怒不已的火龍開始往塔頂疾馳！同一時間，艾爾莎也與傑拉爾展開命運一戰。自信力量仍高出一截的他發出黑暗魔力，將艾爾莎包覆吞噬進去。但靠著夥伴給予的信任與心靈力量，艾爾莎成功脫困並斬傷了傑拉爾！兩人多年來糾葛不清的因緣悲劇即將在此畫下句點…。 |                 |                                 |                |
| 39 | 第93~96回       | 向神聖之光祈禱 （）             | 2010年7月26日  |
| 艾爾莎以意想不到的反擊趁勢制服了傑拉爾，心知其實R系統尚未完成的她質問他的真正目的。傑拉爾於是坦承自己也知道計畫不可能成功，但被瑟雷夫的亡靈操控的他別無選擇。從未真正怨恨傑拉爾的艾爾莎接受了這個解釋，並決定與他一同上路以補償無力拯救他的罪過。就在兩人相互擁抱的那一刻，結束一切的魔導精靈力終於轟然落下！然而在沖天的水簾煙幕消散之後，評議院驚訝的發現目標非但沒有被摧毀，反而現出其真面目－巨大無比的魔水晶之塔！原來剛剛傑拉爾的懺悔全是卑鄙的演技，而在魔水晶成功吸收魔導精靈力的巨量濃縮魔力後，R系統終於正式完成！同一時間，本來人待在評議院的齊克雷因突然使用瞬間移動出現在艾爾莎和傑拉爾面前…。 原來齊克雷因真實身分是傑拉爾為了潛入評議院，伺機推動使用魔導精靈力所製造的思念體分身。這一切都是他策畫的劇本！遭到設計的評議院此時也被傑拉爾的手下烏璐緹雅，使用時間魔法侵蝕陷入崩壞狀態…。雖然艾爾莎悲痛欲絕的再度發起攻擊，但卻被傑拉爾先前設置的束縛魔法所捕獲。就在艾爾莎要被融入魔水晶中獻為祭品時，納茲總算及時趕到幫她脫困。儘管遭到極力阻止，但為了讓艾爾莎擺脫八年來的惡夢，納茲挺身代替她和傑拉爾作個了斷！有意體驗滅龍之力的傑拉爾在毫髮無傷吃下一輪龍焰攻擊後，使出自己的「天體魔法」以絕對優勢的速度和力量將納茲一擊重創。認為已搞定對手的他準備再次拿艾爾莎獻祭，但納茲在得知其擔心塔受到損傷的弱點後，重新燃燒起來的他發揮妖精尾巴的專長，使出最強火力開始大肆破壞魔水晶！！                                                                       |                 |                                 |                |
| 40 | 第97~100回      | 妖精女王殞落 （）               | 2010年8月2日   |
| 為了要讓艾爾莎恢復笑容，納茲發揮韌性和傑拉爾展開拼死纏鬥。眼看塔的損傷持續擴大，被逼急的傑拉爾決定使出奪命殺招消滅害蟲。清醒過來的艾爾莎急忙以肉身為盾想保護納茲，但已經不在乎祭品的傑拉爾仍無所顧忌的轟出天體魔法「黑暗樂園」！就在艾爾莎準備接下致命衝擊之際，眼前一閃，竟是西蒙代替自己擋下了奪命黑洞。他將沒有機會表明的愛化為沉默的行動，毅然犧牲性命守護了艾爾莎。再一次有夥伴為了保護自己而死去，艾爾莎不禁悲愴痛哭。但傑拉爾卻對此報以不屑的嘲笑…。憤怒之極的納茲忘我的吞下魔導精靈力，藉由龐大魔力所引發出的滅龍魔導士真正力量超越了天體魔法之力，終於打敗了傑拉爾！在樂園之塔被一拳貫穿之際，艾爾莎也從多年的心靈咒縛中獲得解放…。 但艾爾莎才高興沒多久，嚴重受損的樂園之塔就陷入魔力即將失控暴走引發爆炸的絕境。她只能忍痛丟下已死的西蒙，帶著力盡暈厥的納茲設法逃出去。但塔內已開始四處發生魔力爆裂，已經來不及脫離爆炸範圍了…。現在她能想到的唯一辦法，就是獻出身體與魔導精靈力融合為一，藉此操縱魔力以阻止爆炸。雖然恢復意識的納茲掙扎著想阻止她，但艾爾莎已經決定犧牲自己以拯救夥伴。隨著她與魔水晶完全的融合，魔導精靈力也化為一道巨大的魔力漩渦消散在空中，毀滅巨爆的危機因而解除，樂園之塔事件終告落幕。然而作為結束一切的代價，妖精尾巴的妖精女王獻出了自己最珍貴的生命…。 |                 |                                 |                |
| 41 | 第100~103+105回 | HOME （）                       | 2010年8月9日   |
| 也許是死前的迴光返照，艾爾莎以靈魂型態目睹了自己的葬禮。但不管是會長的真摯頌詞還是評議院所頒布的榮耀席位，都沒辦法讓失去家人的公會夥伴們止住不停流出的淚水。在這令人心碎的一刻，突然身後有一陣溫暖的光從天而降…。驚醒過來的艾爾莎發現自己竟然被納茲抱著，露西等夥伴們正喜極而泣的奔來。了解到自己今後應該為夥伴而活的她，原本經波琉西卡醫治後復明但卻無法流淚的右眼終於在此刻流下喜悅的淚水…。事情結束後，艾爾莎邀請昔日的夥伴加入妖精尾巴。但休他們最後是決定要自力更生尋找屬於自己的自由。艾爾莎雖然不捨，還是和夥伴們一起為三人舉辦了盛大的妖精尾巴送行會，祝福他們能堅強的迎向未來，直到彼此再相會的那一天。 回到久別的馬格諾利亞，妖尾最強小隊第一次踏進擴建完成的全新公會。在參觀完各種新設施後，馬卡羅夫為他們介紹兩位新夥伴，第一位自然是茱比亞，而另一位竟然是戈吉爾！？隨後在米拉珍的優美歌聲中，紀念新居落成的慶祝會於焉展開。但在戈吉爾登台獻唱後，公會傳統的全員大亂鬥再度引爆，這讓納茲終於有了回到家的感覺…。隔天，幽鬼事件中的受害者，陰影齒輪小隊成員傑德和特洛伊找戈吉爾清算舊帳，但沒想到他竟然打不還手。之後更讓認為他害公會名聲掃地的拉格薩斯盡情的痛毆自己，甚至還幫被遷怒的蕾比擋下攻擊。蕾比她們發現戈吉爾是真心想要讓新夥伴們接納自己，但拉格薩斯卻完全無法接受爺爺（馬卡羅夫）讓他入會的決定。為了徹底解決妖精尾巴的內部問題，拉格薩斯決定發起足以震撼整個公會的霹靂行動！！                                                                        |                 |                                 |                |
| 42 | 第106~108回     | 妖精尾巴之戰 （）               | 2010年8月16日  |
| 下星期馬格諾利亞將舉辦年度豐收祭。為了解決房租問題，露西接受哈比的建議，報名當天由公會主辦的「妖精尾巴小姐選拔賽」，挑戰50萬J的優勝獎金！另一方面，拉格薩斯召集自己忠實的親衛隊－雷神眾，準備在祭典中展開驚人的行動…。而不知情的馬卡羅夫回憶起孫子年幼時單純的可愛模樣，內心不禁滿是感嘆…。豐收祭當天整個城鎮人山人海。選拔賽上眾佳麗各出奇招展現性感美色。艾爾莎甚至還使出秘藏的歌德蘿莉風換裝！儘管強敵環伺，但因為冠軍候補米拉珍的自爆，壓軸登場的露西決定奮力一搏。但當她正要表演時，突然有不速之客登台搶鏡。沒想到竟是雷神眾中的一點紅艾芭格琳！！ 突然現身的艾芭格琳冷不防的使用石化眼將露西及其他參賽佳麗們一起變成了石像！隨後，拉格薩斯與另外兩名雷神眾，弗里德和畢可斯羅一起現身。並且將露西她們挾持為人質，威逼大家參加他們策劃的「妖精尾巴最強決定賽」，也就是由妖精尾巴全體 V.S.他和雷神眾4人的循環淘汰賽－「妖精尾巴之戰」！因為艾芭格琳設下的三小時後眾佳麗將化為沙礫而死的時間限制，眾人急忙開始搜捕拉格薩斯和雷神眾。馬卡羅夫雖然怒氣衝天的要一起去教訓孫子，不料卻被弗里德事先設下的術式困在公會內。原本想賭賭看納茲能否幫忙解決拉格薩斯，結果連納茲也因為不明原因身陷牢籠！更糟糕的是衝出去的公會夥伴們因為佈滿整個城鎮的術式陷阱開始自相殘殺！拉格薩斯意圖顛覆妖精尾巴的可怕作戰正式開始！！ |                 |                                 |                |
| 43 | 第109~111回     | 為了朋友與朋友為敵 （）         | 2010年8月23日  |
| 誤觸陷阱的妖尾成員們在鎮上各處展開真劍對決。幸好因為居民已經看慣妖精尾巴的喧囂吵鬧，因此這場公會內鬥一時之間並未引起左鄰右舍的恐慌。但知情的馬卡羅夫他們卻只能眼睜睜看著事態急速惡化。儘管納茲相信拉格薩斯不會真的下手傷害公會夥伴，然而現實情況卻是轉眼之間，就已經有超過一半的公會成員倒下。這時實力派的艾爾夫曼和格雷分別遭遇艾芭格琳和畢可斯羅。艾爾夫曼雖然使出獸王之魂，但被石化眼封鎖視力的他還是很快就被艾芭格琳的妖精炸彈打倒。在被派去向波琉西卡求解藥的利達斯也被弗里德攔截後，拉格薩斯使用思念體來到公會。要脅馬卡羅夫認清現實投降以保護公會的孩子們。現在還有可能打倒雷神眾的希望之星，就只剩下與畢可斯羅交戰中的格雷了…。 格雷努力用造冰魔法對抗畢可斯羅的降靈魔法，雙方攻擊力打成五五波，然而畢可斯羅利用術式製造出場地優勢進而獲勝。眼看大勢已去，馬卡羅夫表示願意認輸。但拉格薩斯卻趁勢丟出真正目的，要爺爺對全鎮廣播宣布退休並讓他接任會長！傳遞完訊息後，拉格薩斯隨即解除思念體離開，這時哈比意外發現原來戈吉爾還留在公會。但還來不及高興戰力增加，就發現他也和納茲一樣無法通過術式！不久之後，外面的公會成員全軍覆沒。為了打破絕望的困境，納茲使用破天荒的火烤法想讓艾爾莎復活，沒想到託她的人造義眼削弱石化魔法的福，這招竟然成功了！艾爾莎復活參戰，再加上完成委託返回馬格諾利亞的米斯頓葛，妖精尾巴開始展開反擊。而逆轉戰局的第一關鍵，就是艾爾莎與艾芭格琳間的「妖精女王」頭銜爭霸戰！！                                                              |                 |                                 |                |
| 44 | 第112~115回     | 神鳴殿 （）                     | 2010年8月30日  |
| 在發現石化眼對艾爾莎無效之後，艾芭格琳使出遠距離轟炸魔法妖精機槍想藉此打倒對手。不料卻連最強的雙倍轟炸都被艾爾莎以手腳並用的四刀流破解！雖然她以威脅要取人質性命作最後掙扎，但卻被艾爾莎反過來用武力嚇倒而認輸。最終，妖精女王的稱號仍舊屬於艾爾莎！隨著艾芭格琳的戰敗，露西她們的石化也因此解除。原本以為事情將到此結束，但就在這時拉格薩斯透過術式傳話過來…。為了讓妖尾內戰繼續下去，拉格薩斯竟然啟動包圍全城鎮的雷電魔法「神鳴殿」，將無辜市民們都變成了人質！面對孫子愈加失控的舉動，氣急攻心的馬卡羅夫病發倒下。偏偏發動神鳴殿的雷電魔水晶上被施了生體連結魔法作為防止其被破壞的保險，事到如今，只能選擇打倒拉格薩斯和剩餘的兩名雷神眾了。 在眼見拉格薩斯使出不惜禍及市民的手段後，原本還贊同「妖精尾巴之戰」的納茲氣急敗壞的想衝破術式結界去對付他。為了讓剩餘兩大戰力能參加戰鬥，通曉文字魔法的蕾比開始努力研究術式破解法。而面對質疑自己是否幹得太過火的弗里德，拉格薩斯對其下達了抹殺卡娜和茱比亞的冷酷命令…。另一頭，妖精尾巴眾佳麗分頭行動。卡娜和茱比亞努力搜索拉格薩斯的藏身處，露西則和哈比一起去設法疏散民眾。就在這時，她們碰上了畢可斯羅。面對其棘手的降靈魔法「附身人偶」，人馬座星靈薩奇達利烏斯很快就被打倒。之後露西又因為鑰匙被搶走而陷入絕命危機，幸好恢復了力量的洛基及時穿越星靈界之門前來相救。為了打倒實力強大的第二名雷神眾，星靈魔導士露西和獅子座星靈雷歐聯手出擊！！                                                                           |                 |                                 |                |
| 45 | 第115~118回     | 撒旦降臨 （）                   | 2010年9月6日   |
| 由雷歐負責對付附身人偶，露西趁機攻擊操控者的戰術奏效。陷入劣勢的畢可斯羅於是使出能以視覺操控對手的「造型眼」，配合附身人偶發動反擊。視覺被封印的兩人頓時陷入危機。幸虧靠著對彼此的信任，她們聯手攻克了造型眼。最後因獲得優秀的持有者而變強的雷歐使出新絕招「獅子王的光耀」打倒了畢可斯羅！另一頭，無意中獲得關鍵提示的蕾比也解出破解法，納茲和戈吉爾正式參加妖精尾巴之戰！但卡娜和茱比亞在追逐最後的雷神眾弗里德時不慎踏入術式陷阱，必須先一決勝負才能挑戰他。被指為不可信任的外人的茱比亞為了讓自己能獲得認同，竟然選擇犧牲自己破壞神鳴殿的魔水晶！因其犧牲而脫困的卡娜含著悲憤的眼淚，向對茱比亞的行動感到震驚的弗里德展開攻擊…。 米拉珍扶著重傷的艾爾夫曼一起返回公會。在半路上，她們發現了交戰中的卡娜和弗里德。雖然想替茱比亞討回公道的卡娜奮勇作戰，但面對弗里德能創造規則的魔法「闇之文字」，無計可施的她含恨落敗。氣憤地上前阻止的艾爾夫曼因為違反了「規則」遭到闇之文字的無情懲罰。就在弗里德要寫下致命一筆之際，害怕繼莉莎娜之後再度失去至親的米拉珍化恐懼為力量，奮力喚醒了體內沉睡已久的「撒旦靈魂」！面對魔人的超凡力量，弗里德被迫使出禁忌招式想要以魔制魔，卻依舊被真正的惡魔之力徹底擊敗。就在他將被一拳擊殺之時，米拉及時恢復理智變回原形。在其溫柔話語的勸說下，弗里德淚流滿面的坦承自己無意與夥伴進行無謂的爭戰。因為雙方均無意再戰，這場戰鬥最終以平局收場。現在妖精尾巴之戰只剩下最後一個對手－拉格薩斯！！                                              |                 |                                 |                |
| 46 | 第119~122回     | 激鬥！卡爾地亞大教堂 （）       | 2010年9月13日  |
| 距離神鳴殿啟動還剩十分鐘，在納茲他們焦急尋找拉格薩斯時，波琉西卡親自來到妖精尾巴。蕾比趕忙請她醫治會長，但想不到馬卡羅夫已陷入病危狀態！而身在遠處的拉格薩斯也不由自主地想起因為爺爺將父親伊萬逐出公會一事，讓祖孫感情日漸惡化到今日這般地步的不堪回憶。隨後第一位對手來到拉格薩斯所在的卡爾地亞大教堂，來者竟然是米斯頓葛！原本有意避免戰鬥的他，在得知拉格薩斯知曉自己的身分秘密後轉為主動出擊。兩位妖精尾巴最強候補隨即展開激烈對戰，數輪攻防間雙方各有斬獲戰成平分秋色。但在納茲和艾爾莎一起趕到教堂時，米斯頓葛突然一個閃神被拉格薩斯打掉面罩。他首次曝光的真面目讓兩人都感到無比震驚，因為那竟然是一張和傑拉爾一模一樣的臉孔！！ 唯獨不想被艾爾莎知悉的真面目被其目擊。為了避免另生事端，米斯頓葛在對她說明自己並不是傑拉爾後便罷戰離去。一時方寸大亂的艾爾莎被拉格薩斯的雷電擊飛，納茲衝上去想一決勝負，卻慘遭拉格薩斯連番痛毆。所幸艾爾莎及時恢復冷靜，暫時放下米斯頓葛的身世之謎挺身加入戰局。雷帝之鎧的換裝讓拉格薩斯也不禁稱讚。然而兩分鐘後神鳴殿就要發動，艾爾莎遂將解決拉格薩斯的任務交給納茲，自己隻身前去破壞神鳴殿。在要求她保證絕對會平安無事完成任務後，納茲轉身與拉格薩斯展開第二輪的拼死決鬥。另一邊，艾爾莎為了一次破壞所有魔水晶，換上天輪之鎧拼命召喚魔法劍。而聽到她的求助心聲的露西和格雷也分別動身尋求增援。時間已經所剩無幾，妖精尾巴能夠及時阻止神鳴殿保護馬格諾利亞嗎！？                                                                       |                 |                                 |                |
| 47 | 第122~125回     | 三條龍 （）                     | 2010年9月20日  |
| 在勉力召喚了200把劍後，艾爾莎的魔力已然見底。但仍不足以一次破壞所有魔水晶，幸好格雷及時找到瓦倫用念話通知夥伴們合力阻止神鳴殿。但畢竟才剛相互死鬥過，眾人一時之間對彼此沒有恨也有怨而透過念話大吵起來。眼看時間已進入最後倒數，露西站出來述說自己真心喜愛妖精尾巴和馬格諾利亞的心，請求夥伴們忘記過去一起保護公會和城鎮。受到她這位了不起的新人的感召，眾人放下爭吵，一起將魔水晶全部同時擊碎。雖然之後被電的半熟，但夥伴間互鬥的恩怨也因此一筆勾銷，公會和城鎮毀滅的危機到此終告解除。但在神鳴殿遭到破壞後，本該已經走投無路的拉格薩斯反而變得更加暴戾。竟然決定要靠自己的駭人力量拿下妖精尾巴！！ 雖然納茲試圖阻止拉格薩斯的暴走。但他不僅碰不到對手，反被其連番猛攻狂電倒地。拉格薩斯接著使出巨大落雷「狂暴伏特」想終結納茲，幸好戈吉爾及時救了他。為了打倒實力超群的公會之敵，妖精尾巴的火龍與鐵龍破天荒聯手出擊！兩人合力後的攻擊總算不再落空，隨後兩道龍息同時命中對手。但沒想到拉格薩斯竟然毫髮無傷接下了滅龍之力！隨後更展現出隱藏多年的雷龍的滅龍魔導士力量，以一記雷龍的咆嘯就將兩名對手轟得倒地不起。已然徹底失控的拉格薩斯隨後更啟動「妖精法律」想消滅鎮上所有的「敵人」！關鍵時刻趕到教堂的蕾比帶來會長病危的消息並求他停手。但對會長寶座超乎想像的執著的拉格薩斯，在聽到親爺爺的噩耗後反而狂喜的發動了妖精法律！隨著審判之光的全面籠罩，妖精尾巴和馬格諾利亞真的要被徹底毀滅了嗎！？                                                                            |                 |                                 |                |
| 48 | 第125~128回     | 幻想曲 （）                     | 2010年9月27日  |
| 發動了妖精法律的拉格薩斯高興的認為自己超越了馬卡羅夫。但在審判之光散去後，他卻震驚發現竟然沒有任何一人被消滅！？隨後趕到教堂的弗里德解釋這是因為即使嘴上說有多麼痛恨公會，其實拉格薩斯的內心仍舊喜愛著《妖精尾巴》。但即使被魔法看穿內心，拉格薩斯卻仍舊執迷不悟想繼續再戰。終於忍無可忍的納茲爆發出憤怒之炎與他展開最後戰鬥。雖然力量上拉格薩斯仍略勝一籌，但納茲發揮打不死的韌性拼命纏鬥。最後在戈吉爾捨身幫忙擋掉奪命殺招後，納茲首度炸裂的滅龍奧義－「紅蓮爆炎刃」終於放倒了拉格薩斯，妖精尾巴之戰到此宣告結束…。雖然傷員眾多，但在會長授意下，豐收祭的重頭戲－妖精尾巴的魔幻遊行將延期一天舉行。大夥療完傷後加緊彩排練習，就在這時，拉格薩斯走進公會要求見馬卡羅夫一面…。 內戰後的祖孫會面，馬卡羅夫撐著病體再度教導了拉格薩斯公會的真正意義。並且表示自己活著的意義就是看著他活力十足的成長。但因為他觸犯了傷害夥伴的公會第一鐵則，身為守護公會的會長，馬卡羅夫只能含著淚忍痛將血濃於水的親孫子拉格薩斯逐出妖精尾巴。而在這場巨大騷動落幕的同時，潛伏於檯面下的黑暗勢力與龍族開始出現不祥的動靜…。隔天晚上，比里約嘉年華還要精采百倍的魔幻遊行盛大登場，公會眾佳麗們更是使盡全力進行華麗的表演。馬卡羅夫在收下戈吉爾收集到的兒子伊萬的情報後，也登上花車開始賣力的耍寶搞笑。正當在角落靜靜的看著爺爺表演的拉格薩斯轉身準備離去時，他驚訝地看見公會全員都在馬卡羅夫的帶領下比出了他們祖孫間的信號手勢！帶著夥伴們臨行前送出的溫暖與守護，拉格薩斯踏上了修練自我的旅途…。 |                 |                                 |                |

### 第二季
(2010年10月－2011年9月，六魔將軍篇至伊多拉斯篇)
因為原本周一晚間的時段被遊戲王ZEXAL取代，從2011/4/2起，魔導少年改為每周六早上播出。
| 集数 | 對應原作            | 標題                                  | 原剧首映日期   |
| --- | ------------------- | ------------------------------------- | -------------- |
| 49 | 第104、129回&番外篇 | 命運中的邂逅日 （）                   | 2010年10月11日 |
| 豐收祭結束後很快就過了一個禮拜，妖精尾巴內戰的後續影響包括納茲抗議拉格薩斯被開除會籍，馬卡羅夫打算引咎辭職等事逐漸平息下來。雷神眾也開始融入公會環境。但在妖尾小姐選拔賽中屈居亞軍的露西，因為痛失後冠獎金再度陷入了房租危機。就在她急得焦頭爛額時，卡娜突然跑來插話，得知露西至今沒交過男友的她告訴露西說自己算出今天會是她的「命運中的邂逅日」！隨後露西得知今天週刊索沙拉的記者要來公會作特別專訪，想出一條一石多鳥的妙計的她趕緊回家打扮，後來為了做髮型又跑去書店找美容雜誌。當她在找書時，有個陌生青年湊巧和她拿到同一本書。之後這位旅行中的小說同好請她幫忙導覽城鎮，但懷疑他就是命運的對象的露西害羞的拒絕並急忙離開…。 當露西回到公會時，興奮指數破表的週刊記者傑森正好抵達並開始採訪。露西使盡渾身解數想爭取雜誌版面，但無奈自己的知名度竟然連哈比都不如…。最後她使出殺手鐧兔女郎換裝，可惜還是被戈吉爾和納茲的決鬥搶走了鏡頭。被迫放棄計畫的露西之後在路上又巧遇那位青年，於是她主動帶他去參觀鎮上景點。兩人一起度過一個愉快了的下午，並相約晚上九點再見。但碰巧納茲和哈比也邀她一起去工作賺房租。雖然露西一開始婉拒了他們，不過最終還是決定和夥伴一起去工作，至於那個他則是讓給了卡娜…。話說回來，到底「命運中的邂逅日」是卡娜占卜錯誤，還是露西自己搞錯對象了呢…？ |                     |                                       |                |
| 50 | 番外篇+動畫原創     | 特別委託，小心提防讓人在意的他！ （） | 2010年10月18日 |
| 這一天馬格諾利亞罕見的下大雨，急於和心愛的格雷大人能在感情上更進一步的茱比亞走進鎮上一間詭異藥店，出高價買下一瓶「熱情視線愛情靈藥」…。幾天後，露西因為納茲決定要休息而在公會閒著。米拉珍走過來告訴露西說自己覺得她和納茲很相配，更爆料說納茲可能喜歡她！雖然露西當下完全否認，但當天晚上納茲又闖進她家並表示有很重要的事要跟她說。讓對戀愛相當純真的她內心開始小鹿亂撞起來…。隔天在其他公會成員的耳語催化下，被納茲邀約當天晚上十點相會的露西完全陷入初戀少女情節並返家做準備。而這時茱比亞終於鼓起勇氣向格雷使用了魔藥，但想不到非但沒有誘發他的熱情視線，還反而使格雷及其他誤服魔藥的公會成員開始尋找心目中的「宿敵」展開對決！？ 回到家的露西因為自己愈加瘋狂的戀愛幻想而逐漸陷入了大混亂中。而在公會那一邊，公會成員因為魔藥的催化，宿敵對決開始日益激烈化。尤其是艾爾莎和米拉珍為了打倒宿敵而使出魔法，公會頓時再度陷入毀滅危機…。時間到了晚上，心急的茱比亞對格雷追加魔藥。但卻讓想和哈比進行飛行對決的他像發了瘋似的從公會頂樓直衝大海！另一頭，害羞到不行的露西準時來到公園和納茲見面。結果卻得知到頭來他只是想向她借用芭露歌幫忙挖洞找寶物而已。於是乎，露西的戀愛戲碼再度以悲劇收場。隔天早上，詭異魔藥的效力終於退去。公會很幸運的沒被摧毀。但茱比亞因為格雷的一句話而大受打擊，進而直接把整瓶藥都灌給他喝。結果卻讓格雷跑去找地平線一決勝負！妖精尾巴兩位少女魔導士的戀愛之路都還很漫長的說…。 |                     |                                       |                |
| 51 | 第129~130回         | LOVE & LUCKY （）                     | 2010年10月25日 |
| 今天露西終於盼到納茲提起工作幹勁。在約好明天中午會合後，她動身返家，但卻在半路上發現自己被人跟蹤了。結果原來是幾個月前斷絕了關係的父親，原來不久前因為他的投資錯誤，哈特菲利亞財團遭到併購。失去一切的他於是輾轉來到馬格諾利亞，主要是想在前往阿加利法的商業公會重新打拼之前來見女兒一面。原本露西看到爸爸有如流浪漢般的落魄模樣有點難過，但隨後他開口要借10萬J的路費，連房租都成問題的露西自然幫不上忙。然而父親的態度卻變得越來越蠻橫，讓她憤而大聲拒絕並快步離去…。隔天露西正要和最強小隊一起去作逮捕逃犯的工作時，赫然聽到父親的目的地被闇黑公會占領的消息！在經過一番內心掙扎後，露西最終決定放棄這次工作趕去援救父親…。 趕到阿加利法的露西請處女座星靈芭露歌挖地道潛入商業公會，並接連施展星靈魔法順利解決了闇黑公會。但在被挾持的人質中卻沒有父親的身影。她焦急的四處尋找，結果原來靠著徒步旅行的父親是在她把事情解決後才抵達公會…。歷經一路上深刻反省的他誠摯的向露西道歉，並且道出她的名字由來。原來當年他就是在《LOVE & LUCKY》這個商業公會認識了妻子蕾拉，之後當他決定要獨立創業時，蕾拉正好懷孕。兩人於是就決定用掉了字的公會招牌上面的「LUCY」幫未來的女兒取名字。隨後納茲他們因為擔心也趕來阿加利法，看著與夥伴們一起返回公會的露西，父親深刻的體會到過去自己的愚蠢。而露西與父親間長年的心結，似乎也已經有一部分被解開了…。                                                                  |                     |                                       |                |
| 52 | 第131~132回         | 聯軍集結 （）                         | 2010年11月1日  |
| 今天妖尾最強小隊來到會長的多年好友，前魔法評議員亞吉馬先生開的魔法餐廳當服務生。一天的工作結束後，亞吉馬先為之前傑拉爾引發的樂園之塔事件向他們道歉。接著又嚴詞告誡納茲和格雷別再隨便惹麻煩，免得受到新生評議院嚴厲懲罰。之後回到公會的露西她們發現夥伴們在研究闇黑公會的組織圖。原來因為最近黑暗勢力動作頻頻，為此必須加強公會間的互助網。隨後開完定期會議的馬卡羅夫帶回更驚人的消息－為了阻止闇黑公會最強勢力巴拉姆同盟三大支柱之一的《六魔將軍》的邪惡計畫。公會聯盟決議由妖精尾巴、青色天馬、蛇姬之鱗和妖貓之宿四個公會組成聯軍討伐他們！而在此同時，六魔已經找到計畫的核心目標所在地，準備展開行動…。 代表妖精尾巴出征的最強小隊駕著馬車前去與其他公會代表會合。才剛抵達集合地點，地主青色天馬派出的菁英小隊「Tri Men」便出來迎接。之後三個帥哥魔導士，希彼基、伊夫和蓮就開始像男公關一樣拼命向露西和艾爾莎獻殷勤。隨後天馬的第四位代表華麗現身，沒想到他竟然是連艾爾莎都無法對付的公會精英一夜！做出近乎性騷擾舉動的他慘遭艾爾莎揍飛，又被正好抵達的蛇姬之鱗代表接個正著。定神一看，居然是熟面孔利昂和潔莉！就在現場的聯軍成員因為個人因素即將開打之際，蛇姬派出的公會王牌，聖十大魔導之一的裘拉出面阻止了內鬨。現在三個公會的人都已經到齊，就當大家在想像只出一個人的妖貓之宿會派出多麼可怕的高手時，最後的聯軍成員終於抵達。但沒有人會料到，這位代表竟然是一個名叫溫蒂的可愛小蘿莉！？               |                     |                                       |                |
| 53 | 第133~134回         | 六魔將軍現身！ （）                   | 2010年11月8日  |
| 聯合軍最後一位成員溫蒂‧瑪貝爾和她的傲嬌夥伴夏璐璐抵達後，一夜開始說明作戰計畫。目前確定六魔將軍的目標是名為涅槃的古代超魔法，聯合軍計畫將六魔將軍引誘到定點後，用魔導爆擊艇「克里斯緹那」將他們一舉殲滅。但就在大夥跟著納茲衝到涅槃所在的樹海附近時，身為作戰核心的「克里斯緹那」卻在他們眼前遭到擊落！原來六魔將軍之一的天使早已從一夜身上套出了作戰計畫，並把他連裘拉一起解決了。雖然聯合軍試圖以數量的優勢正面迎戰，但在敵人前所未見的強大魔法下很快的就全軍覆沒。就在六魔將軍的總指揮首腦準備給他們致命一擊時，躲在旁邊發抖的溫蒂卻讓他露出了震驚的表情…！！ |                     |                                       |                |
| 54 | 第135~136回         | 天空的巫女 （）                       | 2010年11月15日 |
| 六魔將軍帶著首腦口中的「天空的巫女」溫蒂和哈比（附贈）一起消失了蹤影。聯合軍則在千鈞一髮之際被裘拉（和一夜）所救，但艾爾莎中的眼鏡蛇蛇毒依然無法解毒。直接砍掉手臂的辦法被格雷他們否決後，目前剩下的唯一方法就是用溫蒂的天空魔法來治療。最後由露西和希彼基留下來照顧艾爾莎，其他人兵分多路搜索。在路上，夏璐璐對納茲透露了溫蒂是天空滅龍魔導士的秘密。這時候六魔將軍旗下的闇黑公會現身攔阻。聯合軍再度陷入了大危機！另一頭，在六魔將軍的根據地裡，首腦要求溫蒂將雷射搬來的棺材中的人復活，但教她和哈比震驚無比的是，那個人居然是被認為早已死亡的傑拉爾！！ |                     |                                       |                |
| 55 | 第137~138回         | 少女與亡靈 （）                       | 2010年11月22日 |
| 要復活的對象竟然是傑拉爾，溫蒂感到震驚不已，而首腦則利用傑拉爾是溫蒂的大恩人這點來逼她動手。在此同時，聯合軍成員終於擺平了攔路的闇黑公會。率先趕到根據地的納茲他們遭遇到雷射，納茲和夏璐璐靠格雷的幫助突破封鎖。但才剛踏進入口，一個熟悉的身影便映入眼簾，傑拉爾復活了！面對憤怒的衝向他的納茲，傑拉爾不帶感情的回擊。甚至就連首腦也遭到攻擊！驚訝的他要眼鏡蛇去追蹤傑拉爾和涅槃的所在之處。納茲順利救出溫蒂和哈比後，在格雷的掩護下往艾爾莎所在處急馳而去。屢次遭到阻撓的雷射將目標轉向格雷！而從魔導精靈力的傷害中恢復的傑拉爾，他的身上究竟發生了甚麼異變呢？ |                     |                                       |                |
| 56 | 第139~140回         | 死亡GP （）                           | 2010年11月29日 |
| 雷射為了維護自己的名號，決定要置格雷於死地。雙方用魔導二輪展開了高速死亡競速，格雷在中途遇到利昂與潔莉，遂決定和利昂一起聯手對付敵人。但兩人聯合使出的造型魔法還是追不上雷射驚人的速度，之後利昂在被雷射痛擊的時候似乎發現了什麼，突然把格雷冰凍起來。並且隻身將雷射引到遠處。原來雷射的魔法其實是降低身旁一定範圍內其它生物的速度。處在魔法範圍外的格雷射出的冰箭終於打敗了雷射！但他為了六魔將軍的自尊打算使用炸彈魔水晶跟格雷他們同歸於盡，利昂為了保護魔力用盡的格雷和雷射一起跌落山崖。得知雷射被打敗的首腦在震驚之餘，決定把六魔將軍的最後一人－午夜叫醒。 |                     |                                       |                |
| 57 | 第141~142回         | 闇 （）                               | 2010年12月6日  |
| 格雷要潔莉和他一起去找利昂，但悲痛的潔莉內心似乎出現了異變… 同一時間，聖十大魔導的裘拉和六魔將軍的熱眼也展開了戰鬥。而納茲終於帶著溫蒂返回艾爾莎的身邊，並且和露西一起要求溫蒂治好艾爾莎，其他的事情之後再說。艾爾莎脫離險境後，納茲等人準備對六魔將軍發動反攻！但這時一道詭異的光柱衝上雲霄，涅槃的封印被傑拉爾給解開了！納茲為了阻止傑拉爾和艾爾莎見面朝著光柱衝去，但遲了一步，艾爾莎已經知道傑拉爾的事情了！在去追趕納茲的路上，希彼基解釋說涅槃是將人的光明面與黑暗面互換的魔法。在他們不知道的地方，原本是惡的一方的熱眼以及原本是善的一方的潔莉都已經被涅槃逆轉了性格，要是再不快點阻止的話，整個魔法世界就要陷入善惡逆轉的毀滅危機了！！ |                     |                                       |                |
| 58 | 第143~144回         | 星靈合戰 （）                         | 2010年12月13日 |
| 朝著涅槃狂奔的納茲被疑似受到涅槃影響的格雷設計而失去戰鬥能力。之後連哈比和露西她們都遭到攻擊，在希彼基識破這個格雷是冒牌貨後，他又變成露西並且控制了人馬座星靈把希彼基打成重傷。這時六魔將軍的天使現身，而冒牌露西原來是她所擁有的雙子座星靈傑米尼。她看上同為星靈魔導士的露西的鑰匙決定要殺了她。雖然露西手上的星靈比較強，但精通星靈關係的天使總能見招拆招。最後由雷歐和阿莉耶絲互相廝殺，但之後天使召換雕具座星靈卡耶魯姆將他們一起擊倒。希彼基知道天使殺了卡蓮後，因為涅槃開始墮入黑暗。已無力再戰的露西要求天使解放阿莉耶絲，天使決定要傑米尼殺了露西，但傑米尼感受到露西對星靈的愛而無法下手。希彼基也因為露西和星靈的羈絆及時清醒過來，將古文書中的超魔法「全天星辰」傳授給露西，終於成功打敗了天使！！ |                     |                                       |                |
| 59 | 第145~146回         | 追憶的傑拉爾 （）                     | 2010年12月20日 |
| 逃過天使最後的一擊後，露西趕忙去救被困在木筏上的納茲，但之後卻一起被急流沖向了瀑布！兩人的命運究竟會…？被涅槃轉為善的熱眼跟裘拉一起趕往涅槃的所在，而溫蒂在暫時脫離戰線期間，也把自己和傑拉爾間的故事告訴了夏璐璐… 。摔下瀑布的納茲和露西被芭露歌救了起來，她們正想繼續前進時，潔莉出現在他們面前打算攻擊他們但被格雷阻止。之後利昂奇蹟似的生還出現在格雷眾人面前，一切都是造型魔法的功勞。潔莉也因此恢復正常。而這時，艾爾莎也已經找到了傑拉爾，但他卻失去幾乎所有的記憶。在聽聞了她所訴說的自己犯下的大罪後，傑拉爾對自己和涅槃設下了「自律崩壞魔法陣」，打算把這危險的魔法和自己帶給艾爾莎的悲傷和痛苦一起從這世上消滅…… |                     |                                       |                |
| 60 | 第147~148回         | 破滅的行進 （）                       | 2010年12月27日 |
| 在樂園之塔事件中徹底體會到生命的重要的艾爾莎竭力對傑拉爾發出他不能尋死的吶喊。這時，首腦來到了封印之地。面對自己開發的「自律崩壞魔法陣」，首腦輕鬆寫意的將其無效化。隨後，持續數百年的封印被徹底解開，涅槃終究還是落入六魔將軍手中了！能夠自由移動的巨大古代都市，那就是超反轉魔法－「涅槃」的真面目。深知涅槃的可怕的傑拉爾本來認為光明世界已經沒有明天了。但在看到內心仍然充滿希望的艾爾莎和她的夥伴們後，他終於決定和她們一起抓住希望。站在控制中心的首腦指揮涅槃開始移動，為了某個原因朝著「妖貓之宿」前進！靠著哈比的幫忙，納茲對首腦發動突擊。但還未能阻止涅槃就被眼鏡蛇給擋下。為了光明的未來，妖精尾巴的火龍將在空中與六魔的眼鏡蛇一較高下！！ |                     |                                       |                |
| 61 | 第149~150回         | 超空中戰 納茲 V.S. 眼鏡蛇 （）        | 2011年1月10日  |
| 納茲和哈比合力在空中迎戰六魔將軍－眼鏡蛇，但在敵人能夠「聽見」自己的想法和動作的魔法面前，戰況陷入絕對不利的狀態。而在城市中，露西和格雷與裘拉會合，並從熱眼口中得知了涅槃的歷史。就在他們準備去對付首腦時，最後的六魔將軍－午夜突然出現！熱眼自願留下來迎戰。六魔將軍間的激烈戰鬥隨之爆發！而在多番無效的攻擊後，納茲似乎直覺到不作任何思考直接攻擊的戰法。頭一次遇上這種情況的眼鏡蛇見狀也使出隱藏的毒龍滅龍魔導士的力量！和拉格薩斯一樣靠著龍的魔水晶得到滅龍之力的眼鏡蛇，他的攻擊逐漸的侵蝕了納茲和哈比的身體。但因為眼鏡蛇否認龍的存在的想法，讓納茲靈光乍現，使出另一種「火龍的咆嘯」讓他因為自己的順風耳而自滅。現在敵人只剩下首腦和午夜了！！ |                     |                                       |                |
| 62 | 第151~152回         | 聖十的裘拉 （）                       | 2011年1月17日  |
| 使出大逆轉攻擊的納茲因為中毒和暈車倒在地上動彈不得，勉強還能動的眼鏡蛇試圖了結掉他。不料卻吃了決定捨棄他的首腦的攻擊而倒下。之後首腦將目標轉向納茲… 正當納茲要被帶走時，露西她們及時趕到。在知曉首腦特地將矛頭對準妖貓之宿之後，裘拉一掃出師未捷的恥辱以聖十大魔導的超強實力漂亮的擊敗了首腦！但涅槃並未如原本料想的，在首腦倒下後停下。而且在城市另一頭，原本被一直壓著打的午夜竟然在一瞬間反擊打倒了熱眼，而且原本的傷勢全部消失！？幸好納茲在溫蒂的魔法下克服了暈車症，並且答應她絕對會阻止涅槃。而目前當務之急，就是打倒使用詭異魔法的六魔將軍最後一人－午夜！！ |                     |                                       |                |
| 63 | 第153~154回         | 妳所說的話正是 （）                   | 2011年1月24日  |
| 正在煩惱的納茲他們突然接到熱眼的念話，說是只要打倒午夜就能阻止涅槃。一行人急忙依照指示趕往塔底，殊不知這是首腦設下的陷阱！納茲他們在裘拉的保護下逃過一劫，但裘拉自己卻重傷倒下。艾爾莎和傑拉爾則在同一時間碰上了午夜，傑拉爾拖著魔力大耗的身體奮力應戰，但不過數招就敗在午夜手下。艾爾莎趕忙出手搭救，但想不到不僅魔法打不中他，就連直砍過去的劍都會偏掉！？在自己的鎧甲也被扭曲之後，艾爾莎終於發現午夜那能扭曲一切物體，甚至能反彈魔法的魔法「折屈」的真面目，但還是被重創倒地。之後午夜企圖用傑拉爾過去的罪行誘惑他投入黑暗，但相信傑拉爾心中存在著光明的艾爾莎換上新裝重新站了起來，並且發誓一定會阻止六魔愚蠢的惡行！！ |                     |                                       |                |
| 64 | 第155~156回         | 無 （）                               | 2011年1月31日  |
| 原來妖貓之宿的成員就是創造了涅槃的尼魯比特族的後裔，所以六魔將軍才要消滅他們。重新站起來的艾爾莎再度向午夜發動攻擊，雖然他一再強調任何攻擊都傷不到他，但艾爾莎卻胸有成竹，因為她已經發現了「折屈」的兩項弱點！看穿對手的破綻的艾爾莎勝券在握，但想不到午夜竟然擁有在半夜時才能使用的王牌，增幅到極限的折屈將艾爾莎和傑拉爾帶進可怕的惡夢中… 但這些幻覺在艾爾莎的右眼前都不起作用，隨著刀光一閃，最後的六魔終於倒下！好不容易將六魔全部打倒，不料竟然因此喚醒了被生體連結魔法封印的首腦之裏人格－六魔將軍會長－無！在他輕鬆寫意的將納茲、格雷和露西打得不成人形後，妖貓之宿終於出現在涅槃的視界中，其顛覆，亦可能是毀滅世界的第一砲即將發射了！！ |                     |                                       |                |
| 65 | 第157~158回         | 天馬致妖精們 （）                     | 2011年2月7日   |
| 涅槃在無的指揮下將砲口對準了妖貓之宿，眼看溫蒂的公會就要灰飛煙滅時，在剩餘的聯合軍成員們通力合作下再度翱翔的「克里斯緹那」的砲擊及時讓涅槃的砲火偏離了軌道。但這是他們靠著僅剩的魔力發動的最後攻擊。如果要阻止涅槃，就必須將位在其六足基部的六顆做為核心的魔水晶同時破壞掉才行。但現在光靠艾爾莎她們根本人數不足，更何況其中一人還得去對付無！時間已經迫在眉睫，而在眾聯合軍夥伴的呼喚下，被無打的體無完膚的納茲他們終於拖著萬分沉重的身體站了起來…。總算湊足人數的聯合軍立即展開行動，刻意選擇無所在的魔水晶的納茲雖然盡全力猛攻，無奈魔力和體力都快見底的他根本威脅不了無。就在戰況陷入絕望時，傑拉爾突然出現在兩人面前，帶著異樣神情對納茲打出火焰的他，難道又變成敵人了嗎！？ |                     |                                       |                |
| 66 | 第159~160回         | 意念的力量 （）                       | 2011年2月14日  |
| 格雷、露西、一夜、艾爾莎，還有代替傑拉爾的溫蒂朝著其餘五顆魔水晶前進，而傑拉爾來到納茲面前的目的，原來是想幫納茲恢復力量。因為他在樂園之塔事件中，見識到了納茲能夠喚來希望的力量。一開始納茲根本無法接受曾一再讓艾爾莎受傷流淚的他的幫助，但在傑拉爾幫他擋下無的攻擊後，納茲終於接下傑拉爾手中的金色「咎之炎」！吃下懲戒之火的納茲展現出超乎無預期的速度和力量，那是滅龍魔法最終型態－DRAGON FORCE！面對傳說中能破壞一切的龍之力，無也認真了起來，兩人的戰鬥愈趨激烈。納茲在經驗值上終究遜於無而被壓制，但接收到所有參戰的夥伴的意念的他決不會因此退讓。時間將至，其他人都已做好了攻擊的準備。而最關鍵的戰局也即將分出勝負，納茲的滅龍奧義與無的最強魔法的衝撞，究竟誰能獲得勝利…？ |                     |                                       |                |
| 67 | 第161~162回         | 有我在你身邊 （）                     | 2011年2月21日  |
| 無的「創世紀‧無」力壓納茲的紅蓮爆炎刃，眼看著納茲要被虛無吞沒時，伊格尼爾的聲音在他心中響起。真正的龍之力炸裂的新滅龍奧義－「紅蓮鳳凰劍」將無和魔水晶一起擊碎！其他人也順利完成使命，涅槃終於停止活動了！格雷他們驚險的從遭破壞的涅槃中逃出，露西、納茲和傑拉爾也分別在星靈和熱眼的幫助下獲救。妖貓之宿在眾人齊心協力下逃過大劫，溫蒂也喜極而泣的向納茲道謝。看著正對未來感到徬徨的傑拉爾，艾爾莎以「有我在你身邊」來安慰他。但就在這時，新生評議會的執法部隊駕到，前來逮捕六魔將軍。熱眼甘願束手就擒以償還過去的罪過，並且從艾爾莎口中得知自己最想見到的弟弟還活著的喜訊。然而評議會此行最重要的目標，卻是一手毀滅了過去的評議會的傑拉爾。艾爾莎她們該如何面對這殘酷的鉅變…！？ |                     |                                       |                |
| 68 | 第163~164回         | 只為一人存在的公會 （）               | 2011年2月28日  |
| 傑拉爾順從的默默走向囚車，就在最無法接受的艾爾莎打算採取行動時，納茲已經搶先衝向了執法部隊。他不希望艾爾莎因此再度流淚，甚至願意承認傑拉爾是他們的夥伴。在納茲的帶動下，所有人都開始和部隊展開戰鬥。但艾爾莎最終還是忍痛出手阻止了他們，隨後到來的晨曦也彷彿在呼應著傑拉爾臨別的話語一般，被染成了和獨自痛哭著的艾爾莎的頭髮一樣的緋紅色… 事情平安結束後，妖貓之宿所有成員向聯合軍表達最誠摯的感謝。但在本來應該盡情歡樂的時候，羅鮑魯會長對眾人揭露了關於妖貓之宿的真相。這個公會其實是身為尼魯比特族亡靈的他為了溫蒂一人所創造的。因為現在她已經找到了真正的夥伴，他終於可以放心離開人世了。 同樣在這次作戰中留下傷痛的艾爾莎走到正因為公會夥伴全部消失而痛哭的溫蒂身邊，伸出手邀請她一起加入妖精尾巴… |                     |                                       |                |
| 69 | 第165回+動畫原創    | 龍的誘惑 （）                         | 2011年3月7日   |
| 與六魔將軍的戰役以聯合軍的勝利告終，雖然留下了些許遺憾，但大家還是以愉快的心情踏上了歸途。在溫蒂加入公會之後，妖精尾巴裡面竟一口氣集結了三位滅龍魔導士！當天大家開了一場比平時更吵鬧更歡樂的宴會，不過戈吉爾和米斯頓葛的態度卻有點不自在…？ 在當了一星期的新人後，溫蒂決定要開始接任務。而這時剛完成工作的格雷告訴納茲一個關於龍的目擊者的情報。溫蒂便和納茲來到他所說的旅館並找到了當事人達芙妮。結果整件事情都是她放出的幌子，但當納茲不悅的準備離開時，卻發現他們被困在魔法空間中。隨後出現的格雷還遵照達芙妮的指示對納茲展開攻擊！這究竟是怎麼回事！？ |                     |                                       |                |
| 70 | 動畫原創            | 納茲 V.S. 格雷 （）                   | 2011年3月14日  |
| 察覺格雷是來真的之後，納茲也燃燒了起來，兩個長年的死對頭的激烈戰鬥隨即開打！而一頭霧水的溫蒂她們則試圖逃出這棟詭異的建築物，但卻對達芙妮的獨特魔法「隱遁」毫無辦法。這時艾爾莎跟露西因為擔心而過來找她們，但卻無法發現被隱藏的建築。而且隨後白天時襲擊過艾爾莎的蒙面怪客出現，他的真面目竟是達芙妮製造的人造生命體！面對能夠模仿對手的魔法和能力的敵人，兩人一時之間陷入苦戰。雖然最後分別憑實力和技巧取勝，但納茲卻一時大意被格雷和達芙妮聯手捕獲！原本的建築物隨即在達芙妮的操縱下現出真面目，竟然是她長年研究的心血結晶－人造龍「龍騎士」！藉由吸收納茲的魔力而啟動的這傢伙毫無疑問非常危險，到底達芙妮的目的是什麼？格雷真的背叛妖精尾巴了嗎？他口中的「沒有聲音的城鎮」又和納茲有什麼關聯呢？ |                     |                                       |                |
| 71 | 動畫原創            | 不惜犧牲自己的朋友 （）               | 2011年3月21日  |
| 長年的辛苦終於有了成果，達芙妮不禁得意的談起她為了完成人造龍，甚至曾不惜對自己住的城鎮的居民下詛咒的瘋狂行徑。之後她駕著龍騎士向馬格諾利亞飛去！同一時間，艾爾夫曼、馬卡歐和瓦卡巴趕來制服了格雷。艾爾莎決定由她去阻止龍，露西和溫蒂趕回鎮上通知居民避難。這時被困在龍體內的納茲終於回想起過去曾經和「沒有聲音的城鎮」的居民約定好會幫他們解開詛咒。在艾爾夫曼他們終於把格雷帶回來後，大家決定一起去救納茲。但會長卻命令他們優先阻止龍騎士！就在人造龍降落在城鎮邊緣後，艾爾莎作為代表向納茲徵詢意見，而納茲的回答竟然是要她們把他和龍騎士一起摧毀！？ |                     |                                       |                |
| 72 | 動畫原創            | 妖精尾巴的魔導士 （）                 | 2011年3月28日  |
| 身為妖精尾巴的魔導士，一旦和別人定下約定就必須完成它！為了讓納茲完成與居民的約定，格雷才出此下策。但龍騎士卻比想像中更強悍，為了解決城鎮的危機，馬卡羅夫會長傳授給格雷一條妙計…！而達芙妮之所以要製造人工龍原來是想要向不相信她小時候見過龍的大眾展示龍的力量。聽完格雷的解釋後，艾爾莎拜託大家對付達芙妮放出的蜥蜴人，自己去對付龍騎士。在格雷和茱比亞使用冰+水的合體魔法將蜥蜴人一次殲滅後，最了解納茲的妖尾最強小隊成員開始進行將納茲激怒的作戰，因著納茲的憤怒而暴漲的魔力超越了龍騎士的吸收容量！在戈吉爾用鐵之滅龍奧義幫他脫困後，夥伴們獻上的巨大火焰讓納茲的威力再次提升，終於破壞了龍騎士！雖然平常總是吵吵鬧鬧的，但每一個人都是公會不可或缺的成員，這就是全世界最溫暖的公會－妖精尾巴！！ |                     |                                       |                |
| 73 | 番外篇              | 彩虹櫻花 （）                         | 2011年4月2日   |
| 明天就是妖精尾巴一年一度的賞花會了！說起馬格諾利亞的櫻花可是在夜晚會變成七色彩虹的彩虹櫻花啊！就連入會還未滿一年的露西也在到雪山裡出任務時就開始計畫著明天一整天的活動。但很不幸的，她因為遇上雪崩而得了重感冒，只能躺在床上養病。納茲和哈比雖然很為她感到可惜，但也不知道能幫她做什麼。露西一個人躺在床上，回想起入會以來和納茲等夥伴們經歷的種種冒險，除了感到滿足和幸福外，也非常高興自己加入了一個好公會。睡到半夜時，露西被街上的吵雜聲喚醒，竟然發現有棵彩虹櫻花樹正順流經過家門前。馬上就猜到是誰幹的好事後，露西一邊欣賞著眼前的美景，一邊露出了幸福的微笑。 |                     |                                       |                |
| 74 | 動畫原創            | 溫蒂，首挑大梁的重大工作！？ （）     | 2011年4月9日   |
| 加入新公會也有一段時間了，溫蒂希望能夠趕快完成一件大任務，為公會有更多的貢獻。因此她接下了米拉珍建議的任務，是要去幫之前露西她們幫忙演過戲的劇團老闆治癒心靈。畢竟溫蒂才剛入會而且年紀還小，所以會長安排弗里德和哈比陪她到劇團所在的鎮上去。但出發之後才發現直達列車停駛，溫蒂決定走路到那兒去。而聽到這個消息的納茲、露西、艾爾莎及原本不跟去的夏璐璐也一起追了上去。溫蒂的第一件大任務究竟能不能順利完成呢？ |                     |                                       |                |
| 75 | 動畫原創            | 二十四小時耐力路跑錦標賽 （）         | 2011年4月16日  |
| 身為一個特別的公會，妖精尾巴的特別活動也是特別的多，今天就是妖精尾巴全員強制參加的年度體能競技，「二十四小時耐力路跑錦標賽」的日子。今年馬卡羅夫會長設定的路線是從馬格諾利亞公園跑到伊波爾山頂上取得證物之後再全速衝回來。除了飛行魔法之外沒有限制，想要陷害或是妨礙對手也沒問題。那麼冠軍到底會是誰呢？是囊括了歷年所有冠軍的傑德？還是準備了秘密武器的納茲？亦或是格雷、艾爾莎等強者？不過無論如何千萬別落到最後了，否則你就必須接受會長設計的慘無人道地獄懲罰遊戲啦！！ |                     |                                       |                |
| 76 | 第165~166回         | 吉爾達茲 （）                         | 2011年4月23日  |
| 妖精尾巴最強的魔導士－吉爾達茲要回來了！三年前出發去執行已經一世紀都沒人能完成的最高級「百年任務」，今天他終於要回來了。為此，馬格諾利亞還特地啟動特殊應變機關免得他的超破壞魔法－「粉碎」讓城鎮遭受到大破壞。才剛一回到公會，他就讓露西見識到他單手就能把納茲打飛的驚人實力。但叫人意外的是，即使是擁有如此強大的力量的吉爾達茲竟然也未能完成任務！在納茲和哈比一起到他家拿「禮物」前，露西還聽哈比講述了一段三年前他回到鎮上時和剛出生不久的哈比、納茲以及莉莎娜間的故事。而吉爾達茲要給納茲的禮物，竟然是一條強悍到不可思議的「黑龍」的消息！！ |                     |                                       |                |
| 77 | 第167~168回         | 亞斯藍德 （）                         | 2011年4月30日  |
| 又是和平的一天的展開，戈吉爾忙著找貓搭檔，納茲太閒了在睡大頭覺。一切都跟平常一樣... 但夏璐璐在冷冷回絕哈比送的禮物的同時卻突然冒出了一句：「你是沒辦法保護納茲的」。之後原本的好天氣突然變成了傾盆大雨，在大雨中找到夏璐璐的溫蒂竟然遇見了米斯頓葛，七年前一起旅行的「傑拉爾」。雖然溫蒂高興的喜極而泣，但米斯頓葛卻告訴她馬格諾利亞即將被消滅了... 就在溫蒂奔回公會門前之時，妖精尾巴竟然和整個城鎮一起被吸進天空！溫蒂呼喚了許久，但就只剩納茲、哈比和夏璐璐還在身邊。這時夏璐璐開口道出她和哈比其實是來自異世界的驚人事實！！ |                     |                                       |                |
| 78 | 第169回             | 伊多拉斯 （）                         | 2011年5月7日   |
| 從夏璐璐的口中，納茲、溫蒂和哈比得知天上的洞所通到的另一頭，就是她和哈比的故鄉－「伊多拉斯」。那是一個和亞斯藍德不同的魔法世界，因為世界的魔力總量有限，在魔力耗盡之時，魔法也將宣告消滅。因此伊多拉斯的國王才開發出了超亞空間魔法－「阿尼馬」好從亞斯藍德搶奪魔力，而這次他們的目標就是妖精尾巴和馬格諾利亞。為了拯救重要的夥伴們，納茲和溫蒂在哈比和夏璐璐的幫助下成功進入了伊多拉斯。在無法隨心所欲使用魔法的情況下好不容易找到了易容的服裝後，納茲突然發現了妖尾公會的所在。正當覺得真是太幸運了的時候，他們卻赫然發現，怎麼公會成員們的性格全都180度大轉變了！？ |                     |                                       |                |
| 79 | 第170回             | 狩獵妖精 （）                         | 2011年5月14日  |
| 正當納茲他們對眼前的情況感到驚訝時，穿著和性格都變成太妹的露西發現了他們。而且叫納茲嚇了一大跳的是，這個露西竟然猛的抱住他並且開始對他施以愛的關節技！之後納茲和哈比更看到了原本在亞斯藍德已經死掉的莉莎娜！！但夏璐璐發現這個公會並非亞斯藍德「妖精尾巴」的鏡像，而是獨立存在著的「伊多拉斯的妖精尾巴」！就在夏璐璐要帶眾人前往王都尋找更多線索時，公會突然發布了「妖精狩獵」警報！靠著蕾比的魔法傳送裝置千鈞一髮的逃脫後，納茲他們這才知道，這個世界的公會已經被消滅殆盡。而剛剛駕著魔獸襲來的就是外號「妖精獵人」的王都魔戰部隊隊長之一，伊多拉斯的艾爾莎！！ |                     |                                       |                |
| 80 | 第171~172回         | 希望之鑰 （）                         | 2011年5月21日  |
| 對伊多拉斯的妖精尾巴成員解釋了自己的來歷後，納茲他們便開口詢問王都的所在。儘管被告知與王國對抗會死得很慘，但納茲心意已決！而在王都，集結的魔戰隊長們準備進入掃除公會最後階段。而伊多拉斯王似乎還有更大的計畫…。納茲他們上路後不久便遭到魔物攻擊，無法使用魔法的他們陷入了大危機，幸好在伊多拉斯的露西幫助下，順利到達鄰近城鎮添購魔法道具。而妖尾另外一位滅龍者似乎也開始行動...才停下來休息一會，軍隊就趕來抓他們了，不習慣使用魔法道具的納茲他們最後總算是暫時擺脫軍隊躲了起來，就在這個時候他們突然發現了亞斯藍德的露西，而且她竟然能順利使用星靈魔法！？ |                     |                                       |                |
| 81 | 第172~174回         | 火球 （）                             | 2011年5月28日  |
| 在（暫時）成為了妖精尾巴最強魔導士的露西的發威下，大家總算順利逃出城鎮。看著眼前這些明明弱小但還是毫不猶豫地想救出同伴的人，伊多拉斯的露西感受到了莫名的希望... 隔天伊多拉斯的露西突然不告而別，雖然露西對她自己臨陣脫逃很不滿，他們也只能繼續前進。之後他們從王國軍探聽到救援行動只剩兩天的時間，原本打算靠露西的力量搶奪飛空艇但卻因為計算失誤而全盤失敗！就在連他們自己都快自身難保的時候，一輛魔導四輪車疾馳而來救了他們，之後更發現原來駕駛就是在這個世界有「火球」稱號的－伊多拉斯的納茲！不過他這種只有在車子上才很帥氣的個性設定是不是在哪裡看過啊... |                     |                                       |                |
| 82 | 第174~175回         | 歡迎回來 （）                         | 2011年6月4日   |
| 靠著伊多拉斯的納茲的超速狂飆，一行人很快的就抵達王都邊境。很意外的，納茲他們沒有受到什麼阻礙就進入了都市。還無巧不巧的正好目睹了伊多拉斯王向百姓們展示「製造出」的魔力的一幕。看著夥伴們變成的魔水晶被任意摧殘，納茲簡直是氣到七孔冒火，然而目前也只能暫時忍耐。在決定好利用星靈找出拯救夥伴的方法的作戰策略後，一行人按照夏璐璐腦中的情報從地下坑道潛入王宮。不料在半路上就被艾爾莎率隊擒獲！更讓人吃驚的是，連她這個魔戰隊長都要對哈比和夏璐璐下跪行禮！被尊稱為「艾克希特」的他們身上到底隱藏了什麼樣的驚人祕密呢？ |                     |                                       |                |
| 83 | 第176回             | 艾克斯達利亞 （）                     | 2011年6月11日  |
| 被王國軍捕獲的納茲和溫蒂被關進了牢房，根據魔戰隊長休斯所言，露西很可能將被處刑，而他們則另有用處。溫蒂追問哈比和夏璐璐的下落，但得到的回答竟是牠們完成任務光榮回國了？另一頭，哈比和夏璐璐從一張大床上醒來，正在感到疑惑時，有兩位女王的使者前來迎接他們...原來這裡就是艾克希特的王國－「艾克斯達利亞」，在往王宮的路上，國務大臣納迪告訴牠們，艾克希特是超越人類的存在，女王更是管理著人類的「神」！之後，夏璐璐和哈比更被告知牠們被送到異世界的使命竟是為了捕獲擁有特別魔力的滅龍魔導士！之前的行動全是被操控的！？相信自己是按自身的意志行動的哈比發出悲痛的怒吼！！ |                     |                                       |                |
| 84 | 第177回             | 飛吧！前往朋友身邊！ （）             | 2011年6月18日  |
| 因為抱持著想拯救人類的想法，哈比和夏璐璐被認定為思想受到汙染的艾克希特－「墮天」而遭到禁衛軍追捕。在經歷一場追逐戰後，牠們躲藏的推車意外的從懸崖上掉了下去...幸好最後是有驚無險，而且牠們還意外發現原來王國是個位在伊多拉斯王都上空的浮島，正在煩惱要怎麼去王都的時候，牠們的背後傳來一聲怒喝！原來這裡是一對務農的艾克希特夫婦家，兩人受到了很熱情的款待。不過哈比倒是被大叔好好磨練了一番。看出夏璐璐心裡充滿苦惱的大嬸鼓勵她相信自己的內心，之後經大叔一番訓斥後，拋開了內心的不安的哈比和夏璐璐因著想拯救夥伴而生出的勇氣得以再度展翅飛翔！！ |                     |                                       |                |
| 85 | 第178~179回         | 代號ETD （）                          | 2011年6月25日  |
| 伊多拉斯王和魔戰隊長召開會議時，伊多拉斯的艾爾莎前去對露西處刑。儘管露西拼命哀求，但仍是被她冷酷的扔下城樓。千鈞一髮之際，哈比和夏璐璐總算及時趕到救了露西。之後夏璐璐原本打算威逼艾爾莎放人但失敗，只好逃命的她們遭到艾克希特軍和王國軍陸空包抄，眼看要走投無路時，伊多拉斯王帶著瘋狂的眼神下達了代號ETD的指令！收到命令的士兵用奇異光線裝置將艾克希特都變成了魔水晶！之後國王宣布，打造無限魔力樂土的「天使殲滅作戰計畫」開始！趁亂逃走的夏璐璐她們雖然潛入了囚禁納茲他們的西塔，卻遭遇到艾爾莎的攔截。在她即將痛下殺手時，兩個熟悉的聲音伴隨著可靠的力量出現了！！ |                     |                                       |                |
| 86 | 第180~181回         | 艾爾莎 V.S. 艾爾莎 （）               | 2011年7月2日   |
| 雖然不知道是怎麼回事，格雷和艾爾莎這兩位強力的夥伴復活了！在格雷率先發難後，一個使槍一個用劍，兩個世界的艾爾莎展開單挑，震撼整個伊多拉斯的一對一戰鬥正式開始！原來是因為戈吉爾打碎了廣場上的魔水晶才讓他們恢復原狀的，在知道滅龍之力能還原魔水晶後，哈比急忙帶著戈吉爾飛往浮空島上的水晶山。但就在動手的前一刻，魔戰隊長龐沙‧利利揮舞著巨劍前來攔截！而在吃下了秘藥之後，納茲和溫蒂很快地從昏迷中恢復過來，但卻沒有休息的時間了，伊多拉斯王正準備利用兩人的魔力進行摧毀艾克斯達利亞並獲得永恆魔力的瘋狂計畫，為了拯救夥伴，妖精尾巴最強小隊展開多路強襲作戰！！ |                     |                                       |                |
| 87 | 第182~183回         | 是生命啊!!!! （）                     | 2011年7月9日   |
| 納茲、露西和格雷進入了王宮中的遊樂園，魔戰隊長休斯和修格波伊正等在那裡。雖然我方魔力較強，但在對手擁有的魔法道具等主場優勢下，一時之間形成拉鋸戰。露西原本想用水瓶座星靈打倒能用指揮棒自由操縱物體的休斯，但沒想到連阿葵亞的水都被他操控了…！納茲從洪水衝擊中醒來時，發現自己和露西來到了一個滿是西洋妖怪的「怪物學園」。隨後追來的休斯指揮一群怪物去追露西，剩下的全力消滅納茲。面對狂妄的對手，納茲燃燒起真正的怪物火龍的形象！而露西在辛苦的擺脫怪物後，撞見了抱著一把大鑰匙的可可。面對追來的參謀長拜羅要她「交出鑰匙」的要求，露西毫不退讓的挺身而戰！！ |                     |                                       |                |
| 88 | 第184~185回         | 星之大河是為了尊嚴 （）               | 2011年7月16日  |
| 為了保護重要的鑰匙，露西派出金牛座星靈對拜羅發動猛攻。想不到這個老頭臨危不亂，儘管面對陌生的星靈魔法仍能用詭異的魔藥反擊。雖然露西用芭露歌突襲成功，但對方一怒之下竟然喝下魔藥變成了異形怪物！面對力量遠勝於己的敵人，露西用芭露歌給的新武器－星河之鞭展開反擊！在露西的靈活游擊和納茲的火焰威力合作下，休斯和拜羅都被擊倒。而可可在目睹了露西保護身為敵人的自己的義舉後，也決定把手上毀滅艾克斯達利亞計畫的中樞兵器－龍鎖砲的鑰匙交給他們。但鑰匙卻被另一名魔戰隊長修格波伊搶走，決定和他對戰的格雷駕著魔導機車展開追擊，關鍵的鑰匙最終將落入誰的手中！？ |                     |                                       |                |
| 89 | 第186~187回         | 終結的龍鎖砲 （）                     | 2011年7月23日  |
| 城堡的一角，兩個艾爾莎正打得難分難解。但即使外貌和力量都相同，終究只有一方能獲勝！另一頭，負責去破壞魔水晶的戈吉爾對於眼前的對手十分中意，鐵龍專屬的貓咪決定…！？而急著要去解救同伴的格雷和納茲被艾爾莎綁到了國王跟前，格雷被迫使用冰鑰匙啟動龍鎖砲。就在發射程序即將完成之際，納茲驟然發難撂倒了護衛軍，用換裝騙過眾人的艾爾莎則趁機制住國王威逼修正砲彈軌道。但就在計畫將成之際，伊多拉斯的艾爾莎半路殺出，最終龍鎖砲仍是命中了浮島！納茲他們乘上可可的魔獸急速飛馳前往阻止。憤怒的國王浮士德和（伊多）艾爾莎分兩路攔截，異世界伊多拉斯的冒險邁向最高潮！！ |                     |                                       |                |
| 90 | 第188~189回         | 當時的少年 （）                       | 2011年7月30日  |
| 成功發射的龍鎖砲帶著魔水晶浮島以隕石般的力量撞向艾克斯達利亞，面對非人力所能抗衡的破壞力量，納茲等人使出全力拼命阻止它。但浮島仍是一寸寸的逼近王國。就在這個時候，夏珂特女王現身在子民面前，並且道出令人震撼的真相。在知曉了女王並非神明後，艾克希特陷入了絕望。但在夏璐璐希望能保護故鄉的大愛號召下，艾克希特全體出動阻止隕石浮島保護家園！在眾人齊力斷金的一致信念下，終於阻止了浮島。島上的魔水晶也被米斯頓葛－伊多拉斯的王子送回了亞斯藍德，真是可喜可賀。但就在這個時候，龐沙‧利利遭到奈特渥卡的魔槍狙擊，徹底終結伊多拉斯王的瘋狂計畫的最後戰鬥拉開序幕！！ |                     |                                       |                |
| 91 | 第190~191回         | DRAGON SENSE （）                     | 2011年8月6日   |
| 米斯頓葛試圖以王子的身分阻止奈特渥卡，但如今已經六親不認的國王浮士德啟動了曾差點毀滅掉伊多拉斯的禁忌兵器－多羅瑪‧阿尼姆，龍騎士裝甲發動絕地反攻！在得到這個強力的後盾後，王國軍再度開始獵捕艾克希特，為了粉碎國王的癡心妄想，繼承了火龍、天龍和鐵龍之力的三位滅龍魔導士挺身而戰！在溫蒂的後援下，納茲和戈吉爾開始對龍騎士造成了損傷。浮士德雖對滅龍者的力量感到驚嘆，卻也變得更想要獲得它。為了達到目的，瘋狂的王者讓龍騎士進入了威力全開模式！在此同時，為了證明自己信奉的理念，兩位艾爾莎也毫不保留的展開了殊死對決。這兩場戰鬥的結果，將決定伊多拉斯的未來！！ |                     |                                       |                |
| 92 | 第192~193回         | 活著的人們啊 （）                     | 2011年8月13日  |
| 在浮士德啟動龍騎士的最終型態後，納茲三人陷入了一面倒的挨打狀態。但為了這個世界的人們，他們誓言要粉碎國王的野心！而被王國軍擊落的露西她們在對方壓倒性的兵力下相繼倒地。就在萬事休矣之時，伊多拉斯的露西帶著夥伴們加入了反抗王國軍的行動，兩個世界的妖精尾巴的力量合而為一！另一頭，兩位艾爾莎在浮島上展開驚天動地的換裝攻防戰。十誡槍最終型態－聖槍‧聖石世界和最強鎧甲－妖精之鎧相撞之下同告粉碎，已經不能再使用魔法的兩人在失去浮力的島上展開了最後的肉搏戰！浮島伴隨著一聲巨響墜落到地面，被另一個自己的信念折服的奈特渥卡承認了自己的失敗並且首度露出了笑容。而在王宮深處的祕密房間裡，米斯頓葛為了根除魔力之禍，決定使用最激烈徹底的手段！！ |                     |                                       |                |
| 93 | 第194~196回         | 我就站在這裡 （）                     | 2011年8月20日  |
| 為了打倒威力強化的龍騎士，魔力已經快要見底的納茲他們決定同時使出龍之咆嘯。不料卻被牠跳到半空中避開了必殺攻擊！緊接著的砲轟讓魔力耗盡的三人倒地不起，眼看著就連戈吉爾也要放棄戰鬥時，納茲硬撐著重傷的身體站了起來。今天的魔力用完了，就把明天的份擠出來用！在納茲製造出空檔後，戈吉爾趁隙用鐵龍棍將龍騎士釘死在地上，最後一擊，納茲和溫蒂的聯合技－天龍的咆嘯×火龍的劍角貫穿了龍騎士，終於打敗了伊多拉斯王！但還沒高興多久，伊多拉斯世界的魔力竟開始流竄到空中並且消失無蹤！原來米斯頓葛將阿尼馬逆轉，要將伊多拉斯的魔力全部送到亞斯藍德去，讓伊多拉斯在經歷一場毀滅後重獲新生。但為了催生出帶領國民打造新世界的新國王，他竟然打算背上毀滅世界的罪行遭到處刑！？ |                     |                                       |                |
| 94 | 第196~197回         | 再見 伊多拉斯 （）                    | 2011年8月27日  |
| 伊多拉斯的人民因為魔法的消失，全部陷入大恐慌。米斯頓葛希望讓利利將自己這個毀滅世界的惡役處刑，成為超越種族的英雄和新的王者。就在兩人爭辯著該如何平定民心之時，士兵送來有惡徒正在破壞城鎮的消息。衝出去一看，發現竟然是自稱大魔王多拉格尼爾的納茲把國王綁了起來，並且命令溫蒂和戈吉爾在城裡大肆破壞。察覺到納茲他們是有心跳出來當壞人後，米斯頓葛不得不站出來對付納茲這個「大魔王」。在一陣激烈的拳頭戰中，納茲用他自己的方法，把妖精尾巴成員在離開工會後需遵守的三條守則傳達給了米斯頓葛。同時也幫助他取得了人民的信任。不久之後，因為逆轉阿尼馬的作用，露西等亞斯藍德人以及艾克希特也被沖向空中送往亞斯藍德。雖然不能再見面了，不過她們相信伊多拉斯在米斯頓葛的治理下一定能夠再度繁榮起來。 |                     |                                       |                |
| 95 | 第198~199回         | 莉莎娜 （）                           | 2011年9月3日   |
| 納茲他們順利的回到亞斯藍德，並且從艾克希特處得知馬格諾利亞平安的消息。之後為了化解夏璐璐對艾克希特的敵意。長老們開口道出將哈比牠們的蛋送到異世界的真相。最後牠們決定展開尋找其他孩子們的旅程。之後戈吉爾中意的搭檔－龐沙‧利利帶著意想不到的俘虜－亞斯藍德的莉莎娜出現在眾人面前！面對令人震驚的事實。艾爾莎率先提出為何她還活著的疑問。莉莎娜含著淚說出了真相。原來當時她只是重傷昏迷後，被小型的阿尼馬吸到了伊多拉斯。為了不讓那裡的哥哥姊姊再一次傷心，她選擇偽裝身分留在伊多拉斯。甚至逼自己不和納茲相認。然而命運終究將她送回亞斯藍德這個故鄉。不久之後，在風雨中來到教堂墓園的米拉珍和艾爾夫曼聽到了睽違兩年的呼喚。米拉眼裡不斷的湧出喜悅的淚水，滿心喜樂的對最愛的妹妹說出「歡迎回來」這句幸福的話語。 |                     |                                       |                |
| 96 | 第200回             | 生命毀滅者 （）                       | 2011年9月10日  |
| 雖然魔法消失了，但在米斯頓葛，也就是新國王傑拉爾的帶領下，伊多拉斯的人民們很有活力的展開了重建工作和新生活。至於策畫了永恆魔力計畫的主犯之處分，原伊多拉斯王浮士德被判處永久流放出伊多拉斯，其餘的魔戰隊長們則處以留置王都協助重建工程的刑罰。雖然前臣子們試圖辯護，但因納茲等人醒悟到自己的錯誤的浮士德坦然接受了這項判決並勉勵她們努力為新國王效力。兩個世界的妖精尾巴也很快就恢復到以往的快樂光景，尤其是亞斯藍德這一邊更是為莉莎娜的歸來開了一整天的慶祝宴會。然而在如此快樂光明的背後，卻隱藏著新生的魔法評議會與巴拉姆同盟正邪兩方可能造成的威脅。另外在某處不知名的森林中，有個具有莫名可怕的力量的不詳身影悄然甦醒了…。 |                     |                                       |                |

### 第三季
(2011年9月－2012年9月，S級升級考試&惡魔心臟篇至星空之鑰篇)
| 集数 | 對應原作    | 標題                                | 原剧首映日期   |
| --- | ----------- | ----------------------------------- | -------------- |
| 97 | 第201~202回 | 最佳搭檔 （）                       | 2011年9月17日  |
| 今天露西回到家正舒服的洗著熱水澡時，赫然發現卡娜居然學納茲闖進了她家！不過她的樣子有點奇怪，還說想退出公會，而且這幾天公會夥伴們也反常的超認真工作！？第二天，馬卡羅夫會長鄭重宣布了今年妖精尾巴的「S級魔導士升級考試」的來臨！考試將在一星期之後，於公會聖地－「天狼島」上舉行。獲選的八名考生必須要先找到一名搭檔組成隊伍。同時還得準備面對艾爾莎、米拉珍和吉爾達茲的把關！當天晚上，露西回家時意外發現了醉倒在雪夜中的卡娜。被露西帶回家的她表示要是今年第五次升級失敗就要退出妖精尾巴，原本想勸她別這麼在意S級資格的露西在知道卡娜非得成為S級魔導士的理由後，決定和她組成隊伍！一星期後，妖精尾巴16位未來新星所組成的八組隊伍齊聚在哈魯吉翁港口，「S級魔導士升級考試」就要正式展開了!! |             |                                     |                |
| 98 | 第203~204回 | 運氣好的人是誰？ （）               | 2011年9月24日  |
| 八組隊伍頂著酷熱的太陽航向天狼島，當目的地映入眼簾時，會長開始說明第一場考試的規則。每組隊伍必須各自選一條路徑前進，結果可能是無事通過，或是必須打倒其他隊伍或是把關的S級魔導士才能通過。這是一場武力和運氣的考驗！為了成為今年唯一的合格者，光是為了搶先到島上去選路徑大夥就已經卯足了全力。不幸落到最後的卡娜和露西走進最後一條路沒多久，前方就傳來兩個熟悉的聲音，原來是曾在妖尾內戰中對戰過的弗里德和畢可斯羅！雖然是之前完全敵不過的對手，為了成為S級魔導士，卡娜還是勉力和露西一起迎戰兩名雷神眾，最後總算靠著瞄準弗里德意外的弱點驚險獲勝…（？）另外一邊，選擇了他非常篤定會碰到艾爾莎的E路徑的納茲最後遇上的，竟然是妖精尾巴最強的男人－吉爾達茲！納茲的S級魔導士試驗只能到此為止了嗎！？ |             |                                     |                |
| 99 | 第205~206回 | 納茲 V.S. 吉爾達茲 （）             | 2011年10月1日  |
| 艾爾夫曼隊伍和茱比亞隊伍分別遇上了米拉珍和艾爾莎的把關，S級之路先斷了九成，但納茲卻是抽中了吉爾達茲這支籤王！就連哈比也不禁感嘆這場考試已經完了，雖然一向敵手越強燒得越旺的納茲自信滿滿的出手，但近身攻擊全都被輕鬆接下，連龍之咆嘯都被「粉碎」分解。躲避不及的納茲也被分解成千百個小納茲！但想不到他們還是充滿幹勁的繼續進攻，吉爾達茲不禁想起納茲從小開始對他無數次的挑戰。蟻多累死象，吉爾達茲主動將納茲恢復原狀，納茲把握良機使出零距離的滅龍奧義！終於被逼退一步的吉爾達茲先是稱讚了他的成長，但也決定給向來不知後退的他上一課。見識到動真格的吉爾達茲釋放出的巨大魔力，納茲生平第一次主動跪地認輸。但吉爾達茲認為他學到了「恐懼」的重要而讓他及格。就這樣，納茲奇蹟似的通過第一場考試了！！ |             |                                     |                |
| 100 | 第207~208回 | 梅斯特 （）                         | 2011年10月8日  |
| 夏璐璐因為擔心和妖尾神秘成員梅斯特組隊的溫蒂而和利利一起來到天狼島。利利則對梅斯特聲稱他是米斯頓葛的弟子一事感到懷疑… 在此同時，溫蒂她們正與格雷和洛基展開對戰。雖然梅斯特能使用類似瞬間移動的魔法，但仍不敵對手的聯合攻勢。剩下的溫蒂則慘遭可怕秘技攻擊！另一頭，艾爾夫曼他們在魔人化米拉壓倒性的速度和力量下一籌莫展，但艾芭格琳似乎備有最後秘策…？最後通過第一試驗的隊伍共有納茲、卡娜、格雷、蕾比和艾爾夫曼五組。迎接他們的第二試驗，是必須在限時六個小時內找到位在島上之初代會長的墳墓。在五組人馬展開行動的同時，梅斯特和溫蒂也開始搜索島上的某樣東西… 艾爾夫曼他們更在搜尋的途中遇到一名不速之客，一個能夠招來死亡的青年男子！他的出現究竟會為今年的S級魔導士試驗帶來什麼樣的異變呢！？ |             |                                     |                |
| 101 | 第209~210回 | 黑魔導士 （）                       | 2011年10月15日 |
| 釋放出死亡波動的陌生青年熱切的叫著納茲，但並不認識他的納茲一氣之下出拳攻擊。他在站起來後不久又引發了一陣死亡波動並消失無蹤，被捲進去的納茲不知為何安然無恙，但伊格尼爾的圍巾卻被染黑了！？ 雖然出現了意外的人物，但納茲和艾爾夫曼都堅持繼續試驗。卡娜和露西思索片刻後推測出墳墓可能的所在地，格雷和洛基他們倆緊跟在後，艾爾莎和茱比亞則離開營地去尋找溫蒂和梅斯特。就在妖精尾巴的力量分散開來時，巴拉姆同盟中最強的闇黑公會－「惡魔心臟」的飛艇逼近了天狼島，他們的目的是讓島上那名神秘黑衣少年，傳說中的黑魔導士－瑟雷夫復活！蕾比和戈吉爾已經遭遇到了率先登陸的兩名成員的襲擊，原本單純的S級升級試驗即將演變為因為瑟雷夫而引發妖精與惡魔之間的生死戰鬥的天大事件了！！ |             |                                     |                |
| 102 | 第211~213回 | 鐵之魂 （）                         | 2011年10月22日 |
| 面對欲「狩獵妖精」的惡魔心臟成員，悠馬茲和卡瓦茲，蕾比和戈吉爾全力應戰。但在敵人超乎想像的強力攻擊下，兩人相繼傷重倒地。在得知還有更大部隊即將登陸後，戈吉爾決定讓蕾比先逃走去通知夥伴，自己留下對付敵人。在吃下蕾比留下的鐵文字後，增強力量的戈吉爾順利擊倒了卡瓦茲，但卻被悠馬茲抓到空隙用刀刺穿了右手。再受重創的戈吉爾想起馬卡羅夫會長邀請他加入妖精尾巴時說的話。在妖精尾巴找到新的未來的他生出保護公會的決心，最後的攻擊，滅龍奧義－「業魔·鐵神劍」終於打倒了悠馬茲！但隨後趕到的艾爾莎和茱比亞卻從悠馬茲口中得知惡魔心臟最強的幹部「煉獄七眷屬」即將登陸，未來的戰局只會更加險惡！在此同時，夏璐璐和利利也找到了溫蒂並且質問梅斯特的真正身分，難道他真的是已經登陸的七眷屬之一嗎！？ |             |                                     |                |
| 103 | 第213~215回 | 進擊的馬卡羅夫 （）                 | 2011年10月29日 |
| 面對利利的逼問，梅斯特冷不防的瞬移到溫蒂身邊。就在這時一陣爆炸突然轟至！之後真正的煉獄七眷屬－阿茲馬從崖邊的樹上現身。而梅斯特真正的身分，其實是評議會派來搜查妖尾違規罪證的臥底！在見識到阿茲馬輕鬆擊沉評議會戰鬥艦隊的驚人力量後，梅斯特決定先和溫蒂合作收拾他。但眼前的敵人實在太過強大，一陣衝天巨爆後，兩個人和兩隻貓都被打倒…。惡魔心臟的飛艇終於飛抵天狼島，雖然馬卡羅夫會長以極限巨人化試圖擊落它。但被七眷屬的烏璐緹雅的失落時間魔法化解。另一名七眷屬卡布利可受命將兵卒和七眷屬們帶到島上。馬卡羅夫遂決定用妖精法律一舉消滅所有敵人。但就在他要發動魔法時，卻因為哈迪斯發動了同性質的「惡魔法律」而被迫停手。隨後他更震驚的認出眼前的敵軍主帥，竟然是妖精尾巴的第二代會長普雷希特！！ |             |                                     |                |
| 104 | 第216~217回 | 失落的魔法 （）                     | 2011年11月5日  |
| 分散在島上的妖精尾巴成員被惡魔心臟兵卒以人海戰術圍攻，而馬卡羅夫會長則震驚的發現過去常教導自己處事要更和諧圓融的前代會長竟然變成闇黑公會的首領。而且還要來摧毀過去帶領的妖精尾巴！為了保護公會的孩子們，馬卡羅夫狠下心來對抗他十分尊敬的前會長。但兩人間數十年的魔法道行差距讓戰鬥呈現一面倒的態勢。吃了兩記天照式的馬卡羅夫重傷倒地不起。但在失去意識前，他成功將意念傳送給了某個遠行中的公會成員…。不知會長已經倒下的妖尾魔導士持續與惡魔的兵團對戰，納茲補充火焰後打得更是來勁。但不久之後，使用他無法吃下的「神之炎」的七眷屬之一，桑庫洛現身。其他夥伴也分別與阿茲馬等可怕強敵碰頭，面對使用哈迪斯口中最接近魔道根源的「失落的魔法」的煉獄七眷屬，妖精尾巴陷入了創立以來最大的存亡危機！！ |             |                                     |                |
| 105 | 第218~219回 | 火龍 V.S. 炎神 （）                 | 2011年11月12日 |
| 目前散佈在島上的七眷屬中，除了桑庫洛外，阿茲馬對上了米拉姊妹，山羊人卡布利可則遭遇到卡娜和格雷兩支隊伍。儘管人數是妖尾占優勢，但戰局卻是惡魔穩佔上風。情勢相當不樂觀…。另一頭，親身體驗了「滅神魔導士」桑庫洛的神之黑炎的納茲開始展開反攻。但不論是近身格鬥還是火焰的攻擊都被對方擊破。甚至連龍之咆嘯也被吞食掉…！震驚的納茲被炎神的怒吼擊飛到樹林中，頭一次被火燒傷的他找到重傷的會長。在他們爭論著是否該撤退以保住一家人性命時，桑庫洛追了上來。為了替會長報仇，納茲超越了內心的恐懼繼續戰鬥。自恃勝券在握的桑庫洛使出「炎神的晚餐」想將納茲燒成灰燼，但在看見會長豁出性命想救自己後，納茲搏命一試將自身魔力清空，成功吞食了神之炎。龍與神的火焰結合的新絕招，「龍神的煌炎」終於擊倒了桑庫洛！！ |             |                                     |                |
| 106 | 第220~221回 | 大魔法世界 （）                     | 2011年11月19日 |
| 為了讓惡魔知道眾人一心的妖精尾巴的強大，納茲決定繼續奮戰，但才剛做出宣言就傷重不支倒地…。而在臨時營地那邊，在得知自己遇上魔人米拉珍這個難得的對手後，阿茲馬不惜以莉莎娜的性命逼她進入撒旦模式和自己對戰。在魔力不足且掛心妹妹安危的情況下，米拉即使全力戰鬥還是無法打敗阿茲馬。最後她決定認輸並使用最後的魔力保護好不容易回到自己身邊的莉莎娜…。在另一場戰鬥中，艾爾夫曼和艾芭格琳面對七眷屬拉斯提羅斯的神秘強絕魔法，不但無法反擊還陷入自身難保的危局。穩操勝券的對手自得的道出惡魔心臟的目的，乃是要讓瑟雷夫覺醒，創造出只有魔導士能夠生存的「大魔法世界」！在此同時，七眷屬之首烏璐緹雅在熬過絕對致命的死亡波動後，成功擒獲了尚未覺醒的瑟雷夫。難道勝利的女神真的已經對惡魔們露出微笑了嗎！？ |             |                                     |                |
| 107 | 第222~223回 | 具現之弧 （）                       | 2011年11月26日 |
| 靠地利辛苦打敗拉斯提羅斯召喚的異獸後，艾爾夫曼撐著已經受創的身體繼續戰鬥。硬吃幾記重擊後，成功奪去拉斯提羅斯的眼鏡。認同了艾爾夫曼的信念的艾芭格琳隨即使出必殺的石化眼！但想不到這招竟然無效，原來拉斯提羅斯的失落魔法「具現的弧線」是能將術者的想像實體化的無敵魔法。孤注一擲宣告失敗的兩人一起含淚消失在敵人創造出的魔塔中…。另一邊的戰鬥，查覺到卡布利可就是魔羯座星靈的洛基決定由同為星靈的自己來和他單挑。露西在拜託他一定要回到她身邊之後和格雷、卡娜一同離去。在一番激烈戰鬥後，卡布利可心念一轉猜出露西的身世秘密，但他為何勃然大怒？實力深不可測的煉獄七眷屬還剩下六人，而且「正義」的評議會很可能再度使用魔導精靈力好將魔法世界的禍害一次掃除。妖精尾巴究竟該如何扭轉這窮途末路的局勢呢？ |             |                                     |                |
| 108 | 第224~225回 | 人類之門 （）                       | 2011年12月3日  |
| 根據雷歐（洛基）所知，卡布利可是在二十年前和露西的母親蕾拉簽下了契約。但對他為何能在人界滯留多年充滿疑問。卡布利可的回答竟是因為觸犯了失落魔法的禁忌才因此變成了山羊人？原來他真正的身分是因為對星靈使用了「人類隸屬」而與卡布利可融合的七眷屬之一，索魯迪歐！身軀被看上的雷歐及時將力量傳給恢復原狀的卡布利可，合力將索魯迪歐逐出體外，最後他自食惡果而死。卡布利可也終於能夠遵守和蕾拉的約定成為露西的星靈。雖然成功打倒第二個七眷屬，但情況對已經有多人重傷的妖精尾巴而言仍然險峻。雖然蕾比相信只要眾人齊心就一定能度過難關。但一心想要通過S級升級考試的卡娜，竟然在問出墓地的情報後對露西施了睡眠魔法獨自離去。隨後，七眷屬的華院‧希卡魯突然現身！向來吉人天相的露西這次真的難逃死劫了嗎！？ |             |                                     |                |
| 109 | 第226~227回 | 露西火焰 （）                       | 2011年12月10日 |
| 露西在千鈞一髮之際及時醒來逃過一劫。在互相對峙一陣之後，華院掏出一個奇怪的娃娃，開始解釋他的失落魔法「丑時參拜」！一時腦殘被敵人玩弄後，華院發怒搶回詛咒娃娃並且只用單純的強力推手就把露西的星靈全部打倒。就在露西命懸一線之際，正好闖進烏璐緹雅與納茲間的戰鬥而被納茲救了一命。兩人決定組成久違的戰鬥搭檔！之後烏璐緹雅帶著瑟雷夫離開，原本想去追她的露西赫然發現自己被華院用娃娃控制。被操控後力量大增的她將納茲打得是措手不及。雖然納茲隨後勉強搶到了娃娃，但卻被華院一記推手埋入石堆中動彈不得。就在露西快要被華院殺死的時候，納茲突然靈光一現，用娃娃操控露西痛擊敵人，最後納茲的火焰配合哈比的MAX速度和詛咒娃娃的能力使出的全新必殺技，「露西火焰」炸裂！漂亮的大逆轉打倒了第三位煉獄七眷屬！！ |             |                                     |                |
| 110 | 第228~229回 | 絕望的死路 （）                     | 2011年12月17日 |
| 納茲、露西和哈比動身趕回會長和溫蒂她們身邊，而獨自行動的格雷偶然發現了烏璐緹雅並展開跟蹤。至於哈迪斯對於七眷屬損失近半不但毫不在意，反而感到興奮。同一時間，評議會獲悉惡魔心臟的第二號人物就是曾經在戰爭中隻身殲滅一支連隊的布魯諾特·史汀葛！判定妖精尾巴已經毫無勝算的多蘭巴爾特（梅斯特為假名）回到島上建議由他幫助妖精尾巴撤退。但納茲堅持要親手打倒公會的敵人！而最後一位七眷屬梅兒蒂面對艾爾莎和茱比亞原本佔上風，但在她說出自己的首要目標是格雷後，為了心愛的對象激發出超越100%的力量的茱比亞反過來壓制住了她。梅兒蒂於是使出失落魔法「馬基魯帝‧感官」，將同樣對格雷抱持著強烈情感的自己和茱比亞與格雷的感覺和生命連結在一起。只要其中一人倒下三人都會沒命。茱比亞有辦法破解這絕望的死路嗎？ |             |                                     |                |
| 111 | 第230~231回 | 愛與活力的眼淚 （）                 | 2011年12月24日 |
| 為了有如母親的烏璐緹雅，梅兒蒂果斷的召喚出魔法劍準備自殺。雖然茱比亞試圖阻止，但梅兒蒂已經認定這是唯一可能的結果…。梅兒蒂回過神來時，驚訝的發現茱比亞竟然超越了魔法的極限和自己共享了「感情」。「為了所愛的人活下去」，茱比亞眼中流出的愛與活力的眼淚讓梅兒蒂的戰意逐漸消融，最後放棄了戰鬥，原本的死局以雙方力盡平手收場。在夏璐璐找到惡魔心臟的飛艇後，納茲他們動身往營地前進，準備豁盡全力與惡魔一戰！但這時候等在營地的蕾比、莉莎娜和利利遭遇到欲將妖精趕盡殺絕的拉斯提羅斯，艾爾莎成為阿茲馬的下一個目標。納茲一行則碰上副司令布魯諾特，他的失落魔法「重力」讓納茲他們只能趴在地上毫無還手之力。這時對方卻問起了梅比斯的墓地的所在！？而獨自前行的卡娜在初代會長的墓地又會有什麼驚人發現呢？ |             |                                     |                |
| 112 | 第232~233回 | 說不出口的一句話 （）               | 2012年1月7日   |
| 布魯諾特的目的原來是想得到妖精尾巴三大魔法之一的「妖精光輝」。為了得到關鍵情報，他將魔手伸向馬卡羅夫…。此時卡娜已經找到墓碑，並且發現了妖精光輝，但她更在意能否通過考試。原來年幼喪母的卡娜是為了尋父而加入妖精尾巴。雖然很快就見到了面，但一聲爸爸卻叫不出口。在瞭解到父親在公會中是何等巨大的存在後，當時沒能說出口的一句話變得越來越沉重。最後她決定當上S級魔導士後再和父親相認，今年是她給自己最後的一次機會…卡娜回神後用卡片發現露西遇到危險，發覺自己背叛了夥伴的她跪地痛哭。梅比斯感受到卡娜的真心懺悔後將妖精光輝借給她保護夥伴，但好不容易發動的究極魔法卻被修為深厚的布魯諾特用力量破解。眼看卡娜就要被送上黃泉的時候，她朝思暮想的父親，妖精尾巴最強的吉爾達茲終於降臨天狼島戰場！！ |             |                                     |                |
| 113 | 第234~235回 | 天狼樹 （）                         | 2012年1月14日  |
| 救星趕到，納茲他們心中又燃起無限希望。雖然才剛見面，但為了讓吉爾達茲能夠專心對付敵人，卡娜默默的和大家一起趕往營地。但這時候，守候在那裡的蕾比、莉莎娜和利利在魔力見底的情況下儼然成為拉斯提羅斯的俎上肉，幸好一起返回的弗里德和畢可斯羅聯手進攻，終於讓目中無人的敵人嘗到了苦頭。不過他隨即利用恐懼激發的想像力還擊，島上的戰鬥到此戰成五五之勢。阿茲馬為能和艾爾莎這樣的強者戰鬥感到喜悅，無奈他必須執行哈迪斯會長交代的任務。用失落魔法「大樹的弧線」支配天狼島的魔力，毀掉能夠保護妖精尾巴成員的生命和魔力的天狼樹！魔力被剝奪的眾人都身體一軟倒地不起。好不容易才找到一線生機，情勢卻又大逆轉讓惡魔露出猙獰的微笑。如今妖精尾巴能否起死回生，就全看沒被剝奪魔力的艾爾莎能不能打倒阿茲馬了！！ |             |                                     |                |
| 114 | 第236~237回 | 艾爾莎 V.S. 阿茲馬 （）             | 2012年1月21日  |
| 魔力被奪走的夥伴們都倒地不起，重傷者更是命懸一線。知道自己肩負著全公會命運的艾爾莎全力戰鬥，用各式各樣的盔甲換裝尋找致勝之機。但阿茲馬不但能用樹枝樹葉發動全方位的攻擊，又已經掌握天狼島的魔力。艾爾莎即使換上煉獄之鎧依舊不敵，最後她決定捨棄防禦，將魔力全用在攻擊上！阿茲馬見狀也使出引爆天狼島魔力的最強絕招，「大地的吶喊」無情的吞噬了艾爾莎…。同一時間，被關在遠方監牢的傑拉爾彷彿感應到艾爾莎處境危急，他微弱的呼喚奇蹟似的喚醒了重傷的艾爾莎。阿茲馬震驚之下，再次使用大地的吶喊好徹底葬送她。就在艾爾莎認為自己即將粉身碎骨時，周圍的魔力中傳來夥伴溫暖的鼓勵。她猛然想起並非是自己要保護公會，而是公會一直在保護著自己。得到天狼島魔力的加護，妖刀紅櫻致命的一閃，艾爾莎終於獲得了勝利…。 |             |                                     |                |
| 115 | 第238~239回 | 凍結的鬥志 （）                     | 2012年1月28日  |
| 見識到眾人齊心的妖精尾巴的強大的阿茲馬欣然接下奪命的一刀，在告訴艾爾莎有關烏璐緹雅和瑟雷夫的情報後，他遵守承諾將魔力還給妖精尾巴的成員。但也因為失落魔法的副作用失去了生命，化為大地的一部分。力量恢復的吉爾達茲、弗里德和畢可斯羅也一鼓作氣使出絕技打倒了布魯諾特和拉斯提羅斯。到此敵人只剩下烏璐緹雅和哈迪斯！納茲他們趕到營地後，決定休息片刻再兵分二路。在保護傷患的同時和哈迪斯做出了斷。而在內陸區域，烏璐緹雅在向格雷說明她加入惡魔心臟是為了完成母親的心願向哈迪斯報仇後，帶著瑟雷夫和梅兒蒂會合。準備殺掉茱比亞後瞞著哈迪斯離開島上。就在這時，格雷及時趕到救了她。原來他早就識破對方的滿口謊言，雖然眼前的女人是煉獄七眷屬之首，但格雷已經決定要代替已死的恩師烏璐好好的教訓這個不孝女！！ |             |                                     |                |
| 116 | 第240~241回 | 生命的力量 （）                     | 2012年2月4日   |
| 拜託茱比亞去追帶走瑟雷夫的梅兒蒂後，格雷與烏璐緹雅展開對決。但他造出的冰卻都被失落魔法「時間的弧線」加速蒸發掉。烏璐緹雅自信必能取勝，因為這項魔法是她為了向母親烏璐復仇而學成的！為了破除師傅的女兒心中的黑暗，格雷自傷殺敵的血之冰刃‧七連舞攻擊終於奏效！也迫使烏璐緹雅使用傳承自母親血脈的造冰魔法迎戰。兩人之後在混戰中掉入海裡，就在她想起被母親拋棄淪為魔法開發局的實驗體的過去時，烏璐的記憶一一流入了腦海中，她終於體會到母親對自己的愛。獲得勝利的格雷補述說她的名字便是取自烏璐在感受到她身內「生命的力量」後不住落下的眼淚。「想要再見母親一面」，這才是烏璐緹雅真正的心願…。最後的煉獄七眷屬被打敗了，但格雷的戰鬥尚未結束。為了終結惡魔的邪惡計畫，他必須和夥伴們合力打倒哈迪斯！！ |             |                                     |                |
| 117 | 第242~244回 | 雷鳴響起 （）                       | 2012年2月11日  |
| 因為弗里德和畢可斯羅自願留在營地用術式保護大家，最後決定由納茲、露西、溫蒂和三隻貓擔任進攻組。加上中途會合的格雷和艾爾莎，妖精尾巴以當下最強的團隊戰力挑戰惡魔之首哈迪斯！另一頭，被茱比亞追著的梅兒蒂遭到桑庫洛攔截，但在他想把瑟雷夫帶走時，卻被死亡波動奪去了性命。瑟雷夫靜靜離去後，接獲情報的評議會竟然馬上開始撤退，瑟雷夫口中的「亞克諾羅基亞」到底是什麼？面對最後的最強敵人，納茲他們一登上飛艇就全力出擊，但想不到哈迪斯在吃下連番猛攻後竟是毫髮未損。熱身完畢的他，運起能讓大氣顫動的魔力，瞬間就讓五名後生晚輩重傷倒地。但即使實力判若雲泥，納茲仍然堅守公會的信念試圖反擊。就在哈迪斯準備發動致命一擊之際，一道閃電破開天花板落在他面前。接收到馬卡羅夫會長意志的拉格薩斯突入戰場！！ |             |                                     |                |
| 118 | 第245回     | 未刻有紋章的男人 （）               | 2012年2月18日  |
| 拉格薩斯的到來讓眾人喜出望外，在以一句「順便幫你在島上立一座墓碑」作出挑釁後，他使出雷龍之力和哈迪斯展開單挑！同時在內陸營地，當弗里德和蕾比正在寫防禦術式時，之前被戈吉爾打敗的悠馬茲和卡瓦茲，以及被納茲他們解決的華院突然來襲。獨自對付華院的莉莎娜陷入劣勢，幸好在卡娜和蕾比的增援及弗里德的術式協助下順利取勝。其餘兩名七眷屬候補繼續和雷神眾對峙…。雷龍超群的速度和力量讓哈迪斯不禁讚嘆，但他在戰鬥經驗和魔道的歷練上終究遠勝於後輩。在吃了一記天照式後，拉格薩斯只能勉強再發出一次猛攻後便跪倒在地。面對哈迪斯的奪命大招，他竟選擇將魔力悉數傳給納茲。已非公會成員的他決定讓身上刻了紋章的納茲來為公會報仇。收下雷龍之力後，納茲的身上同時湧出火焰和雷電。全新的力量，雷炎龍模式發動！！ |             |                                     |                |
| 119 | 第246~247回 | 深淵的領域 （）                     | 2012年2月25日  |
| 進入雷炎龍模式的納茲發揮更勝拉格薩斯的速度和力量壓倒了對手。乘勝追擊的「雷炎龍的咆嘯」，規模貫穿整個天狼島的雷火吞沒了哈迪斯！同一時間，在船上搜索動力源的哈比他們發現了驚人的東西…。塵埃落定後，看著躺在地上的敵人，大家都確信獲得了勝利而露出喜悅的笑容。但就在這時，哈迪斯卻站了起來並解開惡魔右眼的封印。為了完成大魔法世界，得到魔道源頭的「第一項魔法」。哈迪斯使出瑟雷夫書中的禁忌裏魔法欲將妖精尾巴徹底消滅。面對出現在眼前的大批惡魔，就連艾爾莎也陷入絕望的恐懼之中。幸好納茲用吉爾達茲的教誨讓大家恢復了勇氣。只要有夥伴在身邊就無所畏懼的妖精尾巴朝哈迪斯所創造的惡魔們發動了最後的突擊。在這只能看見地獄入口的絕望的前方，妖精們能夠靠夥伴給予的勇氣衝出一條絕處逢生的奇蹟活路嗎？ |             |                                     |                |
| 120 | 第248~249回 | 破曉的天狼島 （）                   | 2012年3月3日   |
| 惡魔心臟的飛艇在一陣劇烈爆炸後上半部徹底毀壞，在濃厚的煙塵中，大家驚喜的看見納茲的拳頭結實的擊中了哈迪斯！正兀自無法置信的哈迪斯突然感覺身體出現異狀，原來他嚴密保護在船艙內的「心臟」被哈比和夏璐璐破壞了。而在此同時，天狼樹也被烏璐緹雅竭盡全力修復。緊急恢復了魔力的眾人隨即發動最後的致勝五連擊。隨著哈迪斯的力竭倒地，妖精尾巴終於迎來勝利的朝陽！打贏了艱辛無比的一仗後，妖尾全員返回營地休養療傷。而雖然對魔道的觀點南轅北轍，馬卡羅夫仍感念過去的受師之恩放了哈迪斯一條生路。回到營地，雷神眾欣喜若狂的與拉格薩斯團聚，妖精尾巴也迅速恢復了以往的嘻鬧和歡樂。但在損兵折將，頹然撤退的惡魔心臟飛艇上，他們朝思暮想的目標，瑟雷夫赫然現身，並且做出「世界和時代即將在此遭到終結」的恐怖宣言！！ |             |                                     |                |
| 121 | 第250~251回 | 愛的資格 （）                       | 2012年3月10日  |
| 面對震驚無比的哈迪斯等人，瑟雷夫解釋自己從未陷入沉睡。過去幾百年間，他因為某種心理矛盾而無法控制死之魔法所以選擇自我放逐。如今，惡魔心臟的惡行招來了時代的毀滅者，同時也讓他恢復了力量。基於以上兩項大罪，瑟雷夫對元兇哈迪斯下達了死刑判決！而在海上漂著的小船上，在向梅兒蒂承認自己的罪行後，烏璐緹雅選擇自盡謝罪。但最後梅兒蒂決定原諒她，今後兩人將以真正的母女關係展開新的生活…。另一頭的天狼島上，卡娜終於開口和吉爾達茲相認。在多情大叔終於確認卡娜母親的身分後，十多年來其實近在咫尺的父女倆相擁而泣。看著這感人的一幕，露西也有了想和父親見面的想法。然而，此刻正沐浴在和平的陽光下的她和夥伴們並不知道再過不久。X784年12月16日的這一天，妖精尾巴的聖地天狼島，迎來了毀滅世界的力量的降臨！！ |             |                                     |                |
| 122 | 第252~253回 | 手牽手 （）                         | 2012年3月17日  |
| 就在妖精尾巴準備啟程返航的前夕，原本一片祥和的天空突然傳來震耳欲聾的巨響。溫蒂很快就認出那是龍的吼聲，吉爾達茲更感覺到來者就是他曾經遭遇過的「牠」！眾人抬頭一看，只見空中一個巨大的黑影直撲島上而來。馬卡羅夫會長即刻認出那就是默示錄中的黑龍，「亞克諾羅基亞」！深知牠的厲害的吉爾達茲馬上要大家全力逃命，為了讓孩子們能夠逃出視人類為死不足惜的害蟲的黑龍的魔掌，馬卡羅夫拖著重傷的身體巨大化拼命地攔住牠。在聽完爺爺充滿捨命覺悟的「最後命令」之後，拉格薩斯咬牙將最不可能聽話的納茲拖走。眾人唯有傷心欲絕的含淚撤退… 不久後，馬卡羅夫就被撂倒在地。就在他認為自己可以含笑而逝時，以納茲為首，妖精尾巴的成員還是折回來與會長同生共死。公會菁英全體的合體魔法，三位一體的龍之咆嘯朝黑龍猛烈擊發！然而眾人竭盡全力的最強攻擊對亞克諾羅基亞完全無效。已經「玩膩」的牠飛上天空，決定用一記咆嘯毀滅天狼島。面對甚至比和惡魔心臟對戰更加絕望的處境，妖精們決定手牽手圍成圈，將大家的力量、羈絆和要一起回家的信念集合起來。隨後，黑龍的咆嘯轟然落下。在煙幕和水花散去後，天狼島的原址只剩下一個隨即被海水淹沒的巨大坑洞。「X784年12月16日，天狼島被亞克諾羅基亞徹底消滅」這一則來自評議會的消息震驚了整個王國。之後雖然經過半年的搜尋，但沒有發現任何生還者。在這幾乎毀滅了妖精尾巴的大災難發生後，不知不覺的，七年的時光流逝而去…                                                                                  |             |                                     |                |
| 123 | 第254~255回 | X791年・妖精尾巴 （）               | 2012年3月24日  |
| 天狼島毀滅事件後已經過了七年。馬格諾利亞鎮雖然還是一樣的熱鬧，但坐落在此的妖精尾巴因為馬卡羅夫會長等眾多菁英的消失，過去全國最強公會的威名早已不再。反而淪為負債累累的弱小公會。僅剩的少數元老成員在第四代會長－馬卡歐・康波德的帶領下咬牙苦撐了七年。但在鎮上新興公會－黃昏之鬼日復一日的欺壓和催債下，大家都已身心俱疲、瀕臨極限… 此時青色天馬的一夜他們駕著公會飛艇前來，並告知眾人一件意想不到的情報…！ 照著一夜等人的指示，妖精尾巴駕船前往天狼島舊址作最後一次的搜索，來到附近海域時，他們驚訝的發現有一個長髮小女孩站在海面上！隨後她雙手一揚，被一個神聖的巨大光球包裹著的天狼島緩緩從海中升起，回復原位。大家趕緊跟著她進入島上搜索… 在搜索組成員出航幾天後，黃昏之鬼的成員再度找上門來討債。馬卡歐的兒子羅梅歐在忍無可忍下決定站出來戰鬥，但魔法修為不足的他自然不是對手。危機時刻，突然黃昏之鬼一行被一陣突如其來的攻擊給放倒。而叫馬卡歐他們不敢置信的是，及時解危的竟然是失蹤了整整七年的納茲他們！？在喜極而泣之餘，大家也對他們為何還維持著七年前的模樣感到疑惑。原來當時天狼島上眾人一心的羈絆和信念帶給沉睡在島上的妖精尾巴初代會長梅比斯力量，讓她得以發動妖精三大魔法中的絕對防禦魔法－「妖精之球」使大家能在黑龍的咆嘯中逃過一劫。但所有人的時間也因此被凍結了七年，直到現在才終於能解開封印重回世間。看著眼前真的創造奇蹟平安歸來的納茲他們，七年來從來沒有笑過的羅梅歐終於再度重拾了笑容。 |             |                                     |                |
| 124 | 第256~257回 | 空白的7年 （）                      | 2012年3月31日  |
| 為了慶祝夥伴們的歷劫歸來，妖精尾巴連夜開了一場讓所有人畢生難忘的熱鬧宴會。但在空白的七年時光中，公會的人事物都有了非常大的改變。特別是阿爾札克和比絲卡居然已經結婚並生了女兒了！隔天蛇姬之鱗的成員前來道賀，裘拉和利昂還帶了重大情報來給馬卡羅夫和格雷，而艾爾莎也從比絲卡她們那兒獲得有關「他」的消息…。宴會結束後，露西回到七年沒回的家，結果被房東太太以房租未付為由擋在門外。想起了卡娜和吉爾達茲相認一事的她決定去和父親見個面。但當她跟納茲和哈比來到他任職的商業公會時，卻得到了不幸的消息，裘德・哈特菲利亞已經在一個月前因過勞去世了…。 在回程的路上，露西好不容易打破沉默和納茲他們分享了自己的心情，對於自己在得知父親過世的消息後卻流不出眼淚一事，她認為是因為自己還沒有原諒父親… 而在馬格諾利亞鎮上，馬卡羅夫帶著艾爾莎和米拉珍去和債主黃昏之鬼進行「和平談判」，但最後終於還是用妖尾一貫的方式將問題給解決了。露西一個人坐在公園中時，突然被房東太太抓回家裡去，並驚訝的發現原來父親七年來每年都有寄生日禮物來給她，而今年最後的一份禮物還附上了一封信。在讀完內容充滿了父親從未當面表示過的愛的信後，露西眼中開始不住的流下淚來，也終於第一次承認自己也同樣深愛著父親… 之後納茲和哈比來找她一起去工作，露西擦乾眼淚，並暗自向天國的父母發誓要和夥伴們一起勇敢的迎向未來的生活。 |             |                                     |                |
| 125 | 動畫原創    | 魔法舞踏會 （）                     | 2012年4月7日   |
| 因為積蓄被偷，急需生活費的納茲和哈比接下酬勞四百萬的通緝犯貝爾貝諾逮捕委託。得知他會在委託人巴爾薩米克伯爵近日要舉辦的魔法舞會上出現後，納茲和露西開始練習跳舞，結果最後卻變成公會成員全體共舞… 舞會當天，妖精尾巴眾人從伯爵口中得知工作還包括從貝爾貝諾的手中守護將在今晚的選婿舞會中對外展示的傳家寶戒指。基於貝爾貝諾會使用變身魔法，他們採取場內外同時監控調查的作戰。在女主角安婕特登場後不久，關鍵的戒指也出現了。這時貝爾貝諾解除變身奪走了戒指，納茲他們試圖阻止，但不料對方已經在舞會中吸收了他們的魔法！就在雙方僵持之際，貝爾貝諾表明他真正的來意是要向青梅竹馬安婕特求婚！在了解他的心意後，安婕特答應在他贖完罪後兩個人就結婚。有情人終成眷屬可喜可賀，只不過這次委託的酬勞，自然是泡湯了… |             |                                     |                |
| 126 | 動畫原創    | 真正的惡棍扭屁股團 （）             | 2012年4月14日  |
| 這次納茲他們接受的委託是保護火車上運送的金塊。納茲一如往常嚴重暈車，而且似乎因為使用過度的關係，溫蒂的特洛伊亞宣告失效！不久之後，由三名穿著緊身衣的古怪大叔組成的強盜集團「扭屁股團」開始進行搶奪貨車廂的作戰。他們先假意向納茲示好，再利用終於不支暈倒的他進入貨車廂。趁機抓住溫蒂後使用毒氣噴射招式成功將露西她們逼出車外。不過自己也被熏昏… 身為僅剩的戰鬥力，溫蒂決心要守住金塊。面對這群自稱「真正的惡人」的大叔，她採取說之以情並展示力量的方法想說服他們棄惡從善。就在計畫進行的正順利（？）時，露西、夏璐璐和哈比趕了回來。最後扭屁股團被盛怒的納茲一拳揍飛。至於工作方面，雖然金塊平安送達，但因為花了太長時間因此酬勞只剩一半。真希望那幾個變態大叔別再出現了… |             |                                     |                |
| 127 | 動畫原創    | 透明露西的恐怖！ （）               | 2012年4月21日  |
| 今天納茲和哈比又再度擅自跑進露西家，之後還讀起她的透明人小說新作。好不容易把他們轟走後，露西決定用自己調製的魔法藥水泡個澡轉換心情。但泡完澡後，她卻因為疑似已經變質的藥水變成了透明人！露西趕忙跑去公會求助，好不容易抵達公會的她因為大家背地裡說自己閒話稍微報復了一下，結果卻演變成公會成員打群架…。之後是納茲靠鼻子發現了她，大家先是嘗試幫她畫出原來的臉，但卻變成一場藝術創作實驗…。在溫蒂把藥水瓶帶回來後，蕾比和弗里德合作解析藥水成分並嘗試用術式來解除藥水的效力。但結果還是無效，甚至連露西本身的存在和大家對她的記憶都開始消失！幸好最後在納茲直覺性的想起她後，露西得以恢復原狀。經過這次風波，露西再次體會到和夥伴們在一起的快樂。只不過在要把這麻煩的藥水處理掉時，意外再度發生… |             |                                     |                |
| 128 | 動畫原創    | 父親的遺物 （）                     | 2012年4月28日  |
| 菲歐烈王國教會數年一度的盛事，大主教聖誕祭快要到了。但在這種重要時刻，各地教會卻接連遭到不明人物破壞。評議會下令加緊調查…。同一時間，妖精尾巴來了一位陌生訪客。她自我介紹說是露西的遠房表妹─米歇露・羅布斯塔。並表示她是為了送露西的父親裘德的遺物箱子而來。露西打開箱子一看，裡面是一根被布條包裹的奇異鐵棒。之後她這個愛哭又愛吃的妹妹就借宿在她家並開始在公會工作。幾天後，米歇露和最強小隊一起去執行山賊討伐任務。雖然艾爾莎精心想出的作戰策略被山賊的特殊性向給打亂掉，但靠著最強小隊的壓倒性戰力，任務順利完成。之後露西在米歇露的提議下對夥伴們提出調查父親遺物的委託。但在米歇露不小心把鐵棒掉在地上後，它竟然自己豎立起來並浮現出神秘的古代文字，裘德想傳達給露西的訊息究竟是…？ |             |                                     |                |
| 129 | 動畫原創    | 怒濤的對決！納茲 V.S. 拉格薩斯 （） | 2012年5月5日   |
| 正當納茲和哈比在森林裡張羅今天的晚餐時，突然一道雷電竄上天空，納茲和中途碰到的戈吉爾趕去一看，發現原來是拉格薩斯。之後兩人一起向拉格薩斯提出決鬥的要求。正當戰鬥一觸即發之際，溫蒂及時提出「明天再決鬥」的建議讓他們暫時停戰。之後公會為了炒熱氣氛還辦起了前夜祭。當天晚上，難得一起出任務的格雷和艾爾莎終於找到目標金塊盜賊團。之後格雷單挑曾被納茲打敗的傭兵公會成員－帕尼休兄弟。費了點功夫解決他們後，任務順利完成。因為擔心格雷會變心而跟蹤過來的茱比亞也終於鬆了一口氣…。隔天決鬥正式展開，但納茲卻被拉格薩斯一拳KO，戈吉爾見狀立刻閃人…。這時，露西在蕾比的幫助下終於查出鐵棒上古文字的意思，也發現了鐵棒其實是一座古老時鐘的指針！不久之後，三個似曾相識的人影來到妖精尾巴公會… |             |                                     |                |
| 130 | 動畫原創    | 被盯上的露西 （）                   | 2012年5月12日  |
| 三名不速之客原來是亞斯藍德的可可、休斯（女生版，名為瑪麗休斯）和休格波伊。他們對妖精尾巴成員提出「交出露西・哈特菲利亞」的強硬要求。在遭到拒絕後，他們決定使出強硬手段。眾人雖然立刻反擊，但面對三人前所未見的強力魔法卻是一籌莫展，陷入絕境。正當露西不忍心決定表明身分時，米歇露和公會女性成員們接連站出來自稱是露西好混淆對方判斷。真正的露西和米歇露趁機在納茲他們的掩護下趁機逃走。速度最快的可可率先去追，但被露西、米歇露和芭露歌演的戲搞昏頭而追丟。之後瑪麗休斯操縱納茲放出煙霧彈並和休格波伊一起去追。納茲和哈比正在空中尋找露西他們時遭到休格波伊的攔截，之後連亞斯藍德的拜羅也殺了出來！而最關鍵的露西和米歇露則碰到瑪麗休斯的攔截，之後在她的魔法操縱下，兩人一起跌下了懸崖…！ |             |                                     |                |
| 131 | 動畫原創    | 雷吉翁的猛威 （）                   | 2012年5月19日  |
| 面對休格波伊使用的能吸收對手魔力並成長的魔法黏液，納茲雖然拼命攻擊但卻毫無效果。另一頭，拜羅和他的章魚坐騎遇上吉爾達茲及周刊記者傑森。雖然吉爾達茲的實力深不可測，但面對拜羅能把魔法攻擊無效化的魔法一時之間也難以取勝…。而掉下懸崖的露西和米歇露靠著阿莉耶絲的力量安全獲救。露西緊接著和瑪麗休斯展開戰鬥，但卻一時大意讓米歇露被誤擊昏倒…。好不容易用苦肉計讓黏液自爆後，納茲卻不小心讓自己和休格波伊兩個人手黏在一起，幸好格雷及時趕到用造冰魔法幫他解危。在傑森告知對方是教會戰鬥菁英－軍團隊的人後，吉爾達茲也開始認真戰鬥。在戰況持續膠著時，趕回來的艾爾莎也換裝加入了戰局。但不久之後，瑪麗休斯用人體操縱魔法從露西手中奪得這次任務的目標－魔法指針，並對同伴發出任務完成的信號…。 |             |                                     |                |
| 132 | 動畫原創    | 星空之鑰 （）                       | 2012年5月26日  |
| 在得知軍團隊的行動是為了「聖戰」後，情勢變得更加山雨欲來。之後露西一行人來到哈特菲利亞舊宅尋找線索。發現小時候的全家福畫像的露西決定將來要把宅邸買回來。之後在裘德的房間裡，蜜雪兒發現一本名為「給我的女兒」的空白書。在解開標題中的字謎後，發現線索就藏在「星空之鑰」這本書中。不久之後，軍團隊的頭號戰士唐和軍師薩米耶魯（艾克希特）半路殺出要求把書交出來。但想不到唐卻對露西一見鍾情…！隨後艾爾莎自願斷後要其他人保護露西逃走，但面對唐能反彈魔法的魔盾和能改變物體大小的魔槍，即使是身經百戰的她也飲恨敗陣。而露西她們則被薩米耶魯看穿了逃跑路線半路攔截，納茲憤怒搶攻卻被唐用魔槍變成了小矮人！最後搶到書的薩米耶魯用速讀魔法記下內容後留下書本並帶唐離開。到底「星空之鑰」中藏有什麼秘密呢？ |             |                                     |                |
| 133 | 動畫原創    | 旅程中的同伴們 （）                 | 2012年6月2日   |
| 正當大家正在開小納茲的玩笑時，露西在解讀過「星空之鑰」後確定除了被軍團隊奪走的指針外，古老時鐘還有另外五個零件散布在各地。於是妖精尾巴的成員組隊分頭尋找零件…。陰影齒輪小隊在利利的帶領下先去找戈吉爾補充戰力。艾爾莎帶著卡娜、溫蒂和夏璐璐一起行動，但在中途的草原上進行的野餐初體驗卻遭到一群馬賊（？）的搗亂，最後他們被艾爾莎全數殲滅…。米拉和弟妹們也決定先悠哉的吃個飯。和茱比亞組隊的格雷和後來加入的利昂一路上不停鬥嘴，但總算順利找到遺跡…。露西她的小隊則先坐船航向目的地。後來有幾位考古學協會的人以希望保護零件所在的遺跡為由，想勸露西她們放棄這趟旅行。但在聽聞露西想完成父親託付的遺願的堅定決心後，他們決定不再阻止並幫助納茲恢復了原狀。究竟眾人的旅途的前方有什麼在等著呢？ |             |                                     |                |
| 134 | 動畫原創    | 迷宮狂想曲 （）                     | 2012年6月9日   |
| 露西小隊在沙漠中找到遺跡的入口，在巨蟹座凱沙的幫助下順利打開後，她們冷不防掉入地下洞穴…。而格雷小隊先靠茱比亞突破了遺跡的石人守衛，之後她和利昂推理出空中浮石的機關玄機，三人一起打開封印零件的門…。在沙漠的地下，當羅梅歐說出通關密語後，眾人打開了魔法門。但之後露西兩次誤觸陷阱，最後是靠著芭露歌才逃過一劫…。進入異空間的格雷小隊操縱浮石繼續前進，但卻被休格波伊攔截。利昂和茱比亞不慎被他的魔法困住，只得由格雷獨自追擊。當浮石在空中排成一圈後，零件終於現身。格雷和休格波伊同時抓住它後，利昂他們也趕緊脫困，一起回到入口處。最後三人聯手擊敗休格波伊搶到了零件！而露西小隊在勉強躲過納茲觸動的陷阱後來到遺跡底層，隨後露西突然起了不好的預感，抬頭一看，可可和唐已經先一步抵達了…！ |             |                                     |                |
| 135 | 動畫原創    | 神話的足跡 （）                     | 2012年6月16日  |
| 發現露西的唐直嚷著自己和露西已經被紅線牽在一起。納茲沉不住氣發動攻擊，但還是都被魔盾反彈回來。之後還因為接連發生露西被變小、哈比被變大的意外而讓遺跡被弄得一片混亂。在哈比終於恢復原狀後，納茲負責攔住唐。露西她們去找零件。之後她因故和追來的可可兩人同行了一段時間。路上兩人半吵架式的聊了不少，露西發覺她其實不是壞人。後來可可誤觸陷阱腳受了傷。露西和同伴們幫她治療後，繼續尋找零件的所在…。另一頭，陰影齒輪小隊在戈吉爾帶領下爬上埋藏零件的高山頂。因為蕾比她們已經累癱了，戈吉爾獨自開始挖掘工作…。隨後艾爾莎小隊也終於抵達目的地，魔導圖書館。在進行搜索時，害她們迷了大半天路的嫌疑犯出現…。而在地底遺跡中，納茲和唐的單挑決戰進入白熱化…！ |             |                                     |                |
| 136 | 動畫原創    | 真正的惡棍，再度登場 （）           | 2012年6月23日  |
| 在魔導圖書館中，艾爾莎小隊遇上溫蒂和夏璐璐之前遭遇過的扭屁股團。面對得意的自許為「真正的惡人」的他們，不知為何連艾爾莎都換上緊身衣並開始對他們展開精神訓話…。卡娜和夏璐璐按照溫蒂的建議趁隙去尋找零件。而在地下遺跡中，面對火力全開的納茲，唐卻表示時間停滯了七年的他絕不是自己的對手。之後納茲被打落到露西她們所在的教堂。為了對付追擊過來的唐，露西使出的新娘色誘戰術首度奏效！納茲和羅梅歐的聯合攻擊成功取勝，同時也找到了隱藏的零件！被艾爾莎的嚴詞激怒的扭屁股團無預警使用毒氣噴射將她薰昏，之後又用同樣方法把卡娜和夏璐璐找到的零件奪走。但在逃走途中就被怒火中燒的艾爾莎施以天誅之刑！衷心祈禱他們別再出現了…。另一頭，在山頂努力挖掘零件的戈吉爾他們面前，軍團隊軍師薩米耶魯悄然現身…。 |             |                                     |                |
| 137 | 動畫原創    | 人算不如天算 （）                   | 2012年6月30日  |
| 在聽完爽快認輸的唐的連環圖生涯及羅曼史簡介（？）後，納茲他們決定在原地等其他夥伴前來會合。只不過露西還得繼續面對唐的糾纏…。利利挺身對戰想搶奪零件的薩米耶魯。在兩個艾克希特進行空中戰時，戈吉爾挖通了往地下空間的路。之後靠著蕾比解讀古代文字，順利的破解機關玄機讓零件現身。但因為戈吉爾硬把零件取下來，啟動了守衛石像。幸好在陰影齒輪小隊的團隊合作下，讓戈吉爾得以破壞石像。眼見事態超出自己的計算，方寸大亂的薩米耶魯頓時被利利打倒，零件順利到手！米拉珍和艾爾夫曼在莉莎娜的發揮下很順利的找到藏在湖中的零件，但正要把它帶走時卻遇上守株待兔的瑪麗休斯，三人有辦法對付她的人體操縱魔法嗎？ 另一頭，軍團隊長官拜羅騎著章魚現身地下遺跡，為了幫露西奪回指針，納茲準備再度出擊！ |             |                                     |                |
| 138 | 動畫原創    | 聖戰的行蹤 （）                     | 2012年7月7日   |
| 拜羅的章魚坐騎用牠的蠻力觸手和腐蝕性墨汁發動猛烈的攻擊。但納茲他們的攻擊卻難以傷到牠柔軟的身體，戰況陷入劣勢。另一頭，被米拉珍指稱自己只是教會傀儡的瑪麗休斯一怒之下控制了她體內的撒旦之魂並展開攻擊，艾爾夫曼和莉莎娜隨即被打倒。為了保護弟妹，米拉變身為被馬卡羅夫嚴令禁用的「魔神哈爾法斯」，壓倒性的擊敗了和撒旦之魂合一的瑪麗休斯！面對要求歸還指針的露西，拜羅表示他們是奉大主教之命回收「無限時鐘」的零件，這是為了避免它造成世界滅亡的聖戰！但眾人對教會的意圖提出質疑並決定繼續反抗，納茲、露西、哈比和羅梅歐的聯合作戰成功擊倒了章魚！但同一時間，留在妖尾公會的吉娜娜卻發生異狀…？阿爾札克夫婦的小女兒阿絲卡和薩米耶魯也都對星空之鑰的內容感到不祥，這場聖戰之後的發展究竟會是…？ |             |                                     |                |
| 139 | 動畫原創    | 開始轉動的時間 （）                 | 2012年7月14日  |
| 受到拜羅的無效化魔法的影響，納茲被迫以肉搏的方式進行戰鬥。但面對鍛鍊和經驗遠勝於己的拜羅卻淪為一面倒的挨打狀態。這時，在公會中的吉娜娜也察覺她的病症源自於過去將她變成蛇的詛咒…。雖然連遭痛擊，納茲還是堅定的反駁軍團隊不惜犧牲也要完成任務的理念，並表示要為了公會打倒拜羅。看著奮戰中的納茲，可可心中開始產生矛盾感…。面對堅持著教會的正義的拜羅，哈比挺身直言他們也會為了公會的榮耀與偽善的教會戰鬥到底！自覺教會受辱的拜羅發出強大魔法要消滅納茲他們，但被認同露西她們的可可阻礙。就在可可被視為叛徒將被處決之際，艾爾莎等夥伴們帶著剩餘的零件趕到。就在眾人與自信可以獨自擊敗她們的拜羅對峙時，無限時鐘的零件突然飛到空中自動組合了起來，在響徹雲霄的宏亮鐘聲中，數個熟悉的身影赫然現身！！ |             |                                     |                |
| 140 | 動畫原創    | 新生六魔將軍現身！ （）             | 2012年7月21日  |
| 軍團隊和妖精尾巴收集零件的行動遭到利用。在六魔的紋章被刻上後，無限時鐘正式落入新生六魔將軍之手！為了奪回時鐘，納茲、拜羅和段向六魔衝去。但想不到變成二代首腦的午夜的黑暗魔法不但唐的魔盾無法反彈，拜羅的無效化魔法也不起作用！在眼鏡蛇、雷射和艾利高爾（自稱格里穆利帕）參戰後，情勢更加一面倒。最後天使的魔法將地下遺跡整個摧毀！另一頭，評議會也加緊調查六魔越獄案件，幕後黑手竟然疑似是教會的人！？而納茲他們在一夜的幫助下獲救，之後露西重新解讀星空之鑰，結果發現父親真正要傳達的訊息是不能收集零件！露西因為自己的錯誤判斷將可能造成莫大危害自責痛哭，幸好隨即在夥伴的鼓勵下重新振作。六魔將軍奪走無限時鐘的目的究竟為何？妖精尾巴有辦法阻止他們嗎？而神聖的教會中又隱藏了什麼樣的內幕呢？ |             |                                     |                |
| 141 | 動畫原創    | 追蹤無限時鐘 （）                   | 2012年7月28日  |
| 正當大夥在討論作戰策略時，雷神眾結束工作回到公會，並帶回六魔將軍的破壞教會行動更加激烈化的消息…。當晚，六魔繼續破壞教會。這一切都是為了完成讓終焉降臨世界的目的！同一時間，沉睡中的吉娜娜突然像失了魂似的走下樓，並開始在牆上刻下古代文字。蕾比和弗里德解讀出其中記述了星空之鑰的作者，威爾・納維爾不為人知的星靈魔導士身分！曾經是教會樞機主教的他到底和這次事件有何關連？最後眾人依照卡娜的占卜魔法前往各教會進行伏擊，全新組隊陣容真能發揮最強戰力嗎？另一頭，在意外的新成員加入後，軍團隊也展開新的行動。而傳達完「大主教之命」的樞機主教拉波望忒則來到牢房逼問被視為叛徒的祭司有關威爾・納維爾的弟子的情報，這個教會重要幹部到底是正是邪？隨著六魔的行動，世界終結的腳步逐漸逼近了！ |             |                                     |                |
| 142 | 動畫原創    | 戰鬥的不協調音 （）                 | 2012年8月4日   |
| 為了調查教會的內幕，評議會檢束部隊大隊長拉哈爾尋求前同事多蘭巴爾特的協助。這時納茲小隊與六魔將軍的角子老虎機展開戰鬥，面對能使出各種攻擊的賭博魔法，納茲他們卻是彼此互扯後腿…。在遠方一處教會，一名神秘少女抱著星靈跟陪著自己長大的樹對話著…。另一頭，溫蒂和畢可斯羅在山上遇到格里穆利帕。雖然失去了記憶，但他的氣象魔法卻讓兩人難以招架！而當茱比亞和戈吉爾到達目的地時，發現教會竟然遭到軍團隊破壞！之後原重刑犯，加特曼用牠可怕的破裂魔法開始折磨她們以及同伴瑪麗休斯…。另一方面，受託前往蜜雪兒故鄉調查的吉爾達茲和菈姬也發現當地顯然藏有重大內情！而在馬格諾利亞這邊，六魔之首午夜突然出現在卡爾地亞大教堂，他的目的為何？教會破壞事件的情勢發展是愈發懸疑險峻了！ |             |                                     |                |
| 143 | 動畫原創    | 反連結 （）                         | 2012年8月11日  |
| 拉哈爾在多蘭巴魯特的幫助下開始調查教會破壞事件中的無名受害者。之後他們來到神秘星靈魔導士少女卡嘉所在的教會。神似溫蒂的她讓多蘭巴爾特不禁感到惆悵…。正當拉哈爾向卡嘉詢問受害者的真正身分時，六魔將軍的雷射赫然殺進教會！在多蘭巴爾特挺身掩護拉哈爾保護卡嘉逃走後，她向拉哈爾說明自己和其他受害者都是威爾‧納維爾之弟子的後人。且都是被教團的秘密地下組織「反連結」所保護的星靈魔導士。她們終其一生都必須以詛咒式生體連結魔法保護某樣「重要的東西」。當拉哈爾想繼續問下去時，打敗多蘭巴爾特的雷射飛速衝來要殺掉卡嘉破解反連結。所幸在多蘭巴爾特捨身保護之下，卡嘉身上的生體連結魔法雖然被切斷但卻免於受詛咒所侵蝕。在成功拯救了她的生命後，多蘭巴爾特也終於決定拋開七年前的陰霾重新再起！ 評議會的調查有了重大斬獲，反觀妖精尾巴和軍團隊的行動卻是全無進展。雖然溫蒂在格里穆利帕因為她拼命治療夥伴的行動而內心動搖之際，趁隙用融合治癒魔法的攻擊打倒了他並恢復其記憶。但其他小隊卻完全淪為六魔將軍的掌中玩偶。這種古怪的違和感，就好像是看漏了某樣重要關鍵一般。另一頭，吉爾達茲和菈姬在羅布斯塔莊園的地下深處發現一名陷入沉睡的女孩。菈姬在調閱記錄後赫然發現她才是真正的米歇露！！那至今一直跟在露西身邊的少女到底是誰？她和六魔將軍亦或是這起重大事件有所關聯嗎？六魔將軍的計畫即將完成，妖精尾巴能夠及時阻止世界終結的降臨嗎！？                                                                                |             |                                     |                |
| 144 | 動畫原創    | 被解放開來的絕望 （）               | 2012年8月18日  |
| 在接到菈姬的聯絡後，瓦倫趕緊用念話通知露西她們小心身邊假的米歇露。但卻因為持有通信卡片的艾爾夫曼昏倒了無法聯繫！另一頭，薩米耶魯一邊和利利進行決鬥，一邊解釋牠對拉波望忒樞機主教交代的特別任務的疑惑。在和清醒過來的艾利高爾談過話後，畢可斯羅驚覺他和卡娜都中了敵人的夢境操控魔法！也就是說，卡娜的占卜結果反而對敵人有利！但為時已晚，六魔已經切斷所有星靈魔導士身上的生體連結魔法。威爾‧納維爾設在無限時鐘上的封印被解開，混沌隨之降臨，世界即將毀滅了！ 目睹無限時鐘造成的天地異變的拜羅，依舊執著於教會交代的任務－把露西・哈特菲利亞帶回教會。在他與露西、納茲對峙時，剛才被納茲打倒的六魔將軍，角子老虎機現出真身。第七位六魔將軍兼參謀，骷髏杖！隨後在其呼喚下，以「米歇露・羅布斯塔」身分一直潛伏在露西身邊的新生六魔將軍的最後成員，伊米泰希雅也現出了原形！納茲雖然出手攻擊，但在無法接受事實的露西的呼喊下，露出破綻的他被伊米泰希雅一擊打倒。之後她用代表大主教權力的金印讓拜羅跪地順服。並且將作為計畫最後關鍵的露西以及充當人質的納茲一起帶往教會。想不到六魔將軍的觸角早已深入教會之中，妖精尾巴可說是從頭到尾都遭到設計。如今連露西和納茲都落入敵人手中，這次真的是萬事休矣了嗎！？ |             |                                     |                |
| 145 | 動畫原創    | 真實夢魘 （）                       | 2012年8月25日  |
| 徹底慘敗的妖精尾巴回到公會重整旗鼓。之後露西之前遇到過的考古學家們到訪。領隊說明自己其實是威爾‧納維爾的曾孫，並且和露西的父親是親密好友。之後他又說明了魔法指針在被發現後，輾轉經由裘德交託給露西的過程，以及無限時鐘所能發動的時間感覺操縱魔法－「真實夢魘」的可怕。同一時間，二代首腦準備利用露西啟動「真實夢魘」。面對露西的質問，伊米泰希雅的回答似乎內含隱情…。而評議會也追查出教會內奸就是樞機主教拉波望忒！之後接下阻止無限時鐘委託的妖精尾巴和援軍一夜駕著魔法飛艇航向教會總部。面對前來攔截的雷射，米拉挺身使出撒旦之魂…。另一頭，被關在監牢中的納茲靠著扭屁股團的幫助順利越獄。並與他們和自願加入的可可趕去救露西。但這時無限時鐘隨著露西意識的失去再度敲響，他們能否及時力挽狂瀾！？ |             |                                     |                |
| 146 | 動畫原創    | 時間的螺旋 （）                     | 2012年9月1日   |
| 「真實夢魘」讓時間和世界都陷入一片混亂。但大主教卻現身告知信眾們，說這是教會為了讓世界重生而進行的肅清。而評議會面對勢力強大的元凶，一時之間只能按兵不動…。另一頭，潛入大主教寢室的吉爾達茲和菈姬意外發現大主教早已被拉波望忒操控，雙方衝突一觸即發…。在用魔神哈爾法斯的力量打敗雷射後，米拉也看出他一直在逃避自己痛苦的過去。內心被洞穿的雷射跪地認輸。在此同時，妖精尾巴也抵達教會上空。面對拜羅的章魚坐騎之攔截，一夜毅然採取玉石俱焚之策掩護夥伴們繼續前進。納茲和可可也在瑪麗休斯的幫助下闖過加特曼的攔阻，之後更發現拉波望忒很可能是六魔將軍會長「無」！而查覺到妖精尾巴的行動的伊米泰希雅卻堅定的表示絕不會讓他們救回露西，露西是屬於她的！到底伊米泰希雅和露西間有什麼關係呢…？ |             |                                     |                |
| 147 | 動畫原創    | 到無限城去！ （）                   | 2012年9月8日   |
| 根據拉波望忒（無會長製造的魔法傀儡）和二代首腦的解說，為了控制無限時鐘，必須用身為優秀星靈魔導士的露西作為祭品。如今想要阻止「真實夢魘」就只能殺了露西！？在拉波望忒自滅後，拜羅和薩米耶魯決定為了拯救世界而犧牲露西。之後由吉爾達茲挺身攔住拜羅，納茲他們則在可可的帶領下前往無限城拯救露西。至於率先抵達的薩米耶魯則被伊米泰希雅一擊墜地…。透過溫蒂的治療，總算讓大主教脫離了魔法的操控。這時哈比突然靈光一現，想出藉由打倒新生六魔將軍來阻止無限時鐘並拯救露西的方法。但不久之後，眼鏡蛇、天使，以及二代首腦接連出現攔阻。妖精尾巴則由艾爾莎、格雷，和戈吉爾分別迎敵。最後在納茲鼻子的引路下，他們終於找到了露西。但想要奪回她的話，就必須打倒堅決不肯放人的伊米泰希雅！！ |             |                                     |                |
| 148 | 動畫原創    | 天使之淚 （）                       | 2012年9月15日  |
| 留在妖尾公會的夥伴和考古學家們在翻閱古文書後，證實了哈比想到的拯救露西的方法之正確性。在無限城下層，雖然武器接連遭到破壞，艾爾莎仍憑藉著心中夥伴們的鼓勵奮戰不懈。而在中層地帶，在自己召喚出來的「天使」接連被格雷和唐擊敗後，天使毅然召喚出最強天使將段打倒。這種會削減自身壽命的「天使魔法」，是她為了達成「與汙穢的世界訣別，成為美麗的天使」的願望所學會的。但在遭到格雷指責說自己只是行屍走肉的活死人後，內心動搖的天使開始遭到自身魔法反噬！幸虧格雷和唐通力合作拯救了她。了悟到自己其實想活下去的天使甘願認輸。到此半數的六魔被擊敗。但鎮守在無限時鐘處的伊米泰希雅想「守護」露西的意志十分堅定，面對納茲和艾爾夫曼的聯合攻勢卻絲毫不落下風。而身為祭品的露西的意識似乎進入了一個未知的領域…？ |             |                                     |                |
| 149 | 動畫原創    | 聽見朋友的聲音 （）                 | 2012年9月22日  |
| 面對納茲的嚴詞質問，伊米泰希雅在二代首腦保證會幫她「實現願望」後仍毫不留情的攻擊。之後趕到的薩米耶魯想趁隙殺掉露西，幸好被可可、哈比和利利阻止。隨後大主教透過念話傳訊，只要砍斷無限城延伸到地面的諸多鎖鏈就能爭取到救露西的時間。戈吉爾、格雷、吉爾達茲以及軍團隊立即行動。艾爾莎也拿出新入手的古代兵器與眼鏡蛇一決生死。最終眼鏡蛇因為聽到「朋友」的聲音露出了破綻而被打敗。雖然首腦依舊淡定的表示一旦露西完全被無限時鐘吞噬，她的存在就會永遠消失化為時鐘的一部份。但伊米泰希雅聽聞後卻臉色大變，甚至拼命的想把露西從時鐘裡救出來。認定她已經沒有用處的首腦遂將她變回原形－露西小時候最珍愛的洋娃娃…。目睹了這樁以別人的痛苦為樂的惡行的納茲在盛怒下恢復了戰力，決定要把首腦揍得滿地找牙！！ |             |                                     |                |
| 150 | 動畫原創    | 露西與米歇露 （）                   | 2012年9月29日  |
| 雖然眾人拼命破壞鎖鏈，露西仍持續遭無限時鐘吞噬。已經沒有時間了！這時，二代首腦使出父親的最強招式「創世紀‧無」好徹底葬送納茲。另一方面，終於想起米歇露就是自己像妹妹般寶貝的洋娃娃後，露西喚醒了心中沉睡許久的童年回憶。米歇露也道出了自己從娃娃變成六魔一員的始末…。在米歇露的題點下聽到夥伴們聲音的露西精神大振，自主操縱「真實夢魘」攻擊首腦，也讓納茲得以趁隙脫逃。最後的肉搏戰，緊抓住思念的納茲打敗了捨棄思念的首腦。但回頭一看，露西已經和無限城同化了…。幸好考古學家們找出解決之道。在使用「真實夢魘」幫助星靈魔導士們解除詛咒後，露西順利從四散的無限時鐘裡獲得解放。六魔重新被捕，世界恢復平靜；她也平安獲救。露西在妖精尾巴經歷的大冒險之一，「星空之鑰事件」就這樣平和的落幕了…。 |             |                                     |                |

### 第四季
(2012年10月－2013年3月，大魔鬥演武篇)
| 集数 | 對應原作         | 標題                        | 原剧首映日期   |
| --- | ---------------- | --------------------------- | -------------- |
| 151 | 動畫原創+第258回 | 劍咬之虎 （）               | 2012年10月6日  |
| 教會在大主教的帶領下，誠心檢討過失並積極善後。拜羅也率領軍團隊前往妖精尾巴公會謝罪。馬卡羅夫寬大的原諒了他們並開起熱鬧的宴會。在眾人打鬧成一片時，可可和瑪麗休斯也跟利利、露西盡釋前嫌成了好朋友。之後軍團隊奉大主教之命，將展開尋找並封印無限時鐘零件的艱難任務。妖尾全員一起為他們送別並相約來日再會。之後，納茲他們從羅梅歐口中得知目前菲歐烈王國最強公會－「劍咬之虎」的消息。為了奪回全國第一的寶座，納茲燃起了無窮鬥志！同一時間，馬卡羅夫帶著吉爾達茲前往舊公會的地下密室，讓預定要接任會長的他一觀妖精尾巴的最高機密－「流明歷史」！而在遠方一處山丘上，兩名年輕魔導士輕鬆消滅了一個闇黑公會。他們不是別人，正是劍咬之虎五大精銳中的雙龍，白龍的史汀格和影龍的羅格！！ |                  |                             |                |
| 152 | 第259~260回      | 就這樣我們朝向頂點前進 （） | 2012年10月13日 |
| 世界恢復了和平固然可喜可賀，但超過動兒納茲很快的又躁動了起來並找上馬克斯一決勝負。歷經七年磨練的馬克斯竟然占了上風。雖然他最後在雷炎龍的巨大威力下主動認輸，但也讓天狼组體悟到自己的實力已經落後時代太多。於是他們前去拜訪波琉西卡夫人尋求秘藥，卻狠狠吃了閉門羹。首次見到她的溫蒂驚覺她的聲音和氣味跟天龍格蘭帝列如出一轍！之後她現身解釋自己是「伊多拉斯的格蘭帝列」。並將天龍傳授的滅龍奧義魔法書交給了溫蒂。一行人回到公會後，發現吉爾達茲又雲遊四方去了。臨行前他讓拉格薩斯重新入會並任命馬卡羅夫為第六代會長。而為了早日達成他「奪回全國第一公會寶座」的囑託，馬卡羅夫接受羅梅歐的提議，讓妖精尾巴參加決定王國最強公會的盛大祭典－大魔鬥演武！！ |                  |                             |                |
| 153 | 第261~262回      | 群星之歌 （）               | 2012年10月20日 |
| 為了準備參加三個月後的大魔鬥演武，納茲一行人來到海邊進行合宿集訓。其他公會成員也展開各自的特訓。露西在卡布利可的指導下進行增強魔力修練，並提出自己和媽媽對哈迪斯提過的「第一項魔法」的見解…。隔天早上，大夥正努力的進行第二天的集訓時，芭露歌突然出現。並且告知露西星靈界正面臨滅亡的危機！眾人義不容辭的和她一起來到星靈界會見星靈王，結果…，其實這只是眾星靈們為了幫露西她們舉辦歷劫歸來的慶祝會而編出來的善意的謊言。在無數星靈的陪伴下，大家在宛如夢幻世界的星靈界中盡情的吃喝玩樂。度過了愉快的一天。但在回到人間界前，他們卻被芭露歌告知星靈界的一天相當於人間界的三個月！！大魔鬥演武轉眼只剩下五天就要開幕，眾人的修練卻完全不足。這下可真的是大事不妙啦！！ |                  |                             |                |
| 154 | 第263~264回      | 擦身而過的時間落差 （）     | 2012年10月27日 |
| 今年的大魔鬥演武不光是劍咬之虎，連蛇姬之鱗和青色天馬都是精銳盡出。反觀妖尾主戰力群的修練卻近乎原地踏步。就在艾爾莎要發動地獄特訓時，有人送飛鴿傳書指引眾人去附近山中秘會。而他們在那裡遇見的，竟是前惡魔心臟成員烏璐緹雅、梅兒蒂以及在她們幫助下逃獄至今的傑拉爾！！同為瑟雷夫的黑暗遺產受害者的他們，為了毀滅瑟雷夫以及全世界的闇黑公會而創立了獨立公會－「魔女之罪」。之後三人委託妖精尾巴調查每年在大魔鬥演武期間出現之神似瑟雷夫的邪惡魔力的真面目。酬勞是用烏璐緹雅進化後的時間之弧魔法幫眾人強化魔力。在納茲他們忍受著劇痛增強魔力的同時，艾爾莎與恢復記憶的傑拉爾單獨會面。面對不知道該如何面對自己所犯下的罪過的傑拉爾，艾爾莎再度嚴厲的斥責和鼓勵他。之後兩人在環境催化下深情相擁，但就在最關鍵時刻，傑拉爾因為自認沒有愛她的資格緊急踩煞車。之後三人在夜色中離去，看著他漸行漸遠的背影，獨自送行的艾爾莎不禁露出了哀傷的微笑…。 |                  |                             |                |
| 155 | 第265~266回      | 百花之都，克羅卡斯 （）     | 2012年11月3日  |
| 馬卡羅夫會長從已經結束修行回到公會的成員中，挑選出納茲、格雷、艾爾莎、露西和溫蒂等五人為代表隊伍。瞄準大魔鬥演武的冠軍寶座，公會全員來到大會地點－菲歐烈王國首都克羅卡斯。在辦完參賽手續後，大家利用到午夜前的空閒時間自由活動。獨自回到旅店休息的艾爾莎再度被青色天馬的一夜他們糾纏，格雷被捲入與茱比亞和利昂之間的三角關係中。而納茲、露西和哈比則碰到劍咬之虎的雙龍。對方毫不客氣的恥笑納茲是舊世代滅龍魔導士，並表示殺死了養育自己的龍的他們才是真正的滅龍魔導士！時間轉眼到了十二點，但溫蒂卻還沒有回來。就在這時，大會突然發布預賽通知。從超過一百支參賽隊伍中選出前八強的比賽，「空中迷宮」到底是什麼？少了一位隊員的妖精尾巴又該如何是好！？ |                  |                             |                |
| 156 | 第266回          | 空中迷宫 （）               | 2012年11月10日 |
| 為了搶先通過「空中迷宮」打進複賽，分秒必爭的妖精尾巴緊急由艾爾夫曼頂替溫蒂出賽，並拜託莉莎娜和哈比去找她。一行人在令人頭暈目眩的巨大立體迷宮中，努力朝位於東方的大會競技場挺進。之後偶然碰上冤家公會黃昏之鬼，輕鬆秒殺他們後，眾人發現了搶奪其他公會畫的地圖來指路的秘招。激烈的地圖搶奪戰就此展開！最後在羅盤座星靈的幫助下，妖精尾巴終於抵達終點進入複賽，但原本自信滿滿的他們卻被告知自己只是第八名的吊車尾！另一頭，在其他成員找遍整個王都後，莉莎娜和哈比終於在王宮的庭院中找到因為不明原因失去意識的溫蒂和夏璐璐。她們究竟是遭到什麼人的襲擊？勉強通過預賽的妖精尾巴真有辦法在複賽中過關斬將，打倒劍咬之虎得到大會冠軍嗎！？ |                  |                             |                |
| 157 | 第267~268回      | 新的公會 （）               | 2012年11月17日 |
| 根據波琉西卡夫人的診斷，溫蒂和夏璐璐是因為突然失去大量魔力而暈倒，靜養後就可恢復健康。溫蒂為自己在關鍵時刻倒下自責不已，哽咽著請艾爾夫曼代替她參賽。納茲他們把溫蒂交給波琉西卡夫人照顧後，便趕往競技場參加選手入場儀式。雖然台上觀眾大喝倒采，公會夥伴的聲援讓眾人信心倍增。定神一看，居然連初代會長梅比斯也親臨會場加油！！緊接著第七到第四名的公會進場，分別是「四頭獵犬」、新興女性公會「人魚腳跟」、「青色天馬」以及「蛇姬之鱗」。而之後出場的第三名，竟然是由馬卡羅夫的兒子伊萬所創立，最近才剛成為正規公會的前闇黑公會「大鴉尾巴」！但叫納茲他們震驚的是，第二名居然是由拉格薩斯率領的妖精尾巴B小隊！而且傑拉爾竟然還變裝成米斯頓葛參賽！！最後登場的，就是近幾年來的大會衛冕軍「劍咬之虎」。選手入場結束後，賽程第一天的第一場比賽「隱匿」隨即展開。代表妖精尾巴（A小隊）出陣的格雷會有什麼樣的表現呢？ |                  |                             |                |
| 158 | 第269~270回      | 星降之夜 （）               | 2012年11月24日 |
| 在比賽開打前，烏璐緹雅和梅兒蒂為了在必要時支援傑拉爾來到競技場外圍。之後裁判南瓜一聲令下，「隱匿」正式展開。規則是在競技場中的魔法城鎮裡無數選手的複製人中找出本尊並攻擊之。攻擊成功得1分，遭到攻擊或誤擊複製人則扣1分。最後依得分高低決定排名。比賽一開始，茱比亞就因為「攻擊」格雷的複製人慘遭扣分。格雷則中了大鴉尾巴的納魯布亭格的欺敵戰略而痛失分數。之後選手們都使出渾身解數攻擊敵人並隱藏自己。但納魯布亭格卻像妖怪附身一般死盯住格雷不放。就在比賽進入尾聲時，一直站在高塔上作壁上觀的劍咬之虎選手魯法斯終於出手。「記憶造型」魔法招式「星降之夜」瞬間擊中所有對手讓劍咬之虎竄升到第一名。比賽最後結果，格雷悽慘墊底。羞憤的走進休息區的他發誓一定要向大鴉尾巴和魯法斯清算這筆帳！緊接著登場的戰鬥項目，是由露西出戰大鴉尾巴的芙蕾雅。歷經三個月修行，有所成長的她能否成功打敗對手，幫助妖精尾巴旗開得分呢？ |                  |                             |                |
| 159 | 第271~272回      | 露西 V.S. 芙蕾雅 （）       | 2012年12月1日  |
| 面對接連對夥伴使出卑鄙手段的大鴉尾巴，一向不輕易動怒的露西也燃起強烈鬥志上場戰鬥。面對露出詭異笑容且不斷喃喃念著「金髮的」的芙蕾雅，露西使出令人驚艷的雙重開門和星靈合體技力抗對手的「赤髮」魔法。雙方一來一往，戰況成了五五波。眼見露西的實力超乎自己的預估，芙蕾雅憤而採取卑劣的戰術，將在場邊觀戰的公會小成員阿絲卡挾持為人質！！在其要脅下，露西陷入只能挨打的絕對劣勢。為了救阿絲卡，她決定含淚棄權。但決心要盡情折磨她的芙蕾雅搶先一步用頭髮綁住露西，並準備將她的公會紋章改烙上大鴉尾巴的紋章。幸虧納茲靠著過人的聽覺及時幫阿絲卡解危。沒有了後顧之憂的露西召喚出雙子座星靈變成自己，聯合使出致勝的超魔法「全天星辰」！！但就在露西發動攻擊的前一刻，魔法卻突然消失了！？看來這一定是大鴉的成員在場外動了手腳。然而在沒有證據的情況下，因耗盡魔力倒下的露西被判定落敗。聽著滿場觀眾無知的恥笑，她流下了不甘心的淚水。納茲走到露西身邊，安慰她說眼淚應該在獲勝時再流。第一天得分掛零不算什麼，妖精尾巴的逆轉大戲才正要上演！！ |                  |                             |                |
| 160 | 第273~274回      | 凶兆 （）                   | 2012年12月8日  |
| 今天的第二場戰鬥是由青色天馬的蓮對上人魚腳跟的阿拉妮。雖然一開始稍微落居下風，為了不在心上人潔莉（蛇姬之鱗）面前丟臉，蓮奮力打敗對手贏得勝利。第三場比賽對戰組合是四頭獵犬的沃克萊對戰劍咬之虎的歐魯加。沃克萊剛開戰就使出他奇特的眼淚魔法想要先發制人，但卻被歐魯加的黑雷瞬間秒殺烤成焦炭。同樣使用雷電魔法的拉格薩斯不禁對他產生了興趣…。 最後一場比賽由蛇姬之鱗的裘拉出戰妖精尾巴B隊的米斯頓葛（傑拉爾）。對於自己能為妖精尾巴而戰感到無比欣慰的傑拉爾，一開場先用米斯頓葛的魔法應戰。在察覺臨陣磨槍的招式無法對付裘拉後，他改用自己的天體魔法戰鬥。兩個聖十等級的魔導士展開令人目不暇給的激烈攻防。在裘拉發現對手面罩下的真面目的同時，抱著必勝決心的傑拉爾也準備使出「真·天體魔法」的必殺絕招！但烏璐緹雅為了不讓他暴露身分，在場外利用梅兒蒂的感覺連結魔法硬是將他放倒。一頭霧水的裘拉無言的贏得勝利。伴隨著滿場觀眾的噓聲和嘲笑，妖精尾巴在大魔鬥演武首日的成績簡直是淒慘無比。雖然納茲依舊元氣十足的表示就由自己來開啟反攻。但在妖尾的休息室中，夏璐璐一臉驚恐的醒來，莫非這次她又預知到了不祥的未來！？ |                  |                             |                |
| 161 | 第275~276回      | 戰車 （）                   | 2012年12月15日 |
| 儘管第一天的賽事遭到屈辱性的慘敗，妖精尾巴依舊不改作風在晚上開起熱鬧的宴會。之後卡娜接受一個陌生男子的拼酒挑戰，叫眾人跌破眼鏡的是，這個男人的酒量竟然在卡娜之上，而且還是個醉拳高手！原來他就是四頭獵犬的S級精英，實力不下於艾爾莎的「醉鷹」巴格斯！！另一頭，夏璐璐向波琉西卡夫人描述了自己所預見的，與露西有關的可怕未來…。而在王宮中，對於明天的戰鬥項目編組，似乎有暗盤正在運作著…。 大魔鬥演武第二天的競技項目「戰車」，是讓各隊選手跑在行走中的四輪戰車車隊上的競速比賽。結果由四頭獵犬的巴格斯以蠻力逆轉奪冠，第二到第五名分別是大鴉尾巴的黑蛇、人魚腳跟的莉絲莉、蛇姬之鱗的悠卡，以及青色天馬的一夜。但更出乎大家意料的是，代表妖精尾巴出賽的納茲和戈吉爾，甚至連劍咬之虎的史汀格都陷入虛脫狀態，搖搖欲墜的跑在車隊末尾。在全場觀眾捧腹觀賞這三個滅龍魔導士間的「競慢」比賽時，納茲和戈吉爾依舊咬牙苦撐，向前邁進。見識到他們的傻勁的史汀格不禁詢問妖精尾巴今年參賽的理由為何？納茲堅定的回答是為了七年來忍受無數悲傷和屈辱，保護著公會的夥伴們！兩人的執著精神不僅讓夥伴們流下感激的淚水，更博得許多觀眾的認同和聲援。最後在史汀格棄權下，納茲以第六名成績幫妖精尾巴A隊打破鴨蛋。戈吉爾則拿到第七名。緊接著展開的第一場戰鬥，由蛇姬之鱗的托比對決大鴉尾巴的黑蛇。這個使用罕見擬態魔法的詭異男子究竟有多強？                                                                         |                  |                             |                |
| 162 | 第277~278回      | 艾爾夫曼 V.S. 巴格斯 （）   | 2012年12月22日 |
| 在數輪攻防之後，黑蛇輕鬆打敗了托比。按照比賽中定下的賭局，托比痛哭著道出自己的「超級秘密」…。而黑蛇之後的卑劣舉動則讓妖尾成員對大鴉尾巴更加反感。接著第二場比賽，由巴格斯對上…艾爾夫曼！在戰鬥開打前，巴格斯冷不防提出了如果自己獲勝，就要把米拉珍和莉莎娜據為己有的賭約。面對如此猖狂的對手，艾爾夫曼燃起男子漢的鬥志迎戰！！另一頭，從暈車症中恢復的納茲及時解救了被蒙面歹徒綁架的溫蒂、夏璐璐和波琉西卡夫人。但此時競技場內的戰鬥儼然是一面倒。艾爾夫曼不但無法擊中巴格斯，反而被打成重傷。正當巴格斯認為勝券在握時，艾爾夫曼也提出如果他打贏的話，四頭獵犬就要在大會期間改名成「四頭小狗」的賭約。隨後面對巴格斯的真本領－醉·劈掛掌，艾爾夫曼變身成攻防一體的蜥蜴人來迎敵。賭上男子漢的尊嚴和榮耀，雙方展開互不相讓的拼死攻防。最後艾爾夫曼靠著保護姊妹和公會的強大信念熬過巴格斯的猛攻贏得勝利。妖精尾巴的絕地反攻正式開始！但納茲他們在經過分析後，發現歹徒要抓的目標其實是露西！幕後黑手究竟是大鴉尾巴還是另有其人？大魔鬥演武的背後真的藏有不可告人的天大陰謀嗎！？ |                  |                             |                |
| 163 | 第279~280回      | 米拉珍 V.S. 珍妮 （）       | 2013年1月5日   |
| 雖然是被打的體無完膚才艱苦慘勝，艾爾夫曼表現出的強悍精神力讓艾爾莎也不由得大加稱讚。之後大家把艾爾夫曼交給波琉西卡夫人和雷神眾照料，趕回競技場觀賞由米拉珍對戰青色天馬的珍妮的第三場比賽。因兩人都是超人氣模特兒，機會難得，主辦單位決定改讓她們進行一場超養眼的「寫真對決」！之後人魚腳跟、蛇姬之鱗的女選手們不甘示弱亂入參賽，連妖精尾巴的眾佳麗也在梅比斯會長的慫恿下共襄盛舉。從泳裝到情趣裝再到結婚禮服，各路美女的美艷裝扮讓現場（男性）觀眾無不看得如癡如醉！之後因某會長阿婆的冷場亂入讓比賽回歸正傳…。在最後的戰鬥變裝對決前，珍妮提出輸家要在魔導士週刊上刊登全裸寫真的超勁爆賭局！！但她的必勝如意算盤卻被米拉珍用最強的撒旦之魂，魔人·修特利一擊粉碎。妖精尾巴B隊漂亮的拿下勝利！ 最後登場的第二天賽程最終戰同樣是女魔導士間的決戰，由人魚腳跟的王牌，冷冽的魔導劍士神樂對決初次代表劍咬之虎參賽的神秘新人雪乃。面對表現的極為沉著的強勁對手，雪乃赫然提出更令人驚愕的「性命」賭約！這場壓軸戰鬥真會演變成一場冷酷無情的血戰嗎！？ |                  |                             |                |
| 164 | 第280~281回      | 神樂 V.S. 雪乃 （）         | 2013年1月12日  |
| 在神樂接受賭約後，最後的壓軸比賽正式開打。率先出招的雪乃原來是星靈魔導士，而且還擁有兩把黃道十二宮的鑰匙！首先召喚的雙魚座星靈對神樂發動猛烈的聯合攻勢，但都被她敏捷的閃躲化解掉。雪乃見狀便使用雙重開門召換天秤座星靈，以其重力操縱魔法配合雙魚座夾攻神樂。眼看攻擊就要奏效時，也會重力魔法的神樂以眼還眼，瞬間將兩個星靈壓制在地。雪乃於是拿出王牌，傳說中超越黃道十二宮的第十三把鑰匙，蛇夫座星靈！然而神樂的力量實在超乎想像，竟然僅用未出鞘的刀就將巨蛇擊敗。震驚不已的雪乃隨即被擊倒在地。淚流滿面的宣告敗北…。 在第二天賽程中展現出反攻氣勢的妖精尾巴晚上在旅店大開宴會。但獨自密會的傑拉爾和艾爾莎卻對目前邪惡魔力毫無蹤跡一事大感疑惑…。之後艾爾莎在回旅店的路上，驚喜的和已經七年不見，現在是人魚腳跟成員的米莉安娜重逢。情同姊妹的兩人不禁相擁喜極而泣…。另一頭，對於劍咬之虎今天的表現失望透頂的會長傑曼在下榻飯店中召開氣氛肅殺的檢討會，史汀格受到嚴正警告，但雪乃恐怕將接受更無情的懲罰…。大魔鬥演武在令人熱血沸騰的競技和戰鬥催化下逐步邁向高潮，但在盛大華麗的祭典背後，一個規模和影響均超乎想像的計畫也在同步運行中。未知的未來將因此變得更加暗潮洶湧…！ |                  |                             |                |
| 165 | 第281~282回      | 怨恨被夜幕籠罩 （）         | 2013年1月19日  |
| 在第二天賽程中一分未得的劍咬之虎排名掉到第二。為了殺雞儆猴，會長傑曼以極其屈辱的方式將雪乃以脫衣處罰並消除公會紋章將此逐出公會。檢討會結束後，羅格不禁質疑會長的處置是否過於無情，但史汀格卻冷淡的表示弱者自然不能待在最強公會中…。在睽違多年的重逢後，艾爾莎高興的和米莉安娜敘舊。但之後艾爾莎從她口中得知神樂不共戴天的仇人正是傑拉爾！原本溫馨的氣氛霎時變的無比沉重和矛盾…。之後艾爾莎碰到剛擺脫利昂和茱比亞的格雷，不禁感嘆不論愛與恨都是讓人難以承受之重…。 另一頭，吃完晚餐後回到旅店的露西她們遇到意外的訪客－雪乃，她請求露西收下剩餘的兩把黃道十二宮鑰匙，並表示若是集齊所有鑰匙就能打開「改變世界的大門」！但露西基於不願切斷她和星靈間的羈絆之理由予以婉拒。之後納茲因自覺態度不佳而追去向雪乃道歉。從跪地痛哭的她口中得知劍咬之虎竟是如此不重視夥伴後，怒火中燒的納茲單槍匹馬殺進下榻飯店指名要跟傑曼單挑，並且宣告「如果你輸給了我，就給我退出公會！！」 |                  |                             |                |
| 166 | 第283~284回      | 伏魔殿 （）                 | 2013年1月26日  |
| 納茲狂妄的言行讓劍咬之虎上下震驚不已。面對來勢洶洶的後生晚輩，傑曼命令公會前十強的多班卡爾來對付他。但在納茲一拳就擺平對手後，他決定親自上陣。納茲怒濤般的猛攻一時讓傑曼難以還手。之後更升級為雷炎龍模式轟出一記雷火重拳！不料攻擊卻被及時趕回的公會五強之一，傑曼的女兒米涅露芭的魔法化解。因為哈比被她挾為貓質，納茲只得接受其「調解」，留下「你們應該更珍惜夥伴」一言後罷戰離去。之後劍咬之虎由米涅露芭替補雪乃參賽，雙龍則分別對納茲的力量和留言產生了興趣。另一方面，露西和溫蒂努力阻止納茲和格雷發動二度夜襲，但最後還是靠艾爾莎出手才鎮住了他們倆…。 大魔鬥演武進入中段的第三天賽程，今天的嘉賓是評議會執法部隊大隊長拉哈爾。而他的同事，七年前和妖精尾巴結下因緣的多朗巴爾特則在觀眾席觀戰。第一階段競技項目，妖精尾巴分別由艾爾莎和卡娜上陣。人魚由米莉安娜請纓出賽，劍咬、大鴉、蛇姬、天馬、小狗的代表分別是歐魯加、歐普拉、裘拉、希比基和諾巴利。選手確定後，裁判南瓜便開啟競賽場地，潛伏著100頭邪惡怪物（強度分S、A、B、C、D五個等級，數量請自行參閱）的神殿－伏魔殿。選手們按照抽籤順序輪流進入神殿討伐自己指定數量的怪物，擊倒一頭便獲得一分。最後以獲得的分數決定排名。這是一項同時考驗戰鬥能力和戰術分析力的高難度競技。但想不到抽中1號籤的艾爾莎竟然選擇一次對付100頭怪物！她究竟是在逞匹夫之勇，還是真有實力打贏這場艱鉅的屠魔之戰呢！？                                    |                  |                             |                |
| 167 | 第284~285回      | 100對1 （）                 | 2013年2月2日   |
| 不是100分就是0分，做出毫無退路的背水一戰決定的艾爾莎毅然踏入了伏魔殿。面對隨之出現的魔法怪物群，她先使用天輪之鎧的全方位攻擊來清除弱怪並收集怪物的戰鬥情資。隨後，艾爾莎開始利用黑羽、炎帝、海皇等各式盔甲混搭適合的武器來逐層掃蕩怪物。在解決過半數的敵人後，考量到體力和魔力的消耗，她轉為攻防並重的方式穩扎穩打。在怪物只剩下4隻後，艾爾莎拿出必殺武器妖刀紅櫻放手一搏！最後終於和威力爆增的S級怪物展開生死對決，靠著堅定無比的信念，有如戰場上綻放的緋紅花朵般的妖精女王至終不曾倒下，總算擊敗了最後魔王，漂亮的征服了伏魔殿！！ 艾爾莎的英勇奮戰不僅幫妖精尾巴A隊贏得10分，更贏得全場觀眾對公會的盛大歡呼。妖精尾巴也正式在大賽中重振聲勢！之後主辦單位決定用魔力測定器MPF來決定剩餘七隊的排名。率先上場的米莉安娜打出評議會執法部隊部隊長等級的365，諾巴利和希比基的成績分別是124和95。而歐普拉更只打出搞笑般的4分！？看來之中似乎有些隱情…。緊接著強者登場，歐魯加的120mm黑雷砲打出破評議會紀錄的3825！不過裘拉沒讓他得意太久，震撼大地的鳴動富嶽獲得不愧於聖十稱號的8544！但壓軸登場的卡娜卻再度跌破眾人眼鏡，因為她成功駕馭梅比斯出借的妖精光輝打出破表的9999！！宣告妖精尾巴將要展開勢如破竹的反攻！另一頭，先一步得知戰鬥項目對戰組合的大鴉尾巴展開行動。他們參加今年大賽的真正目的即將揭曉…！                                                                                     |                  |                             |                |
| 168 | 第286回          | 拉格薩斯 V.S. 阿列克謝 （） | 2013年2月9日   |
| 在競技項目勇奪前兩名的妖精尾巴積分榜排名大幅上升。緊接著戰鬥項目開打，第一場比賽由米莉安娜代表人魚腳跟出戰四頭小狗的賽姆斯。雖然一開始在賽姆斯的人肉陀螺攻擊下吃了不少苦頭，米莉安娜還是成功用貓咪束縛管制伏了對手，為人魚腳跟拿下勝利。第二戰則由劍咬之虎的魯法斯對決青色天馬的伊布，身為前評議會執法部隊菁英，在加入公會後更加成長的伊布以冰雪魔法努力奮戰劍咬Top5，但至終仍不敵魯法斯強大的記憶造型魔法而落敗。在排名掉到第七的劣勢下，一夜準備出動青色天馬的秘密武器，這個穿著兔子布偶裝的傢伙究竟是何方神聖？ 第三戰由妖精尾巴最強戰力之一的拉格薩斯對戰大鴉尾巴的神秘盔甲面具男阿列克謝。為了避免露西的前車之鑑再度發生，評議會和妖精尾巴都對大鴉尾巴展開嚴密監控。隨後比賽正式開打，結果拉格薩斯竟被阿列克謝一擊打飛，納茲他們無法置信的看著他被對手如俎上肉般的痛毆。偏偏監視組都回報說大鴉沒有作弊的跡象！？原來真相是這些都是場中的阿列克謝用幻影魔法製造出的假象！他隱藏在幻像中和拉格薩斯進行「交涉」，表示只要達成目的就將勝利拱手讓給他。在提案遭到拒絕後，阿列克謝集合了同樣藏在幻影中的四名公會成員並現出伊旺會長的真面目，想威逼拉格薩斯說出「流明歷史」的所在地。「會長（公會）的敵人就是自己的敵人！」。為了守護公會，妖精尾巴的雷龍正面迎戰「對妖尾特化型」公會大鴉尾巴！！                                                                                               |                  |                             |                |
| 169 | 第287~288回      | 溫蒂 V.S. 潔莉亞 （）       | 2013年2月16日  |
| 面對自認勝券在握的對手，拉格薩斯淡定的說大鴉尾巴的情報早就被馬卡羅夫經由雙面間諜戈吉爾調查清楚了。但也許是因為他還願意相信父親這個不肖子而決定只要他們沒有加害公會就不必自生事端…。惱羞成怒的伊萬終於訴諸武力想逼兒子就範。但他萬萬想不到拉格薩斯竟然各只用一擊就將四名公會菁英秒殺！在幫夥伴們報一箭之仇後，拉格薩斯最後以一記雷電重拳打倒伊萬，貫徹了他保衛公會家族的決心。在幻影因伊萬的倒下而消滅後，真正的戰鬥結果終於呈現在眾人眼前。拉格薩斯以一敵五仍獲得完勝！在觀眾們讚嘆妖精尾巴強者如雲的同時，大鴉尾巴也因嚴重違規而被判定喪失資格並禁賽三年，一切圓滿落幕。但伊萬在退場前的一番話和從歐普拉體內逃走的詭異生物似乎隱含不祥的內幕…。 最後的壓軸戰鬥，由溫蒂出戰蛇姬之鱗的潔莉亞。兩位蘿莉選手登場時的連手摔跤讓對戰的可愛指數瞬間爆錶。但這時傑拉爾卻感受到競技場中出現疑似瑟雷夫的魔力，趕忙前去查看…。比賽開打後溫蒂主動出擊，但想不到潔莉亞竟能躲過提升威力和速度的天龍翼擊，並使出前所未見的黑色暴風反擊。原來她是和惡魔心臟的桑庫洛系出同門的「滅神魔導士」！天龍的咆嘯和天神的怒吼的激烈碰撞，結果是潔莉亞力勝一籌。雖然受重傷，自身不喜歡戰鬥的溫蒂決心為了公會全力以赴。進食空氣補充魔力後，使出天空之滅龍奧義－「照破・天空穿」成功擊倒了潔莉亞…本以為如此，但想不到潔莉亞竟能靠魔法自我恢復！面對傷勢全癒的對手，在使出絕招後已經搖搖欲墜的溫蒂真的沒有獲勝的希望了嗎？ |                  |                             |                |
| 170 | 第289~290回      | 小小的拳頭 （）             | 2013年2月23日  |
| 看著已經站不穩的對手，不想再做單方面凌虐的潔莉亞勸溫蒂認輸投降。但決心為公會奮戰到底的溫蒂，堅定的表示到自己徹底倒下前不需要手下留情！為了回應她的覺悟，潔莉亞使出滅神奧義－「天之叢雲」打算一擊結束戰鬥。但這招卻被溫蒂以顛覆常識的戰略驚險躲過。之後兩位蘿莉魔導士展開激烈的肉搏戰，背負著重要信念的小小拳頭間的激烈碰撞讓現場觀眾無不為之動容！最後30分鐘過去，雙方均未倒下，比賽以平局收場。不分敵我，大家都對溫蒂的努力和成長大加稱讚。在戰鬥中彼此認同的兩人更因此成了朋友。大魔鬥演武第三天的賽程也畫下了溫馨的圓滿句點。 比賽結束後，傑拉爾繼續追蹤邪惡魔力的源頭。但他卻在即將逮到那個神秘人物前遭到評議員多朗巴爾特攔阻，之後更碰上帶著執法部隊的拉哈爾。確定米斯頓葛已不在亞斯藍德的多蘭巴魯特為了揭開冒牌貨的真面目出手打掉其面罩！眼看身分敗露的傑拉爾就要被當場逮捕。幸好馬卡羅夫的至交，前評議員亞吉馬先生及時出面緩頰才讓他暫時安全脫身。但很不幸的，與傑拉爾有著深仇大恨的神樂和米莉安娜也發現了他隱藏在妖精尾巴的真相！這是否將會對艾爾莎造成另一次間接傷害？當天晚上，與馬卡羅夫密會的拉格薩斯詢問伊萬想得到的「流明歷史」的真面目。之後梅比斯現身解釋它是公會之光而非伊萬口中「妖精尾巴的黑暗」。後來她更因為自責自己選擇的繼承人普雷希特竟會墮入黑暗而哭了起來，這下祖孫兩人可得為了安慰她而傷透腦筋了…。                                                                |                  |                             |                |
| 171 | 第290~291回      | 海戰 （）                   | 2013年3月2日   |
| 第三天排名大躍進的妖精尾巴在旅店開起比前兩天更加歡樂的派對。另一頭，劍咬之虎的史汀格因為預感明天將能和納茲對戰而興奮難眠。人魚腳跟的神樂和米莉安娜都為了傑拉爾的事情陷入沉思…。王國軍則有一位意想不到的新血加入。這一夜過後，大魔鬥演武將迎接不可思議的巨大轉捩點！ 第四天的競技項目「海戰」是在巨大水球場地內的戰鬥，一旦被打出界就出局，最後以出局順序定排名。但當場中只剩兩位選手時，在5分鐘內先出界者將落到最後一名！比賽一開打，露西就召喚水瓶座想一次清光對手。但擁有地利的茱比亞立刻反擊。在強敵激戰之際，珍妮趁機一腳將洛卡（四頭小狗）踹出場，潔莉亞和莉絲莉也展開攻擊。之後因為水瓶座再度落跑，害露西得同時出動牡羊座和處女座才擋下茱比亞的攻擊。接著茱比亞愛情滿滿的新必殺技一次幹掉三名對手！但她似乎因格雷被自己窘到石化的衝擊而不自覺出界，只拿到第三名。如今場中只剩下露西和米涅露芭，5分鐘規則啟動。被米涅露芭的神秘魔法痛擊的露西正想召喚星靈時，卻赫然發現鑰匙不知道什麼時候被搶走了！現在她只能靠精神力硬吃下對手的攻擊。時間將至，準備發動最後一擊的米涅露芭在露西堅定的表示為了不辜負夥伴，自己絕不會放棄後，竟放手讓時間跑完…。但這只是她為了盡情「懲罰妖精」的毒計。手無寸鐵的露西在水中慘遭冷血凌遲。眼見事態失控，裁判緊急中止比賽。在米涅露芭獲得第一的同時，妖精尾巴對劍咬之虎的戰意和怒火也沸騰到大賽開幕以來的最高點！！                                         |                  |                             |                |
| 172 | 第292~293回      | 獻給你的Perfume （）        | 2013年3月9日   |
| 獲勝的米涅露芭隨手將已經失去意識的露西丟向地面，幸好納茲和格雷及時接住了她。面對艾爾莎的質問，米涅露芭不但毫不愧疚，更表示妖精尾巴應該要感謝自己讓露西得到第二名！眼看妖精尾巴和劍咬之虎間的戰火即將引爆，幸好艾爾莎冷靜的避免了場內亂鬥，露西也在溫蒂和潔莉亞的治療下脫離險境。原本自責又輸了比賽的她在收到夥伴的安慰和最重要的鑰匙後安心睡去，隨後馬卡羅夫捎來合併妖尾A、B兩隊以便於對戰分組的大會指示，為了替夥伴討回公道以及最強公會的榮耀，結合了全公會的羈絆和信念，由納茲、格雷、艾爾莎、戈吉爾和拉格薩斯所組成的妖精尾巴最強隊伍誕生！ 第四天的戰鬥項目是雙人組對戰，第一戰由青色天馬的一夜和兔子對決四頭小狗的巴格斯和洛卡。在友誼的握手之後，兔子終於現出驚人的真面目，原來牠正是在伊多拉斯事件後來到亞斯藍德，宛如一夜分身的艾克希特－二夜！！在一夜陶醉的回憶完「與『自己』的命運相遇」後，二夜卻慘遭巴格斯的劈掛掌一擊KO！陷入一對二劣勢的一夜慘遭痛擊，但為了不辜負與自己並肩作戰的搭檔的心意，他以力量香精增強力量，使出「帥氣」的必殺攻擊「微笑‧粉碎」大逆轉獲勝！成功的將「勝利的香味」獻給了二夜…。好戲不間斷，第二場比賽，蛇姬之鱗與人魚腳跟之戰隨即開打！！ |                  |                             |                |
| 173 | 第293~294回      | 滅龍魔導士之戰 （）         | 2013年3月16日  |
| 蛇姬與人魚腳跟，雙方分別推出利昂和悠卡；神樂和米莉安娜出戰。與兩個公會都有淵源的妖精尾巴成員們各自選擇幫一方聲援加油。為了讓米莉安娜累積實戰經驗，神樂決定開戰後自己先作壁上觀。以一敵二的米莉安娜雖然面對蛇姬之鱗的兩位主力，但靠著與神樂一起辛勤修行鍛鍊出的敏捷度搭配能夠封住對手魔力的攻擊魔法，一時之間竟占了上風！可惜最後她還是不敵利昂的造型冰虎。接替上場的神樂馬上還以顏色，一記刀鞘攻擊瞬間擺平了悠卡。最後的兩強單挑，挨了神樂的神速一擊的利昂在格雷的激勵下，同時造出三頭冰獸夾擊對手。神樂隨即用重力魔法成功反擊，但在她要揮出致勝一刀的同時，戰鬥時間終了。第二戰雙方戰成平手。人魚腳跟最強魔導士神樂的實力依舊深不可測…。 萬眾矚目的第三戰，妖精尾巴 V.S. 劍咬之虎。在探望過露西並做出必勝宣言後，納茲和戈吉爾一起踏上競技場。對手正是同為滅龍魔導士的史汀格和羅格！四龍間的對決，這場戰鬥勢必驚天動地！開戰號令一下，劍咬的雙龍自信滿滿的向前衝，不料納茲和戈吉爾一個箭步搶上來先各賞了他們一記重拳！史汀格回敬一記「白龍的咆嘯」但被納茲躲過，羅格的「影龍的斬擊」也被戈吉爾用鐵龍劍擊退。之後兩人更被納茲以「火龍的翼擊」一起打飛！！妖精尾巴穩居上風的戰況讓滿場觀眾簡直不敢置信，而在被納茲質疑實力根本不足以屠龍後，劍咬的雙龍解放出第二階滅龍之力，滅龍魔導士之戰的戰況再度昇華！！                                                                                    |                  |                             |                |
| 174 | 第294~295回      | 四人之龍 （）               | 2013年3月23日  |
| 面對分別進入「聖白模式」和「暗影模式」的史汀格和羅格，納茲和戈吉爾凝神備戰。在短暫的互相凝視後，史汀格率先打破沉默攻向納茲！敏捷度和力量判若兩人的他讓納茲被迫轉入防守。而戈吉爾面對化為難以捉摸實體的影子的羅格，儼然成為對手的掌中玩物。隨著觀眾歡呼聲的改變，雙龍充滿自信的準備迎接超越偶像的時刻！但此時戰況再變，納茲以火龍之力破解了白龍的聖痕束縛，戈吉爾也看穿了影龍的真身所在！在史汀格全力轟出的滅龍奧義也被納茲輕鬆接下後，妖精已然取得壓倒性的優勢！為了超越眼前的巨大障壁，被逼進絕路的雙龍終於亮出最後王牌，滅龍魔法最終型態－「龍之力」！！ 進入最強模式的史汀格從容的宣告將獨力打敗納茲和戈吉爾。戰鬥再開的瞬間，力量超進化的他便將兩人打飛。隨後使出的「白龍的神聖吐息」，威力之強甚至轟垮了競技場的地板。戰場轉移到地下深處，為了實現與夥伴雷克達的約定，誓言必勝的史汀格持續痛擊對手們。片刻之後，納茲和戈吉爾雙雙倒地。相對於態度不屑的劍咬之虎，妖精尾巴的夥伴全員齊心呼喚希望他們重新站起來。而就在雙龍自認已經獲勝準備下場之際，兩人竟活蹦亂跳的復活了！之後他們還因為對敵人的弱點分析意見不合而打了起來，最後納茲索性把戈吉爾推進礦坑推車送走…，之後更以牙還牙做出一對二宣告。火龍 V.S. 白龍&影龍，滅龍魔導士之戰即將迎來最終高潮！！ |                  |                             |                |
| 175 | 第296~297回      | 納茲 V.S. 雙龍 （）         | 2013年3月30日  |
| 面對聲稱已修得完全的滅龍之力的雙龍，為了在七年間，以及在大賽中受辱的夥伴，納茲也解放出真正的實力奮勇迎戰。這場激烈的戰鬥讓觀戰的眾多高手無不讚嘆。以一敵二的納茲在一來一往的攻防中確實的將對手再度逼進決路。為了一舉反敗為勝，史汀格和羅格放手一搏使出最強絕招，滅龍魔法合體技－「聖影龍閃牙」！面對力量非同小可的雙龍殺手鐧，背負著與哈比的無言承諾、露西的絕對信任，以及所有公會夥伴們的意念的納茲不閃不避，滅龍奧義－「紅蓮爆炎刃」轟然回擊！滅龍魔導士之戰也將正式分出勝負！！ 煙幕散去後，顯示在魔法螢幕上的是頹然倒下的雙龍與挺立的納茲，大魔鬥演武第四天的壓軸對戰以妖精尾巴的完勝告結。在此同時，妖尾也擠下劍咬之虎登上積分榜第一名！隨著攻略焦點的轉向，昔日的最強公會重返榮耀大有可望。而七年來寶座首度面臨威脅的劍咬之虎恐將掀起內部風暴…。回到醫務室，實現了和露西的承諾的納茲與四名隊友回憶起大賽至今的艱辛奮鬥，並氣勢如虹的宣示要在後天的最後賽程登上頂點！！但就在妖精尾巴全體歡喜慶祝時，被納茲陷害而退賽的戈吉爾意外在競技場地底發現了無比驚人的事物！而經過了一天的追蹤，傑拉爾鎖定了再度出現的邪惡魔力源頭。在月色下終於現身的「她」的真面目讓傑拉爾震驚至極。能夠連結夏璐璐預知到的破滅的未來與現在的王國軍機密－「月蝕計畫」的她，究竟是誰！？ |                  |                             |                |

## 第2季劇情介绍

### 第二季
(2014年4月－2015年3月，大魔鬥演武篇終章至日蝕星靈&番外篇)
| 集数 | 對應原作        | 標題                                          | 原剧首映日期   |
| --- | --------------- | --------------------------------------------- | -------------- |
| 176 | 第300~301回     | 龍王 （）                                     | 2014年4月5日   |
| 大魔鬥演舞第四天賽程結束後的晚上。在納茲力敗劍咬雙龍後，積分躍居排頭的妖精尾巴在旅館熱鬧的開起慶功宴。不久之後，戈吉爾終於回到旅館。但他並不急著找納茲算帳，反而請他和溫蒂和自己一起去一個地方看看…？而在劍咬之虎的下榻處，會長傑曼憤怒的對史汀格和羅格興師問罪，並要他們負起敗戰責任從公會中除名。雷克達鼓起勇氣替他們求情，不料卻被怒極的傑曼一掌轟得無影無蹤！悲憤不已的史汀格以一記龍拳將傑曼打的吐血倒地。而在旁見證一切的米涅露芭卻露出詭異笑容…？納茲、溫蒂外加露西和格雷跟著戈吉爾來到菲歐烈王宮地下深處，映入眼簾的，竟是堆滿了巨龍骨骸的龍之墳場！為了解開沉睡此地的龍群的歷史謎團，溫蒂決定施展能傾聽龍魂之聲的天空滅龍奧義－「銀河」！ |                 |                                               |                |
| 177 | 第302~303回     | 月蝕計劃 （）                                 | 2014年4月12日  |
| 178 | 第304~305回     | 妖精軍師 （）                                 | 2014年4月19日  |
| 179 | 第306回         | 格雷 V.S. 魯法斯 （）                         | 2014年4月26日  |
| 180 | 第307~308回     | 餓狼騎士團 （）                               | 2014年5月3日   |
| 181 | 第308~309回     | FT V.S. 處刑人 （）                           | 2014年5月10日  |
| 182 | 第309~310回     | 燃燒的大地 （）                               | 2014年5月17日  |
| 183 | 第310回（後半） | 我們所在的國度 （）                           | 2014年5月24日  |
| 184 | 第311~312回     | 明日之前的國度 （）                           | 2014年5月31日  |
| 185 | 第313~314回     | 艾爾莎 V.S. 神樂 （）                         | 2014年6月7日   |
| 186 | 第315~316回     | 朝絕望加速的未來 （）                         | 2014年6月14日  |
| 187 | 第317~318回     | 青蛙 （）                                     | 2014年6月21日  |
| 188 | 第319~320回     | 激雷！ （）                                   | 2014年6月28日  |
| 雷神VS雷龍VS聖十大魔導士 |                 |                                               |                |
| 189 | 第321~322回     | GLORIA （）                                   | 2014年7月5日   |
| 190 | 第323~324回     | 關上大門的人 （）                             | 2014年7月12日  |
| 妖精的尾巴获得大魔鬥比赛的最终胜利，全场欢呼声一片，7年的耻辱终于在今日雪耻。同时，纳兹一伙儿还在对抗王国军，越来越多的军队是他们陷入苦战。突然，一片黑影吞噬了所有的王国军。突然出现的未来罗格不知是敌是友，但他杀了未来的露西。就在未来罗格要杀现在的露西时，纳兹爆发了 |                 |                                               |                |
| 191 | 第325~326回     | 納茲 V.S. 羅格 （）                           | 2014年7月19日  |
| 192 | 第327~328回     | 連我的份一起 （）                             | 2014年7月26日  |
| 193 | 第329回         | SEVEN DRAGON （）                             | 2014年8月2日   |
| 194 | 第330~331回     | 基爾柯尼斯的魔法 （）                         | 2014年8月9日   |
| 195 | 第332~333回     | 人與人，龍與龍，人與龍 （）                   | 2014年8月16日  |
| 196 | 第334回         | 罪與犧牲 （）                                 | 2014年8月23日  |
| 197 | 第335~336回     | 生命的時間 （）                               | 2014年8月30日  |
| 198 | 第336~337回     | 黃金草原 （）                                 | 2014年9月6日   |
| 199 | 第338回         | 大舞蹈演舞 （）                               | 2014年9月13日  |
| 200 | 第339回         | 星霜之滴 （）                                 | 2014年9月20日  |
| 201 | 第340回         | 贈禮 （）                                     | 2014年9月27日  |
| 202 | 番外篇          | 歡迎回來，弗羅修 （）                         | 2014年10月4日  |
| 203 | 番外篇          | 紅磨坊 （）                                   | 2014年10月11日 |
| 204 | 動畫原創        | 招待，賭上性命了 （）                         | 2014年10月18日 |
| 205 | 動畫原創        | 反叛的狼煙 （）                               | 2014年10月25日 |
| 206 | 動畫原創        | 圖書館恐慌 （）                               | 2014年11月1日  |
| 207 | 動畫原創        | 翡翠出場 （）                                 | 2014年11月8日  |
| 208 | 動畫原創        | 星靈聖地 （）                                 | 2014年11月15日 |
| 209 | 動畫原創        | 溫蒂 V.S. 阿葵亞 在遊樂場一起玩吧！ （）      | 2014年11月22日 |
| 210 | 動畫原創        | 公會卡組 V.S. 星靈卡組 （）                   | 2014年11月29日 |
| 211 | 動畫原創        | 格雷 V.S. 凱沙、舞蹈對決！ （）               | 2014年12月6日  |
| 212 | 動畫原創        | 茱比亞 V.S. 阿莉耶絲、沙漠的死鬥！ （）       | 2014年12月13日 |
| 213 | 動畫原創        | 艾爾莎 V.S. 薩奇達利烏斯、馬背上的決戰！ （） | 2014年12月20日 |
| 214 | 動畫原創        | 納茲 V.S. 雷歐 （）                           | 2014年12月27日 |
| 215 | 動畫原創        | 蛇夫座的歐菲克斯 （）                         | 2015年1月10日  |
| 216 | 動畫原創        | 滿天星的流逝時光 （）                         | 2015年1月17日  |
| 217 | 動畫原創        | 星靈獸 （）                                   | 2015年1月24日  |
| 218 | 動畫原創        | Believe (相信) （）                           | 2015年1月31日  |
| 219 | 番外篇          | 真心編織的東西 （）                           | 2015年2月7日   |
| 220 | 番外篇          | 413天 （）                                    | 2015年2月14日  |
| 221 | 動畫原創        | 白銀的迷宮 （）                               | 2015年2月21日  |
| 222 | 番外篇          | 變身！ （）                                   | 2015年2月28日  |
| 223 | 官方小說        | 凱莫凱莫來了！ （）                           | 2015年3月7日   |
| 224 | 官方小說        | 你所來的地方 （）                             | 2015年3月14日  |
| 225 | 動畫原創        | 雷電男 （）                                   | 2015年3月21日  |
| 226 | 番外篇          | 妖精尾巴 of the DEAD MEEEEEEEEEN （）         | 2015年3月28日  |

(2015年4月－2016年3月，太陽之村&冥府之門篇至FAIRY  TAIL ZERØ篇)
| 集数 | 對應原作    | 標題                                      | 原剧首映日期   |
| --- | ----------- | ----------------------------------------- | -------------- |
| 227 | 第341~342回 | 新冒險的清晨 （）                         | 2015年4月4日   |
| 於大魔鬥演武中奪冠後的妖精尾巴，公會的委託量大增、魔導士們也開始了忙碌的委託工作。這一天，一份指定納茲及格雷的緊急委託書突然地送到了妖精尾巴！而這份工作竟是來自聖十大魔導排行第四、伊修迦爾四天王之一沃洛德‧辛肯的委託？於是，納茲等人前往沃洛德‧辛肯的住家，見到了一位長得非常像樹木且性格幽默風趣的老爺爺，而他正是沃洛德‧辛肯本人。沃洛德‧辛肯表示自他從公會退休後，便常年在各地的沙漠中旅行，運用他的綠色魔法從事沙漠的綠化。而最近，他卻發現一件奇怪的事：那個將永恆燃燒的火焰當作守護神崇拜的太陽之村竟然整個被冰凍住了？而被凍住的村民卻仍然活著？為此，沃洛德‧辛肯希望納茲等人能夠解救這個村莊。 在明白委託內容後，沃洛德‧辛肯便利用植物魔法將納茲等人送往太陽之村。於此同時，他的腦中浮現出一幕幕公會剛成立時的光景，沒想到那正是105年前和梅比斯一起創立的公會妖精尾巴！繼承了梅比斯意志的年輕人們，即將在太陽之村遭遇到的會是...？ |             |                                           |                |
| 228 | 第343~344回 | 魔導士 vs. 獵人 （）                      | 2015年4月11日  |
| 229 | 第345~346回 | 退化之法 （）                             | 2015年4月18日  |
| 230 | 第347~348回 | 惡魔回歸 （）                             | 2015年4月25日  |
| 231 | 第349~350回 | 格雷 vs. 德利亞泰 （）                    | 2015年5月2日   |
| 財寶獵人三人遭露西、温蒂、芙蕾雅擊退，然而艾爾莎仍被米涅露芭攻擊不能反攻； 德利亞泰向無法反攻的格雷提到有些地方不能踏足，例如冥府之門的後面，而格雷等人正站在冥府之門的前面。退化之法令格雷想起小時候痛苦的事情，但得到烏璐振作後用未退化的智力令德利亞泰墮入陷阱，使格雷等人短暫回復原狀，但之後格雷的挑釁使德利亞泰暴走使身處太陽之村的所有人又變小，而德利亞泰卻變成大惡魔，令格雷又處於下風。後來格雷想到德利亞泰的弱點， 最終借太陽之村的冰的魔力把德利亞泰擊敗。德利亞泰最後一句： 你們已經打開了冥府之門，事件不能回頭。說後就被一隻怪鳥吃掉。納茲和露西等人重遇，從芙蕾雅口中得知永恆之焰位置，剛好被怪鳥追趕的格雷到至，納茲和格雷再度合作…… |             |                                           |                |
| 232 | 第351~353回 | 炎之聲 （）                               | 2015年5月9日   |
| 233 | 第354~355回 | 妖精之歌 （）                             | 2015年5月16日  |
| 234 | 第356~357回 | 冥府之門篇【序章】九鬼門 （）             | 2015年5月23日  |
| 235 | 第358~359回 | 冥府之門篇【序章】妖精 對 冥府 （）       | 2015年5月30日  |
| 236 | 第360~361回 | 冥府之門篇【序章】白色遺產 （）           | 2015年6月6日   |
| 237 | 第362~363回 | 冥府之門篇【序章】納茲 vs.賈卡爾 （）     | 2015年6月13日  |
| 238 | 第364~365回 | 冥府之門篇：背德與罪人 （）               | 2015年6月20日  |
| 239 | 第366~368回 | 冥府之門篇：傑拉爾vs.六魔將軍 （）        | 2015年6月27日  |
| 240 | 第368~370回 | 冥府之門篇：祈願所能到達的地方 （）       | 2015年7月4日   |
| 241 | 第371~372回 | 冥府之門篇：惡魔轉生 （）                 | 2015年7月11日  |
| 242 | 第373~374回 | 冥府之門篇：是放是殺 （）                 | 2015年7月18日  |
| 243 | 第375~376回 | 冥府之門篇：溫蒂 vs.艾哲爾 （）           | 2015年7月25日  |
| 244 | 第377~378回 | 冥府之門篇：永遠是朋友 （）               | 2015年8月1日   |
| 245 | 第379~380回 | 冥府之門篇：地獄之核 （）                 | 2015年8月8日   |
| 246 | 動畫原創    | 冥府之門篇：冥王 （）                     | 2015年8月15日  |
| 傑拉爾決定前往冥府之門阻止他們的計劃，但六魔將軍不想侵犯巴拉姆同盟而拒絕同行。前惡魔心臟的成員拉斯提羅斯再次出現，想抓走梅兒蒂重建公會！最終他被眼鏡蛇等人打敗，眾人決定再一次一起上路 |             |                                           |                |
| 247 | 第381~382回 | 冥府之門篇：歡悅 （）                     | 2015年8月22日  |
| 無法與完全解放的塞拉抗衡，米拉珍回想起與家人間的往事，意識到「接收」惡魔是必要的力量，最終成功接收塞拉的咒法，和大伙會合。冥王使出「喜悅」，把冥界島變回冥王獸，吸收所有島上的人類。 |             |                                           |                |
| 248 | 第383~384回 | 冥府之門篇：群星的一擊 （）               | 2015年8月29日  |
| 冥王使用喜悅後，除了露西以外的人都被吸進冥王獸體內。露西被九鬼門的成員圍攻，即使召喚出三個星靈仍無法解除危機。在最後關頭，阿葵亞決定要露西破壞自己的鎖匙，以開啟最強的星靈王的大門。 |             |                                           |                |
| 249 | 第385~386回 | 冥府之門篇：星靈王 vs.冥王 （）           | 2015年9月5日   |
| 星靈王來到冥界島，與冥王展開一戰。星靈王把阿葵亞的力量交託給露西，露西使出全天星晨，成功打敗豺狼！但她已經無力再戰。星靈王在回去星靈界前，破解「喜悅」，甦醒過來的妖精尾巴眾人，與九鬼門進入交戰！ |             |                                           |                |
| 250 | 第387~388回 | 冥府之門篇：艾爾莎 vs.米涅露芭 （）       | 2015年9月12日  |
| 溫蒂和夏璐璐在激戰後醒來，但多蘭巴魯特告知她們一個絕望的真相—費斯竟有二千個之多！艾爾莎跟米涅露芭交戰，喚醒米涅露芭傷痛的過去。在冥王決定清除米涅露芭之際，雙龍趕到並拯救了她。 |             |                                           |                |
| 251 | 第389~390回 | 冥府之門篇：少年的故事 （）               | 2015年9月19日  |
| 冥王向雙龍指出能消滅全大陸魔法的魔導脈衝炸彈費斯不只有一個，而是有二千個，並已全數出現在全大陸裡。眼看毀滅已經開始倒數計時，但在如此絕望的狀況下，妖精尾巴仍無法殺出一條活路，其中格雷更是從席爾巴嘴裡聽到令人震驚的事實 |             |                                           |                |
| 252 | 第391~392回 | 冥府之門篇：格雷 vs.席爾巴 （）           | 2015年9月26日  |
| 原來席爾巴借用了格雷已死父親的肉體，而操縱這個軀殼的竟是師父烏璐用生命封住的惡魔戴利尤拉！格雷的魔法對擁有相同屬性的席爾巴起不了作用，但席爾巴卻有能力以滅惡魔法傷害格雷的身體，究竟格雷還有什麼勝算‧ |             |                                           |                |
| 253 | 第393~394回 | 冥府之門篇：銀色的思念 （）               | 2015年10月3日  |
| 格雷最終打倒了席爾巴，但也脫口說出「你不是戴利尤拉，是我的父親」，面對格雷的質疑，席爾巴終於說出自己真正的目的，並透過念話要茱比亞打倒在九鬼門中實力較弱的基斯，以阻止他操控評議院議長的屍體來發動費斯 |             |                                           |                |
| 254 | 第395~396回 | 冥府之門篇：Air （）                      | 2015年10月10日 |
| 從弗蘭馬爾斯嘴裡得知控制室的所在後，艾爾莎一行人正趕往阻止費斯起動。同一時間，史汀格與羅格也正在對抗冥王，而另一邊的茱比亞在打倒基斯後昏了過去，因此納茲和戈吉爾必須戰勝眼前的特拉夫撒與暴風雨，但冥府之門的可怕才正要開始 |             |                                           |                |
| 255 | 第397~398回 | 冥府之門篇：鋼 （）                       | 2015年10月17日 |
| 戈吉爾得到蕾比的氧氣後，跟特拉夫撒一戰。他回想起目睹死去的蓓露諾的憤恨，決心守護同伴，使出全力的力量化為鋼龍打敗對手。但他已無力對抗暴風雨…就在危急關頭，拉格薩斯加入抵抗！ |             |                                           |                |
| 256 | 第398回     | 冥府之門篇：最後一戰 （）                 | 2015年10月24日 |
| 拉格薩斯為了保護昏迷的同伴，令他們不再受傷害，使出了最後的力量打敗暴風雨。艾爾莎他們終於到達控制室，但羌華早已控制前議長啟動費斯，唯有打倒羌華，才有可能問出停止費斯的方法。 |             |                                           |                |
| 257 | 第399~400回 | 冥府之門篇：絕望之翼 （）                 | 2015年10月31日 |
| 在激戰的途中，眾人突然聽到驚天巨響，眾滅龍魔導士更馬上產生反應—原來是亞克諾羅基亞再次來臨！沒有人知道牠出現的原因，但同一時間，一直存在於納茲體內的伊格尼爾亦甦醒並出現於他面前，抵抗黑龍的襲擊。 |             |                                           |                |
| 258 | 第401~402回 | 冥府之門篇：火龍的鐵拳 （）               | 2015年11月7日  |
| 伊格尼爾和亞克諾羅基亞進行激戰，憤怒的納茲忍不住介入。伊格尼爾明白他的思念之情，著他先去對付冥王。冥王認為龍的打鬥阻礙了他的計劃，命令羌華犧牲自己以加快啟動費斯的程序。 |             |                                           |                |
| 259 | 第403~404回 | 冥府之門篇：00:00 （）                    | 2015年11月14日 |
| 羌華將自己和費斯啟動魔水晶進行生體連結，加快啟動時間。雖然艾爾莎想阻止，但惡魔形態的羌華太強，艾爾莎更被奪去五感。最終她憑意志打倒了羌華，但費斯的倒數也同時結束了… |             |                                           |                |
| 260 | 第405~406回 | 冥府之門篇：水晶中的少女 （）             | 2015年11月21日 |
| 納茲接下伊格尼爾的委託，要搶走馬爾多吉爾的END之書。但冥王的力量太強大，納茲一直處於下風，幸好雙龍及時趕到幫忙。終於冥王憤怒了，展開了更猛烈的攻擊；另一方面，妖精尾巴的會長終於下定決心解放流明歷史。 |             |                                           |                |
| 261 | 第407~408回 | 冥府之門篇：絕對的惡魔 （）               | 2015年11月28日 |
| 為了啟動流明歷史，會長召所有成員回公會。但內疚的艾爾夫曼決定留下。對冥王之戰，納茲和雙龍處於下風，此時格雷出現，並以滅惡魔法改變局勢。但傑曼突然出現，令戰況再次陷入膠著狀態。 |             |                                           |                |
| 262 | 第409~410回 | 冥府之門篇：死之記憶 （）                 | 2015年12月5日  |
| 雙龍迎戰劍咬之虎的前公會會長傑曼。傑曼只追求力量，不管同伴生死；雙龍則希望公會能變成妖精尾巴一樣，以牽絆為中心。最終雙龍獲勝。另一邊廂的冥王，則利用了殺瑟雷夫的咒法「死之記憶」，令納茲和格雷消失了。 |             |                                           |                |
| 263 | 第411~412回 | 冥府之門篇：飛舞於伊修迦爾 （）           | 2015年12月12日 |
| 由於格雷的滅惡魔法，他們即使中了死之記憶，亦沒有死亡。最終納茲和格雷以最後的力量打敗冥王。但同時羌華亦啟動了費斯，大家的魔力開始消失。就在絕望之際，失踪多年的龍群突然出現，開始破壞各處的費斯。 |             |                                           |                |
| 264 | 第413~414回 | 冥府之門篇：炎之滴 （）                   | 2015年12月19日 |
| 倒數結束，費斯啟動。人類本以為一切已成定局之際，突然龍群出現並破壞費斯，拯救了人類。打敗冥王後，格雷和納茲為END之書爭持不下，最後瑟雷夫突然出現並把書帶走。亞克諾羅基亞打敗伊格尼爾，並把牠重創致瀕死。 |             |                                           |                |
| 265 | 第415~416回 | 冥府之門篇【終章】那就是活下去的力量 （） | 2015年12月26日 |
| 伊格尼爾犧牲自己，終究未能打敗亞克諾羅基亞。臨死前他告訴納茲，必須懷抱未來目標前進。大戰後，格雷和茱比亞追踪END下落，納茲則和哈比離開去修行。最強小隊各人各懷目標繼續前進，馬卡羅夫也同時宣佈解散公會。 |             |                                           |                |
| 266 | 前傳第–回   | FAIRY TAIL ZERØ 心中的妖精 （）           | 2016年1月9日   |
| 納茲和哈比無所事事，決定來到天狼島，追尋一切的起源。他們來到梅比斯之墓。在很多年以前，梅比斯是「赤色蜥蝪」的打雜，但她一直很好學。直到有一天，「赤色蜥蝪」慘被滅門，讓梅比斯的命運出現重大改變。 |             |                                           |                |
| 267 | 前傳第–回   | FAIRY TAIL ZERØ 冒險的開始 （）           | 2016年1月16日  |
| 268 | 動畫原創    | FAIRY TAIL ZERØ 尋寶 （）                 | 2016年1月23日  |
| 梅比斯對船上一切都感到新奇，她還跟海豚一起跳進海底探險。因為尤里他們正為經費不足煩惱，所以梅比斯決心在海底神殿尋寶，沒想到遇到危險！幸好，最後尤里出現，加上她的智慧，順利解開了危機。 |             |                                           |                |
| 269 | 前傳第–回   | FAIRY TAIL ZERØ 與刃共舞 （）             | 2016年1月30日  |
| 經過長時間的航海，梅比斯一行人終到達海邊城巿。梅比斯和普雷希特到處打聽青色髑髏的消息。普雷希特因為為人沉默，所以處處被人誤會。但憑著出色的劍技和梅比斯的魔法，兩人終於知道了青色髑髏的所在之處。 |             |                                           |                |
| 270 | 前傳第–回   | FAIRY TAIL ZERØ 明月映湖 （）             | 2016年2月6日   |
| 前往馬格諾利亞的途中，必須穿過一個森林。梅比斯在這裏聽到了尤里等人的往事。三人從以前就一起找尋寶藏，有一次因為尤里的衝動而差點死遺跡中送命，幸好有剩下的二人夠冷靜才能化險為夷。 |             |                                           |                |
| 271 | 前傳第–回   | FAIRY TAIL ZERØ 藍骷髏 （）               | 2016年2月13日  |
| 梅比斯一行人終於來到商業城市馬格諾利亞，卻只看到一片荒涼的街景，還目睹一對母女被藍骷髏攻擊，幸好及時出手解救。後來又在街上親眼看到老人被藍骷髏的人用魔法彈射死，雖然想替老人討回公道，卻遇到援兵與力量強大的藍骷髏公會會長……。 |             |                                           |                |
| 272 | 前傳第–回   | FAIRY TAIL ZERØ 傳授魔道之人 （）         | 2016年2月20日  |
| 梅比斯因為判斷錯誤害尤里受傷而感到自責，在躲進森林後遇到一名神秘青年，雖然青年對她說「靠近我的人都會死」，卻被梅比斯看穿是「安可瑟拉姆的黑魔術」，並懇求青年教她們魔法好去對抗敵人，而這名青年正是瑟雷夫……。 |             |                                           |                |
| 273 | 前傳第–回   | FAIRY TAIL ZERØ 寶物 （）                 | 2016年2月27日  |
| 在瑟雷夫教導下學會魔法的梅比斯一行人，決定挺身出來解救受盡欺壓的馬格諾利亞居民，並成功策動心生不滿的居民們群起反抗。但另一方面，梅比斯清楚自己剛學會魔法，很難以力量壓制藍骷髏公會的會長喬佛利，因此擬定了一項作戰計畫……。 |             |                                           |                |
| 274 | 前傳第–回   | FAIRY TAIL ZERØ 法律 （）                 | 2016年3月5日   |
| 為了拯救尤里，梅比斯使出了黑魔法「法律」。雖然成功將天狼玉的邪念消除，救出尤里，但梅比斯卻要為此付出代價，從此身體時間停頓。接納梅比斯為真正同伴的尤里，終於告訴梅比斯其實瑟拉只是一個幻影。 |             |                                           |                |
| 275 | 前傳第–回   | FAIRY TAIL ZERØ 永遠的冒險 （）           | 2016年3月12日  |
| 尤里告訴梅比斯，其實瑟拉是一個只有她能看到的幻覺。梅比斯大受打擊，但在瑟拉的鼓勵下重新振作。她決定要完成瑟拉的願望，拯救城巿。於是成立公會妖精尾巴，決心幫馬格諾利亞回復繁榮。 |             |                                           |                |

## 最終章（第3季）劇情介绍
(2018年10月－2019年9月，妖尾復活篇至總結篇)
| 集数 | 對應原作     | 標題                | 原剧首映日期   |
| --- | ------------ | ------------------- | -------------- |
| 276 | 第418回      | 挑戰者 （）         | 2016年3月19日  |
| 在冥府之門一戰後一年，妖精尾巴已經解散。失落的露西為了追蹤大家的下落，加入週刊索沙拉成為記者，收集同伴的訊息。沒想到，就在大魔鬥演武的最後一天，失踪已久的納茲竟然在場上出現了！ |              |                     |                |
| 277 | 第419、417回 | 火焰的訊息 （）     | 2016年3月26日  |
| 在大魔鬥演武出現的納茲得到釋放，並從露西口中得知妖精尾巴解散的消息。納茲很生氣，但露西卻說納茲根本沒有資格責備他人。得到露西的心意後，納茲決定出發找回其它人，重組公會。         |              |                     |                |
| 278 | 第420~421回  | 蛇姬之鱗感謝祭 （） | 2018年10月7日  |
| 279 | 第422~423回  | 因為愛著 （）       | 2018年10月14日 |
| 280 | 第424~426回  | 黑魔術教團 （）     | 2018年10月21日 |
| 281 | 第427~429回  | 地下的激鬥 （）     | 2018年10月28日 |
| 282 | 第430~432回  | 净化作战 （）       | 2018年11月4日  |